# Die Linke
Die Linke (auch als Linkspartei oder Die Linken bezeichnet) ist eine linke, demokratisch-sozialistische Partei in Deutschland. Sie entstand im Juni 2007 durch Verschmelzung der SPD-Abspaltung WASG und der Linkspartei PDS. Letztere war aus der SED-Nachfolgepartei PDS hervorgegangen. Um beide Parteien aus Ost- und Westdeutschland in den Vorstandsgremien zu repräsentieren, wurde eine bis heute beibehaltene gleichberechtigte „Doppelspitze“ gewählt.
Bei der Bundestagswahl 2025 konnte die Linke ihr Ergebnis von 2021 deutlich verbessern, sodass sie im 21. Deutschen Bundestag mit 64 Sitzen vertreten ist. Bis zur Landtagswahl in Brandenburg 2024 war die Partei in allen ostdeutschen Landesparlamenten seit ihrer Gründung vertreten. In den Parlamenten der westdeutschen Länder ist sie lediglich in Hamburg und Bremen vertreten; in letzterem Land ist sie neben der seit 2021 in Mecklenburg-Vorpommern amtierenden rot-roten Koalition seit August 2019 in einer rot-grün-roten Koalition unter SPD-Führung erstmals in einem westdeutschen Land an der Regierung beteiligt. Die Partei ist Mitglied der Europäischen Linken und in der Die-Linke-Fraktion im Europäischen Parlament ist sie mit zwei Abgeordneten vertreten, zudem wurde die parteilose Carola Rackete über die Liste der Linken gewählt, die ebenfalls Mitglied dieser Fraktion ist. Mit Martin Schirdewan stellt sie einen der beiden Fraktionsvorsitzenden.

## Profil

### Tradition
Die Partei sieht sich „in einer parteipolitischen Traditionslinie, die auf Rosa Luxemburg und Karl Liebknecht zurückreicht“.
Die Linke entstand offiziell am 16. Juni 2007 durch Verschmelzung der beiden Parteien WASG und Linkspartei PDS. Letztere war im Juni 2005 durch Umbenennung aus der SED-Nachfolgepartei PDS hervorgegangen, die „im Interesse einer neuen bundespolitisch wirkenden Linken in Deutschland“ erfolgte. Um beide Parteien und deren Herkunft aus Ost- und Westdeutschland in den Vorstandsgremien zu repräsentieren, wurde eine gleichberechtigte „Doppelspitze“ gewählt.
Lothar Bisky erklärte auf dem Gründungsparteitag der Linken, dass Die Linke sich in der Tradition des ehemaligen Bundeskanzlers Willy Brandt sehe und seiner Devise „Mehr Demokratie wagen“, mit der er die innenpolitische Stagnation der Nachkriegszeit in Deutschland überwinden wollte. Oskar Lafontaine ordnete Die Linke historisch folgendermaßen ein: „Sie steht in der Tradition derer, die unter den Sozialistengesetzen Bismarcks verfolgt waren und sie stehen in der Tradition derer, die in den Konzentrationslagern Hitlers umgekommen sind, und sie fühlt sich dem Erbe derer verpflichtet, die als Sozialdemokraten in der DDR eingesperrt waren wie den Kommunisten, die in der Bundesrepublik Deutschland eingesperrt und verfolgt wurden. Beides gehört zusammen, und beides muss gesagt werden.“ Als Ausgangspunkt ihrer Politik nennt Die Linke das Grundgesetz für die Bundesrepublik Deutschland, in dem sie eine Aufforderung zu einem „demokratischen Sozialismus“ erkennt.

### Programmatik
Am 24. und 25. März 2007 wurden auf dem gemeinsamen Parteitag der Linkspartei und der Partei Arbeit & soziale Gerechtigkeit – Die Wahlalternative (WASG) in Dortmund Programmatische Eckpunkte für die neue Partei Die Linke verabschiedet. Das Dokument enthält einige Grundpositionen Der Linken und Eckpunkte ihrer Politik. Die Linke will „soziale, demokratische und friedensstiftende Reformen zur Überwindung des Kapitalismus“ erreichen.

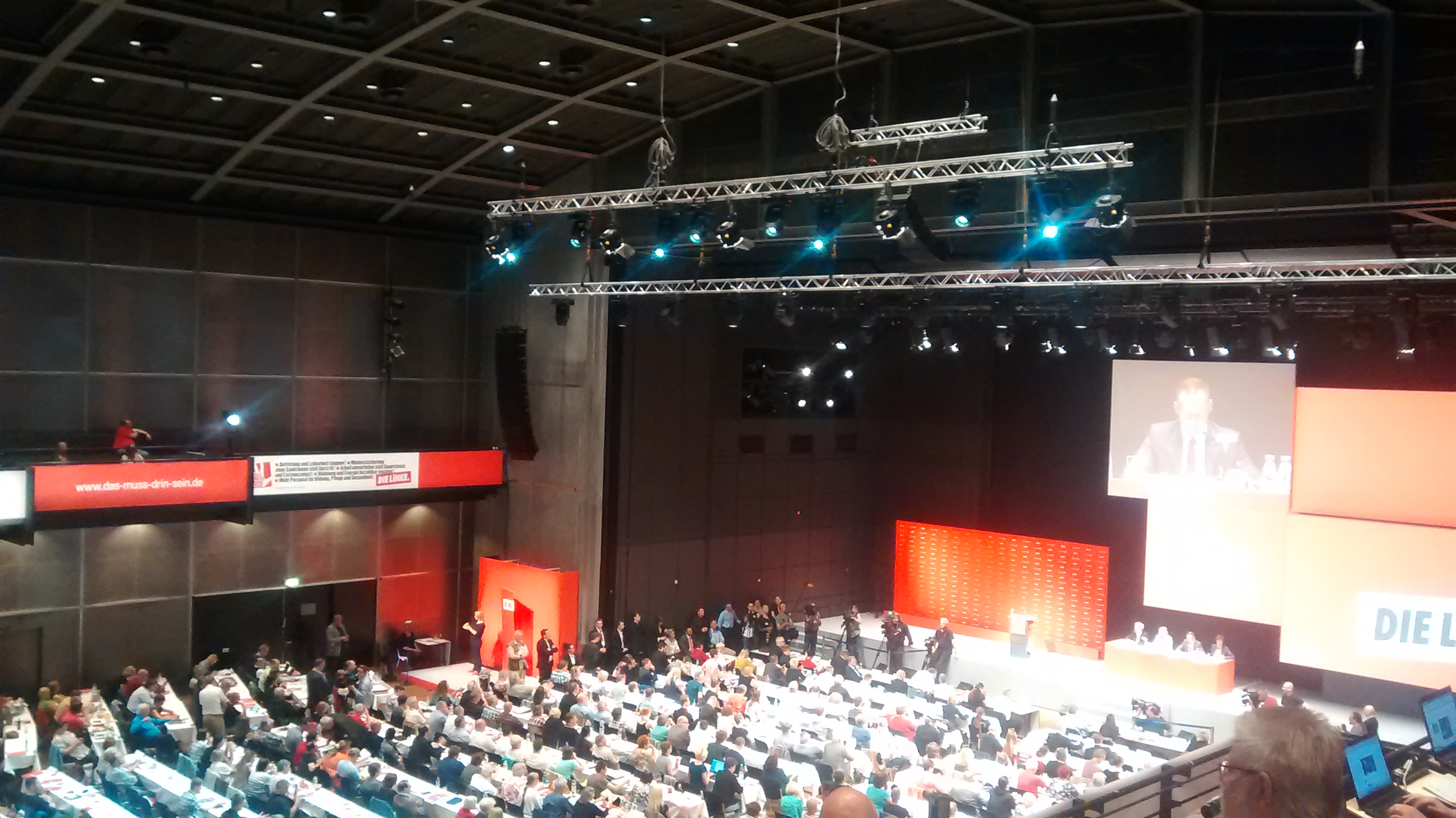
Der Bundesparteitag 2015 in Bielefeld

Am 20. und 21. Juni 2009 wurde in Berlin auf dem Bundestagswahlparteitag 2009 das Bundestagswahlprogramm der Partei verabschiedet. Die Programmatischen Eckpunkte nahmen die juristische Rolle des für eine Partei gesetzlich vorgeschriebenen Parteiprogramms ein, stellten aber inhaltlich nur ein, wenn auch umfangreiches, programmatisches Papier dar. Am 23. Oktober 2011 wurde auf dem Erfurter Parteitag mit 503 Stimmen bei 4 Gegenstimmen und 12 Enthaltungen das erste Parteiprogramm beschlossen. Das entspricht einer Zustimmung von 96,9 Prozent. Beim Mitgliederentscheid vom 17. November bis 15. Dezember 2011 wurde das Parteiprogramm mit einer Quote von 95,8 Prozent bestätigt.
Kurz vor der Bundestagswahl 2025 kündigte die Vorsitzende Ines Schwerdtner eine Erneuerung des Grundsatzprogramms bis Ende 2027 an. Zu den Hauptpunkten der Überarbeitung nennt sie andere Blockkonfrontationen, die Klimakatastrophe und die neuen Transformationsprozesse der Wirtschaft. Die „programmatische Debatte“ hatte der 9. Parteitag auf seiner ersten Tagung bereits formal eingeleitet.

#### Wirtschafts- und Finanzpolitik

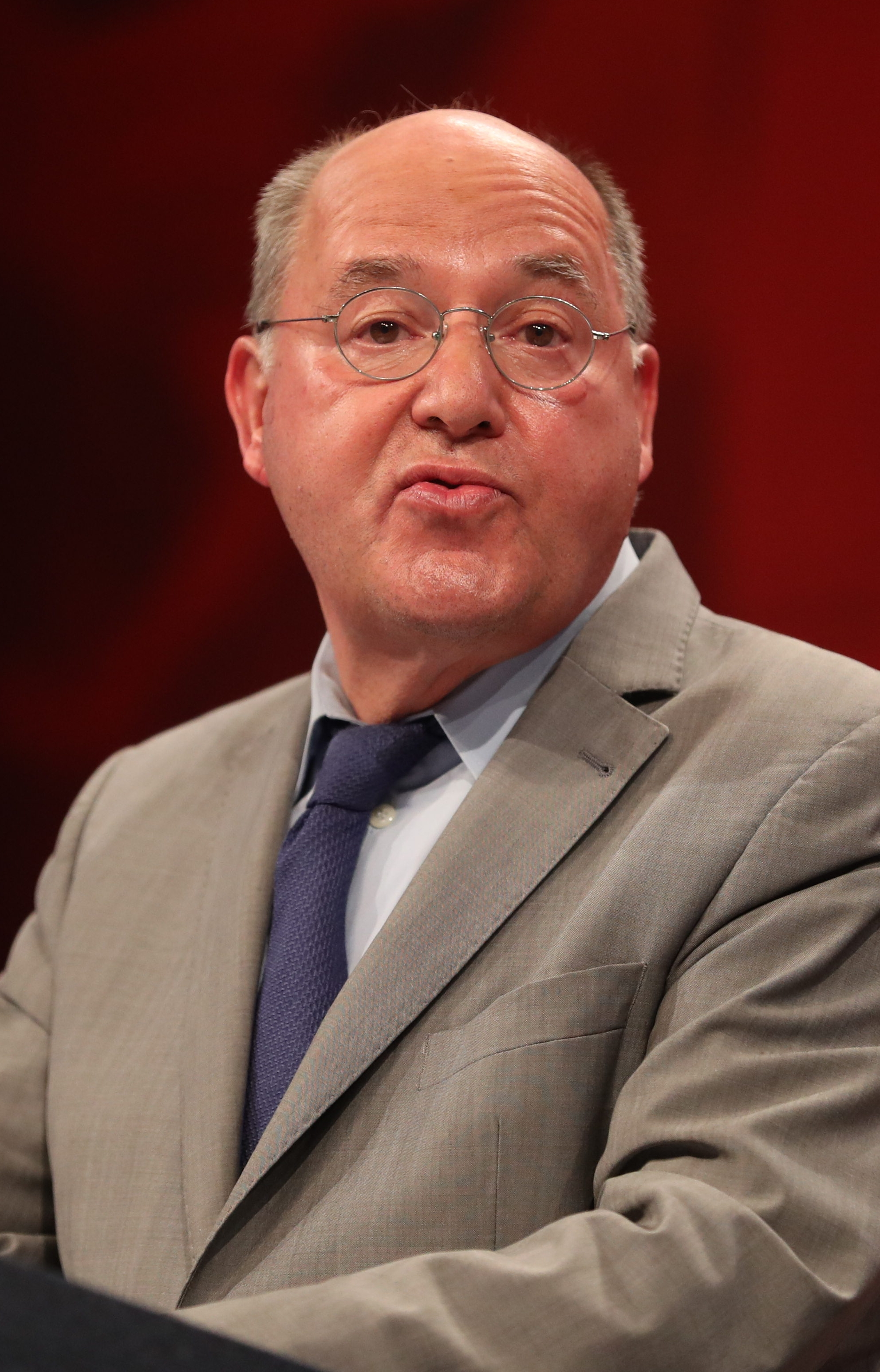
Gregor Gysi, ehemaliger Bürgermeister und Senator für Wirtschaft, Arbeit und Frauen des Landes Berlin und von 2005 bis 2015 Fraktionsvorsitzender der Linksfraktion im Deutschen Bundestag – von 2013 bis 2015 auch Oppositionsführer

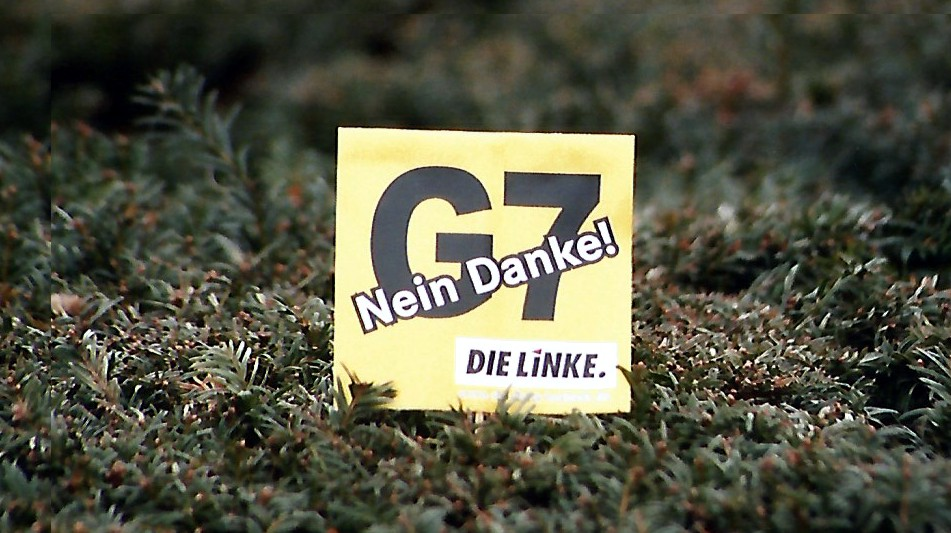
Kritik am G7-Außenministertreffen in Lübeck

In der Lohnpolitik befürwortet Die Linke einen Anstieg der Löhne und Gehälter im Rahmen des jährlichen Produktivitätswachstums und der Zielinflationsrate der Europäischen Zentralbank, die auf gesamtwirtschaftlicher Ebene über Flächentarifverträge ausgehandelt werden sollen.
Die öffentlichen Investitionen und andere Ausgaben in Erziehung und Bildung, Forschung, Kultur, ökologischen Umbau und öffentliche Infrastruktur sollen um mindestens 40 Milliarden Euro jährlich angehoben werden. Größere Unternehmen sollen insgesamt deutlich mehr Steuern zahlen, für investierende Unternehmen fordert Die Linke hingegen Möglichkeiten von höheren Abschreibungen. Die seit 1997 wegen Verfassungswidrigkeit der damaligen Gesetzesfassung nicht mehr erhobene Vermögensteuer soll wieder eingeführt und die Erbschaftssteuer auf große Erbschaften erhöht werden. Bei der Einkommensteuer fordert Die Linke die Einführung eines linearen Steuertarifs, der die mittleren und unteren Einkommen entlasten soll, sowie die Anhebung des Spitzensteuersatzes auf 50 % oder mehr, was auf eine teilweise Rücknahme der Steuerreform 2000 hinauslaufen würde. Außerdem steht die Streichung von Steuersparmöglichkeiten im Mittelpunkt, die nach Meinung der Linken insbesondere Vermögende und Großverdiener begünstigen.
Die Finanzmärkte sollen einer stärkeren staatlichen Kontrolle unterworfen werden, unter anderem mit dem Ziel, die Wertpapier- und Devisenspekulation zu beschränken. Durch Verschärfung der Kartellgesetzgebung will die Partei private wirtschaftliche Macht dezentralisieren und weiter aufteilen. Im Gegenzug sollen Genossenschaften und andere Formen solidarischer Ökonomie und Wirtschaftsdemokratie gefördert werden.
Auf alle Produkte und Dienstleistungen für Minderjährige, auf apothekenpflichtige Medikamente sowie arbeitsbelastende Handwerksdienstleistungen soll der ermäßigte Steuersatz von sieben Prozent eingeführt werden.
Langfristig möchte die Partei „strukturbestimmende Großbetriebe der Wirtschaft“ in gesellschaftliches Eigentum (staatliches oder kommunales Eigentum, Genossenschaften, Belegschaftseigentum) überführen und den Beschäftigten eine demokratische Kontrolle über die Betriebe geben, lehnt jedoch „allumfassendes Staatseigentum“ ab.

#### Sozialpolitik

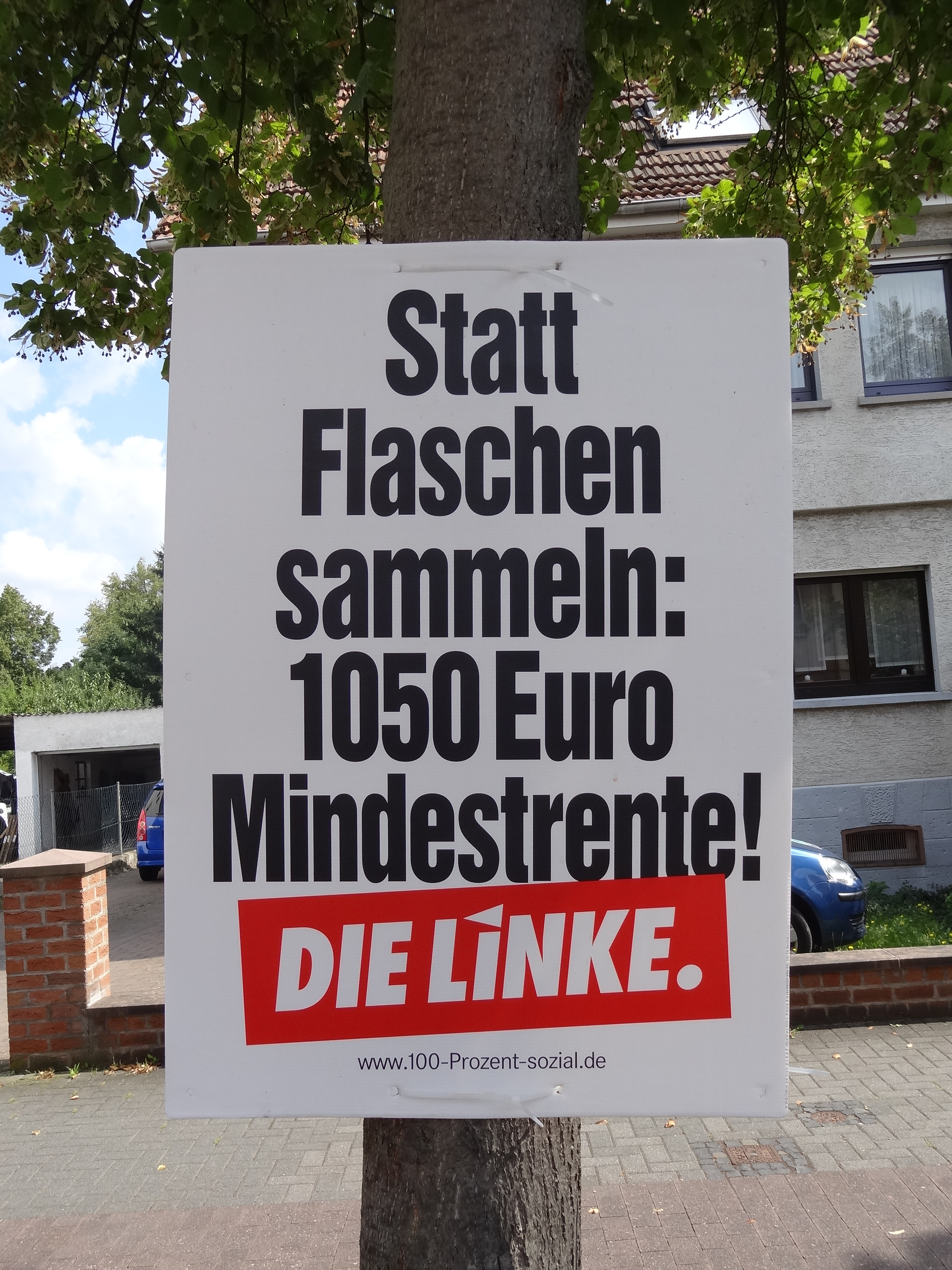
Plakat zur Bundestagswahl 2013

Vertreter der Partei bezeichnen die Sozialpolitik der derzeitigen und vergangenen Regierungen als Sozialabbau. Soziale Risiken sollen genügend abgesichert, ein gewisser Lebensstandard im Alter soll garantiert werden. Um diese Ziele zu erreichen, fordert Die Linke die Rücknahme aller Gesetze der Hartz-Reformen, insbesondere der vierten Stufe (im Volksmund: „Hartz 4“). Stattdessen will man die sozialen Sicherungssysteme durch eine Stärkung ihrer solidarischen Elemente und durch eine Erneuerung der Selbstverwaltung staatlich binden. Außerdem setzt sich Die Linke für eine „repressionsfreie“ und bedarfsorientierte Grundsicherung für von Armut bedrohte Menschen ein. Der Zwang zur Arbeitsaufnahme durch Bestrafungen mit Leistungskürzungen unter das soziokulturelle Existenzminimum werden abgelehnt.
Die Linke fordert höhere Löhne und die Verhinderung von Altersarmut durch steigende Renten. Die gesetzliche Rentenversicherung soll in eine Erwerbstätigenversicherung umgewandelt werden, in die schrittweise Angehörige aller Berufsgruppen einbezogen werden. Die Renten in den neuen Ländern sollen auf das Niveau der alten Bundesländer angehoben werden. Die Anhebung des Renteneintrittsalters auf über 65 Jahre wird abgelehnt. Stattdessen werden flexible Ausstiegsmöglichkeiten vor dem 65. Lebensjahr und ein Renteneintrittsalter ab 60 Jahre ohne Abschläge angestrebt.
Durch die Einführung einer Kindergrundsicherung soll der Kinderarmut entgegengewirkt werden.
Die Partei übt Kritik am dreigliedrigen Schulsystem. Die Finanzierung und zusätzliche Bereitstellung von Lehrstellen für Jugendliche soll durch eine Ausbildungsplatzabgabe nicht ausbildender Betriebe finanziert werden.
Im Gesundheitswesen plädiert Die Linke, ähnlich wie die SPD, für eine Bürgerversicherung unter paritätischer Mitfinanzierung durch die Arbeitgeber. Die Partei kritisiert „profitorientierte Strukturen“ im Gesundheitswesen.
Folgende Punkte sieht Die Linke als besonders wichtig an:
- Bessere Kooperation zwischen den Ärzten, Krankenhäusern und allen Leistungserbringern
- Förderung von Gesundheitszentren, Zentralisierung des Gesundheitswesens
- Einführung einer staatlich festgelegten Positivliste für verschreibungsfähige Arzneimittel
- Höhere Entlohnung für das medizinische und pflegerische Personal
- Stärkere Rechte der Patienten

Die Linke tritt für den Erhalt und die Ausweitung der öffentlichen Daseinsvorsorge und die Sicherung der kommunalen Selbstverwaltung ein. Der Verkauf öffentlichen Eigentums an Wohnungen und Versorgungsunternehmen soll verhindert werden. Das Recht auf Wohnen soll in das Grundgesetz aufgenommen werden.

#### Arbeitsmarktpolitik

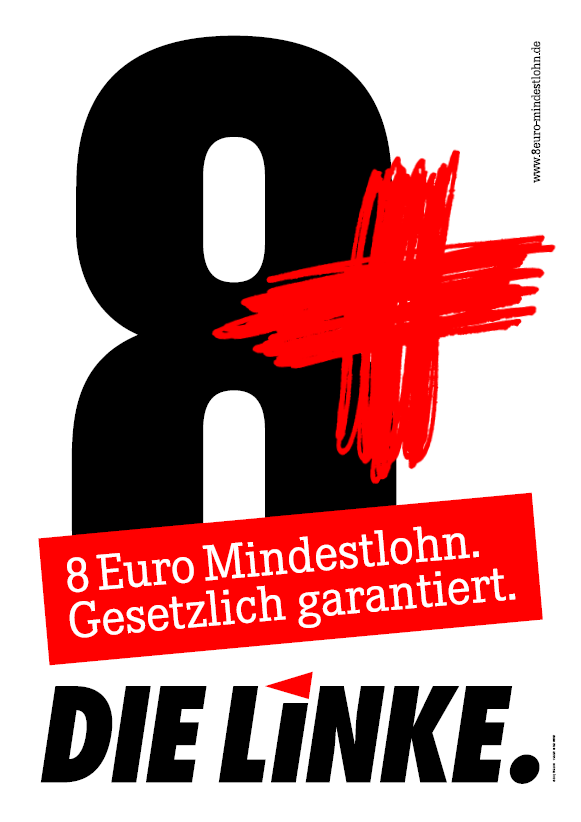
Plakat 2006, das 8 € Mindestlohn forderte. Die Höhe des geforderten Mindestlohns wurde seitdem mehrfach angepasst.

Die Linke möchte Arbeitnehmern eine aus ihrer Sicht vorenthaltene Selbstbestimmung ermöglichen und unterstreicht die Bedeutung der Solidarität und kritisiert eine ausschließliche Konkurrenzorientierung des Wirtschaftssystems.
Die wichtigsten Punkte sind:
- Arbeitszeitverkürzung;
- neue Arbeitsplätze durch ökologischen und sozialen Umbau;[32]
- öffentlich geförderte und gestaltete Beschäftigungssektoren;[33]
- eine aktive Arbeitsmarktpolitik, die sich auf diejenigen konzentriert, die besonders schlechte Chancen auf dem Arbeitsmarkt haben;
- eine produktivitätsorientierte Lohnpolitik (das heißt die Reallöhne steigen im Gleichschritt mit der Arbeitsproduktivität);
- einen gesetzlichen Mindestlohn in existenzsichernder Höhe;[34][35]
- volle soziale Absicherung aller Beschäftigungsverhältnisse und Humanisierung der Arbeit;[36]
- Gültigkeit der inländischen Sozialstandards für alle hier Arbeitenden;
- Vergabe öffentlicher Aufträge an solche Unternehmen, die hohe soziale und ökologische Standards im Inland einhalten und eine Verbesserung dieser Standards im globalen Rahmen unterstützen.

Um diese Ziele durchsetzen zu können, sucht Die Linke aktiv die Zusammenarbeit mit den Gewerkschaften.

#### Innenpolitik und Demokratieverständnis
Die Linke stellt im „Kampf gegen den internationalen Terrorismus“ immer mehr Einschränkungen der Demokratie sowie den Abbau von Grund- und Freiheitsrechten fest. Kritik wird dabei gegenüber internationalen Organisationen (insbesondere der NATO) und auch europäischen Institutionen geübt. Dem Verbreiten von Misstrauen und Verdächtigungen, insbesondere gegenüber Anhängern des islamischen Glaubens, soll eine „Kultur des Dialogs und der Zusammenarbeit“ entgegengesetzt werden.
Die Linke will eine „wirtschaftliche, politische und kulturelle Ordnung der Gesellschaften auf Grundlage demokratischer Entscheidungen“ aufbauen und auch die Bevölkerung an deren Entwicklung demokratisch mitentscheiden lassen.
Die bürgerliche Mitbestimmung soll stärker in die parlamentarische Demokratie eingebunden werden. Die Partei strebt somit eine enge Verbindung von parlamentarischer und direkter Demokratie an, was durch Einführung von bundesweiten Volksbegehren und -entscheiden ermöglicht werden soll. Die demokratische Mitwirkung soll zudem durch Planungs-, Kontroll- und Einspruchsrechte für Umweltorganisationen, Verbraucherverbände, Gewerkschaften, Vereine und andere zivilgesellschaftliche Kräfte sowie Bürger gestärkt werden. Außerdem schlägt Die Linke die Einführung von sogenannten Bürgerhaushalten vor: Die Bürger sollen über den Haushalt ihrer Kommune zwecks aktiverer Mitgestaltung direkt mitentscheiden dürfen. Die Linke orientiert sich am wissenschaftlichen Konzept der Bürgerkommune und fordert den Ausbau der Stellung der Kommunen im föderalen System.
Zu dem Demokratisierungsprozess soll auch die Stärkung der individuellen Rechte gehören. Staatliches Handeln soll durch eine neue unabhängige Kontrollinstanz – diese Aufgabe übernehmen bisher die Gerichte – überprüfbar sein. Jeder einzelne soll so auch vor ungerechtfertigten Zugriffen des Staats geschützt werden. Dazu gehöre ebenso das Recht, selbst über die eigenen Daten und ihre Verwendung zu bestimmen (informationelle Selbstbestimmung). An der strikten Trennung von Polizei und Bundeswehr sowie von Polizei und Geheimdiensten wird entschieden festgehalten. Eine Grundgesetzänderung, die den Einsatz der Bundeswehr im Inland erlauben würde, lehnt die Partei ab.
Die Linke strebt die gesellschaftliche Verfügungsgewalt über alle Formen von Wirtschaftsmacht an. Durch paritätische Mitbestimmung der Beschäftigten, ihrer Gewerkschaften sowie Vertreter der Regionen und Verbraucher soll Finanzmacht demokratischen Interessen untergeordnet werden. Darüber hinaus sollen der politische Streik und der Generalstreik möglich gemacht werden.
Der Begriff der Gleichstellung soll auf die Merkmale Herkunft, Geschlecht, sexuelle Identität, Behinderung, ethnische und religiöse Zugehörigkeit ausgeweitet werden. Allen in Deutschland und der Europäischen Union lebenden und arbeitenden Menschen stehen nach Wunsch der Linken die gleichen Rechte zu. Um dies zu gewährleisten, wird ein effektives und umfassendes Antidiskriminierungsgesetz gefordert, das über das bestehende hinausgeht und die Möglichkeit der Verbandsklage einschließt. Zudem soll das Wahlrecht auf alle in Deutschland lebenden Menschen ausgeweitet werden. Die Linke wirbt für eine Harmonisierung des Asylrechts in Europa.
Die in Deutschland lebenden Einwanderer aus verschiedenen Kulturkreisen werden als Bereicherung aufgefasst und die Gestaltung der Integration der eingewanderten Bevölkerung wird als gesellschaftliche Herausforderung begriffen. Für die auf deutschem Staatsgebiet lebenden Minderheiten wird eine Erweiterung ihrer Partizipationsrechte und eine angemessene öffentliche Förderung zum Erhalt und zur Weiterentwicklung ihrer Sprachen und Kulturen gefordert. Der Rechtsextremismus soll daher stärker geächtet und politisch bekämpft werden. Dazu gehört insbesondere die „Intensivierung der antifaschistischen Bildungsarbeit“. Deswegen sollen zivilgesellschaftliche Strukturen gegen Rechtsextremismus gestärkt werden, indem die finanzielle Unterstützung entsprechender Initiativen und Beratungsteams ausgebaut wird. Größere Aufmerksamkeit will Die Linke der Beobachtung des Rechtsextremismus im internationalen Rahmen widmen.
Der Rechtsstaat soll nach sozialen und solidarischen Gesichtspunkten umgestaltet werden, was auf eine Veränderung des Verhältnisses von Staat, Wirtschaft und Gesellschaft abzielen soll. Das Sozialstaatsgebot soll durch Festschreibung der Prinzipien der sozialen Gerechtigkeit und des Gebots der staatlichen Absicherung der wichtigsten Lebensrisiken konkretisiert werden. Dazu gehöre es, für eine gerechte Verteilung des gesellschaftlichen Reichtums zu sorgen. Soziale Grundrechte sollen zur Durchsetzung des Sozialstaats zusätzlich in das Grundgesetz aufgenommen werden.

#### Umweltpolitik

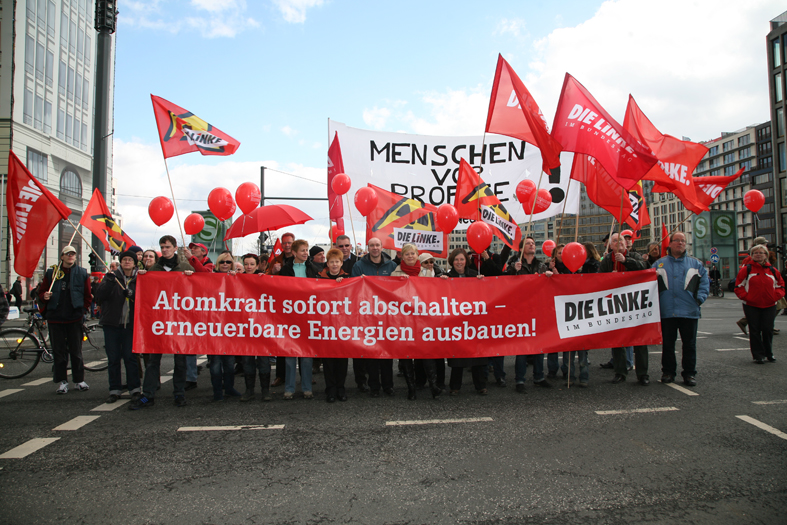
Beteiligung der Partei Die Linke an der Berliner Großdemo gegen Atomkraft (2011)

Die gewünschte Wirtschaftspolitik der Partei orientiert sich nach ihrer Vorstellung am Gemeinwohl und am Umweltschutz. Das Ziel sei die Einheit von sozialer, ökologischer und ökonomischer Nachhaltigkeit. So soll beispielsweise ein Steuer- und Abgabensystem entwickelt werden, das umweltfreundliches Handeln fördert und umweltschädigendes Verhalten belastet.
Vorrangiges Ziel eines ökologischen Umbaus sei eine Dezentralisierung der Stromerzeugung und -versorgung. Dazu sollen die Stromnetze verstaatlicht werden. Steigerung der Energieeffizienz, Senkung des Energieverbrauchs und Ausrichtung auf erneuerbare Energien sind dabei nach Einschätzung der Linken zur Lösung der Energieprobleme notwendig. Die Partei möchte den Atomausstieg zusätzlich beschleunigen. Zudem wird der Export von Atomtechnik entschieden abgelehnt.
Weitere Ziele der Umwelt- und Naturschutzpolitik der Linken sind:
- Nachhaltiger Umgang mit natürlichen Ressourcen sowie umfassende Umweltbildung
- Umweltgerechte regionale Wirtschaftskreisläufe
- Ausbau der ökologischen Land- und Waldbewirtschaftung
- Ausweisung weiterer Natur- und Landschaftsschutzgebiete sowie eine flächendeckende Biotopvernetzung
- Abbau umweltschädlicher Subventionen zugunsten der Finanzierung von Umwelt- und Naturschutzmaßnahmen
- konsequente Umsetzung der Europäischen Naturschutz-Richtlinien sowie die Bereitstellung der notwendigen Mittel in den öffentlichen Haushalten
- Umsetzung der Nationalen Strategie für Biologische Vielfalt zügig voranzutreiben sowie das jährliche Budget dafür auf 50 Millionen Euro zu erhöhen
- Landschaftszerschneidung bestehender Autobahnen durch Wildbrücken zu minimieren
- umfassende Informations-, Beteiligungs- und Klagerechte für Bürgerinnen und Bürger sowie für Umwelt- und Naturschutzverbände
- Förderung gezielter Renaturierungsmaßnahmen
- bei Baumaßnahmen der Umweltverträglichkeit Priorität einzuräumen
- grundsätzliches Verbot von Tierversuchen
- Begrenzung des Flächenverbrauchs durch Versiegelung[41]

In einem gemeinsamen Vergleich umweltpolitischer Forderungen der im Bundestag vertretenen Parteien durch die Jugendorganisationen von NABU und BUND gab es eine hundertprozentige Übereinstimmung der Positionen der Linken mit denen von NABU und BUND.

#### Agrarpolitik
Die Linke fordert eine „gemeinwohlorientierte Agrarpolitik“. Die ökologisch schädliche und sozial ungerechte Subventionspolitik der Gemeinsamen Agrarpolitik der EU müsse beendet werden. Die exportorientierte und profitmaximierende Ausrichtung der Landwirtschaft soll zugunsten lokaler Kreisläufe und die industrielle Landwirtschaft einer bäuerlichen Landwirtschaft weichen.
Land Grabbing soll konsequent verboten und landwirtschaftsfremde Investoren vom Erwerb landwirtschaftlicher Flächen ausgeschlossen werden, da diese Erzeugerpreise weiter unter Druck setzten.
Die Ökologische Landwirtschaft soll massiv gefördert und die Strukturvielfalt in der Landwirtschaft durch Landschaftselemente wie Hecken, Kleingewässer oder Trockenmauern und durch eine vielfältige Anbaustruktur gewonnen werden.
Die Linke setzt sich für eine flächengebundene Tierhaltung und gegen Massentierhaltung ein.
Darüber hinaus spricht sich die Linke für ein generelles Verbot der Grünen Gentechnik sowie für ein allgemeines Recht auf Nachbau und gegen Patente auf Saatgut aus.
Die Linke beteiligt sich regelmäßig an den Wir-haben-es-satt!-Demonstrationen, welche sich „gegen die Agrarindustrie, gegen Massentierhaltung und für eine Agrarwende“ aussprechen.

#### Verkehrspolitik
Die Partei setzt sich für eine „ökologische Verkehrswende“ ein. Die Privatisierungspolitik im Verkehrswesen soll beendet, der öffentliche Personennahverkehr durch neue Angebote verbessert werden. Der Güterverkehr soll stärker auf die Schiene konzentriert werden. Kerosin zum Betrieb von Flugzeugen soll besteuert werden.
Die Partei fordert eine Zurücknahme der stufenweisen Besteuerung von Biokraftstoffen, da diese die Entwicklung klimafreundlicher Kraftstoffe behinderten. Gleichzeitig soll darauf hingewirkt werden, dass Biokraftstoffe nur nachhaltig produziert und nur nachhaltig produzierte Kraftstoffe importiert werden.
Die Linke setzt sich für einen flächendeckend kostenlosen ÖPNV ein. Dazu wurde ein Drei-Phasen-Modell mit einer dreijährigen Entwicklungszeit vorgestellt.

#### Europapolitik
Die Linke sieht die aktuelle Struktur und politische Ausrichtung der Europäischen Union kritisch. Die Partei hat es sich zum Ziel gesetzt, die demokratische, soziale, ökologische und friedenspolitische Dimension zu stärken. Der Europäischen Union sollen neue Ziele gesetzt werden. Eine „Militarisierung“ der EU wird von der Partei strikt abgelehnt und die Auflösung der US-Militärbasen in Europa gefordert.
Die Ratifizierung des Vertrags von Lissabon wurde mit Verweis auf militärpolitische und neoliberale wirtschaftspolitische Verbindlichkeiten abgelehnt. Aus Perspektive der Partei führt der Vertrag zu einer Militarisierung der Gemeinsamen Außen- und Sicherheitspolitik. Auch wird die neoliberale Ausrichtung des Vertragstextes und die angestrebte Art der verstärkten Zusammenarbeit von Polizei- und Sicherheitsdiensten kritisiert. Letztlich beweise die Eurokrise die Unzulänglichkeit der bestehenden EU-Verträge. Deshalb sollen die primärrechtlichen Grundlagen der EU umfassend unter Beteiligung der Unionsbürger in einer Verfassung erneuert werden.
Die Linke setzt sich für die Verankerung einer sozialen Fortschrittsklausel im EU-Primärrecht ein, fordert die Vereinheitlichung der Bemessungsgrundlage der Unternehmenssteuern und einen EU-weiten Mindeststeuersatz für Unternehmensgewinne. Die Unabhängigkeit der Europäischen Zentralbank soll für den Zweck einer demokratischen Kontrolle aufgegeben werden, um sich neben Preisstabilität für Beschäftigung und nachhaltige Entwicklung einsetzen zu können.
Die Linke stimmt gegen den europäischen Fiskalpakt und den Europäischen Stabilitätsmechanismus und fordert eine Volksabstimmung. Der ehemalige Fraktionsvorsitzende Gregor Gysi begründete dies u. a. damit, dass mit dem ESM „die wichtigsten wirtschaftspolitischen Instrumente […], die zur Aufrechterhaltung von Sozialstaatsgarantien erforderlich sind“, in Gefahr gerieten.
Allerdings befürwortet die Linke Eurobonds, bei denen die Mitgliedstaaten wechselseitig füreinander haften.

#### Außenpolitik und Verteidigungspolitik

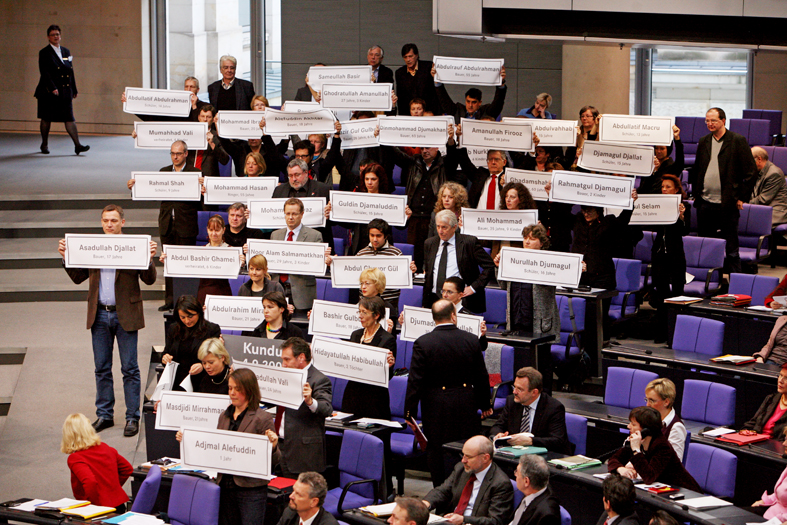
Am 26. Februar 2010 demonstrierten rund 50 von 76 Abgeordneten der Linksfraktion im Deutschen Bundestag gegen den Einsatz der Bundeswehr in Afghanistan, weshalb sie von Bundestagspräsident Norbert Lammert wegen Verstoßes gegen die Regelungen der Geschäftsordnung vom weiteren Verlauf der Sitzung ausgeschlossen wurden.

Die Linke thematisiert auf dem Feld der Außenpolitik vier Bereiche: Verteidigungspolitik, Weltwirtschaftspolitik, Demokratisierung der UNO und die Europäische Union.
Die Partei fordert eine Abrüstungspolitik. Durch soziale Gerechtigkeit, Verwirklichung der Menschenrechte, nachhaltige Entwicklung und Demokratie will die Partei Stabilität und friedliche Zusammenarbeit erwirken. Auslandseinsätze der Bundeswehr werden generell abgelehnt. Die Partei fordert, die NATO aufzulösen, durch ein kollektives Sicherheitssystem unter Einbeziehung Russlands zu ersetzen und die deutsche Außenpolitik strikt auf zivile Konfliktlösung und Kooperation statt Konfrontation auszurichten.
Die Linke fordert eine umfassende Entschuldung armer Länder und die Anhebung der Entwicklungshilfe. Dazu will die Partei in den Vereinten Nationen, der WTO und der Weltbank sowie durch bilaterale Verträge und europäischer Abkommen gegenüber Lateinamerika, Afrika und Asien entsprechenden Einfluss nehmen.
Die UNO soll durch Aufwertung der Vollversammlung und Umbau des Sicherheitsrats demokratisiert und gestärkt werden. Ziel ist es, dadurch eine gerechtere Weltwirtschafts- und Sozialordnung gestalten zu können. Darüber hinaus tritt Die Linke dafür ein, dass Verschleppungen, geheime Gefängnisse und Folter über die bisherigen Abkommen hinaus weltweit geächtet werden.
Die solidarische Haltung der Partei gegenüber „fortschrittlichen Bewegungen“ Lateinamerikas findet laut Beschluss des Bundesausschusses der Partei vom 21. September 2008 „ihren konkreten Ausdruck insbesondere in der Fortführung der politischen und materiellen Solidaritätskampagnen der AG Cuba Sí“.
Die Linksfraktion setzt sich für eine Aufhebung des Verbots der sozialistischen Arbeiterpartei Kurdistans (PKK) ein.

#### Haltung gegenüber Israel
Die Linkspartei erkennt das Existenzrecht Israels an. Einzelne Mitglieder der Bundestagsfraktion und Teile der Parteibasis kritisieren jedoch die israelische Palästina-Politik heftig.
Der Politologe Samuel Salzborn und der Historiker Sebastian Voigt beschrieben 2011 in einem Aufsatz israelfeindliche und antisemitische Tendenzen in der Partei. Der Aufsatz war Anlass einer von CDU/CSU und FDP beantragten Aktuellen Stunde im Bundestag. Einige Mitglieder der Parteiführung beurteilten die beschriebenen Tendenzen kritisch, andere stritten sie ab.
Der Soziologe Peter Ullrich und der Politikwissenschaftler Alban Werner (Letzterer ist Mitglied der Linkspartei) kritisierten in einer Antwort in derselben Zeitschrift, dass es den Autoren nicht gelungen sei, radikale Israelfeindschaft oder antizionistischen Antisemitismus nachzuweisen. Der Aufsatz genüge in vielerlei Hinsicht nicht den grundlegenden wissenschaftlichen Kriterien und sei methodisch mangelhaft, inkonsistent und würde abweichende Interpretationsmöglichkeiten des vorgelegten Materials nicht diskutieren. Auf der Basis einer Online-Umfrage stellte Maximilian Elias fest, dass es keinen Hinweis darauf gibt, „dass die Mitglieder der Partei DIE LINKE sich in ihrer Neigung zum Antisemitismus von der Linken (als in sich sehr heterogene Bewegung) unterscheiden. […] Antisemitismus ist nicht gebunden an Parteimitgliedschaft, sondern an bestimmte ideologische Überzeugungen.“
Aufgrund der „Toilettenaffäre“ kam es 2014 erneut zu einer öffentlichen Debatte über die Haltung der Partei gegenüber dem Staat Israel, die auch zu einem parteiinternen Streit führte. Insbesondere die Bundestagsabgeordneten Annette Groth, Inge Höger und Heike Hänsel gerieten in die Kritik.
Auf dem Bundesparteitag im Oktober 2024 wurde als Kompromiss zwischen teilweise stark divergierenden Positionen ein Beschluss mit dem Titel „Deeskalation und Abrüstung in Nahost – für Frieden, Völkerrecht – gegen jeden Rassismus und Antisemitismus“ verabschiedet. Darin fordert die Linkspartei unter anderem einen Waffenstillstand im Israel-Gaza-Krieg, dass die Bundesregierung Waffenlieferungen an Israel stoppt und den Staat Palästina anerkennt, dass das Existenzrecht Israels durch seine Nachbarstaaten anerkannt wird und dass Übergriffe sowohl auf die palästinensische als auch die israelische Bevölkerung aufhören.
Im Oktober 2024 traten mehrere Mitglieder der Linkspartei Berlin wegen eines Streites über Antisemitismus während des Krieges in Israel und Gaza aus der Partei aus, darunter Klaus Lederer und Elke Breitenbach. Anlass war eine Auseinandersetzung auf dem Landesparteitag, in der ein Papier des Lederer-Flügels, das sich deutlich gegen Antisemitismus auch von links aussprach, nur mit Änderungen beschlossen werden sollte. Aus Sicht der Antragsteller hätten diese den Text verwässert und entstellt. Sie zogen daraufhin den Antrag zurück, und rund 40 Mitglieder verließen den Parteitag.
Auf dem Bundesparteitag im Mai 2025 nahm eine knappe Mehrheit der Delegierten einen Antrag an, der forderte, dass deutsche Behörden statt der Antisemitismusdefinition der International Holocaust Remembrance Alliance (IHRA) die Definition der Jerusalemer Erklärung zum Antisemitismus verwenden sollten. Die IHRA-Arbeitsdefinition, so der Antrag, verunmögliche eine kritische Auseinandersetzung mit dem Staat Israel und somit seiner Regierung, die brutal gegen die Menschen in Gaza vorgehe. Josef Schuster vom Zentralrat der Juden verurteilte hingegen die Ablehnung der angeblich weltweit in der jüdischen Gemeinschaft anerkannten IHRA-Definition. Der Parteivorsitzende van Aken hob jedoch hervor, dass auch die Jerusalemer Erklärung von Jüdinnen und Juden erarbeitet und vertreten werde und erklärte: „Das Existenzrecht Israels bleibt auch weiterhin unangefochten Teil unserer DNA.“ In einem offenen Brief in der taz drückten 55 Wissenschaftler, überwiegend Historiker und Holocaustforscher, ihre Unterstützung für die Annahme der Jerusalemer Erklärung „als Leitfaden im Kampf gegen Antisemitismus“ aus. Zu den Unterzeichnern zählen Taner Akçam, Omer Bartov, Doris Bergen, Debórah Dwork, David Feldman, Amos Goldberg, Wolf Gruner, Mark Roseman, Michael Rothberg und Stefanie Schüler-Springorum.

#### Familienpolitik
Im Bereich der Familienpolitik geht Die Linke insbesondere auf die Geschlechtergerechtigkeit ein. Dazu strebt sie ein zusätzliches Gleichstellungsgesetz für die Privatwirtschaft an. Auch sollen besondere Frauenförderungsprogramme eingeführt werden. Die Linke kritisiert die ungleiche Entlohnung der Arbeit beider Geschlechter. Die Vereinbarung von Familie und Beruf soll durch den Ausbau von Ganztagseinrichtungen verbessert werden.
Die Linke tritt für die reproduktive und sexuelle Selbstbestimmung von Frauen ein. Der § 218 StGB, welcher den Schwangerschaftsabbruch nur unter gewissen Voraussetzungen erlaubt, soll abgeschafft und die Abtreibung somit völlig legalisiert werden. Die Linke setzte sich 2015 dafür ein, die „Pille danach“ von der Rezeptpflichtigkeit zu befreien. Die Außerstrafestellung der bisher ebenfalls in § 218 StGB geregelten (Fremd-)Abtreibung gegen den Willen der Schwangeren ist mit dieser Forderung politisch nicht verbunden. Gewalt an Frauen soll öffentlich geächtet und entschieden verfolgt werden.
Die Linke will Paaren das Erziehen von Kindern erleichtern – egal, in welcher Beziehungsform sie zusammenleben.
Sie begrüßte die Öffnung der Ehe für gleichgeschlechtliche Paare. Zusätzlich werden weitere Schritte gefordert, um die Gleichberechtigung aller Lebensweisen sicherzustellen: Die Partei fordert ein System von Wahlverwandtschaften, bei dem auch Gemeinschaften von mehr als zwei Personen als miteinander verbunden anerkannt werden. Solchen Gemeinschaften will Die Linke ähnliche Rechte garantieren wie für verheiratete Paare, unter anderem das Besuchsrecht im Krankheitsfall, das Adoptionsrecht und das Aussageverweigerungsrecht.
Das Ehegattensplitting soll abgeschafft werden.
Die Partei spricht sich gegen das Betreuungsgeld aus und begründet ihre Position unter anderem damit, dass diese Sozialleistung begünstige, dass Mütter – dem traditionellen („veralteten“) Familienbild entsprechend – statt in das Berufsleben einzusteigen zu Hause bleiben und Kinder in ihren Bildungs- und Entwicklungschancen mangels der frühen Knüpfung sozialer Kontakte eingeschränkt sind. Eine Kindergrundsicherung soll das Betreuungsgeld ersetzen, um Kindern ein Aufwachsen ohne finanzielle Unsicherheit zu ermöglichen.

#### Netzpolitik
Im Positionspapier Digitale Demokratie statt Herrschaft der Monopole Ende 2019 formulierten die Politikerinnen der Linken Katja Kipping, Anke Domscheit-Berg und Katalin Gennburg, welche Interessen die Digitalwirtschaft verfolge, die den Idealen einer Demokratie zuwiderliefen. Mit dem Begriff soll auf die andauernde Macht der digitalen Monopole hingewiesen und die Diskussion um eine demokratische und soziale Komponente erweitert werden.
Das Positionspapier Digitale Demokratie statt Herrschaft der Monopole schlägt einen New Deal vor, der auf folgende Punkte zielt:
- Ordnung schaffen durch ein digitales Ordnungsrecht,
- gerechte Besteuerung der Internetunternehmen,
- Datensouveränität schaffen (Digitale Freiheit),
- Datenmigration zwischen unterschiedlichen Anbietern zulassen,
- Bildung eines Social Innovations Fonds für Alternativen zu den Monopolisten.[94]

#### Forschungs- und Bildungspolitik, Presse
Chancengleichheit möchte die Partei umsetzen, indem der Staat Bildung von der Kindertagesstätte bis hin zum Studium kostenlos anbietet. Darüber hinaus will sie „eine gebührenfreie Ganztagsbetreuung in Kita und Schule unter Einschluss eines vollwertigen gesunden Mittagessens“ erreichen.
Die Linke will die vorschulische Bildung in den Vordergrund rücken, deren Bedeutung deutlich machen und diese in besonderer Weise fördern. Der anschließende gemeinsame Schulbesuch soll verlängert werden. Dafür will die Partei eine integrative Gesamtschule schaffen, die die Schuljahre eins bis mindestens neun umfasst. Ferner formuliert die Partei das Ziel, die individuelle Förderung jedes einzelnen in den Mittelpunkt zu rücken.
Im Ausbildungsbereich fordert die Partei ein Grundrecht auf einen Ausbildungsplatz für jeden Schulabgänger.
Die Hochschulen sollen demokratisiert werden, indem profitorientierte Einflussnahme zurückgedrängt, die öffentliche Finanzierung ausgebaut und eine drittelparitätische Selbstverwaltung eingeführt wird. Außerdem soll der Zugang zu allen Studienabschlüssen frei bleiben, und die Übergänge aus der beruflichen Bildung in die Hochschulen sollen erleichtert werden. Studiengebühren werden strikt abgelehnt.
Die Grundlagenforschung soll verstärkt werden. Die Linke tritt für ein ausgewogenes Verhältnis von theoretischer und anwendungsorientierter Forschung und Lehre, für den Abbau hierarchischer Strukturen und größere Selbständigkeit des akademischen Mittelbaus ein. Patente auf Gene von Lebewesen oder Teilen von Lebewesen, insbesondere von Menschen werden abgelehnt. Die Open-Access- und Open-Source-Bewegung findet Zuspruch bei der Linken.
Darüber hinaus wird die mangelnde Finanzierung von Weiterbildung kritisiert. Ziel ist ein Bundesweiterbildungsgesetz.
Durch eine schärfere Kartellgesetzgebung will sie einer Monopolisierung im Medienbereich vorbeugen und auf diese Weise Pressefreiheit und Pressevielfalt wahren. Die Rechte der Urheber gegenüber den Verwertungsunternehmen sollen gestärkt werden; zugleich soll ein Ausgleich gefunden werden, damit die nichtkommerzielle Nutzung möglichst wenig eingeschränkt wird.

#### Förderung der neuen Bundesländer
Die Partei plant eine gesamtdeutsche Innovations-, Investitions- und Strukturpolitik, um die Unterschiede zwischen alten und neuen Bundesländern zu verringern.
Die Linke hebt dabei Vorteile im realsozialistischen System der DDR hervor. So sieht sie die Kinderbetreuung, das Schul- und Bildungssystem, die ökonomische Gleichstellung der Frauen mit den Männern und ortsnahe Kultureinrichtungen in der damaligen DDR als vorbildlich an und widerspricht der generellen und unkritischen Übernahme entsprechender Strukturen der Bundesrepublik.
Konkret verfolgt Die Linke folgende Ziele:
- „Gleicher Lohn für gleiche Arbeit“
- Lebenswerte Rahmenbedingungen im Osten in den Bereichen Bildung, Kultur, Freizeit und Kinderbetreuung.
- Konzentration auf die in den Regionen bedeutsamen Wirtschaftsbereiche durch spezifische regionale Entwicklungskonzepte; kooperative Verflechtung von Wachstumszentren (strukturschwachen, ländlichen und peripheren Räumen).
- Förderung von Zukunftsbranchen und -unternehmen, Planungssicherheit für die Verfügung über Mittel aus der EU, dem Bundeshaushalt und dem Solidarpakt; Fördermittel für finanzschwache Länder nur noch minimal kofinanzieren.

## Innere Struktur

### Organisationsstruktur
Die Partei ist in den Bundesländern in Landesverbänden organisiert. Den 16 Landesverbänden sind jeweils die Kreisverbände ihres Bundeslandes zugeordnet. Unterhalb der Landesebene gibt es vorrangig in Ostdeutschland Gebietsverbände, die Kreis-, Regional- oder Bezirksverband heißen. Sie umfassen in der Regel einen oder mehrere Landkreise, eine größere Stadt oder in Berlin Bezirke. Die unterste Einheit der Partei ist die Basisorganisation, die je nach Mitgliederdichte ein Wohngebiet, eine Stadt oder einen ganzen Landkreis umfassen kann. Neben diesen Gebietsverbänden existieren auf Bundesebene und teilweise auf Landes- und Kreisebene thematische Zusammenschlüsse (Arbeitsgemeinschaften, Interessengemeinschaften und Kommissionen).
Das höchste Gremium der Partei Die Linke auf Bundesebene ist der Bundesparteitag. Diese Parteitage werden nicht, wie in den anderen großen Bundesparteien üblich, fortlaufend nummeriert, sondern vielmehr gemäß ihrer Wahlperiode. So hatte der 2. Parteitag in den Jahren 2010 und 2011 zwei Tagungen: den „2. Parteitag, 1. Tagung“, den sogenannten Rostocker Parteitag 2010 und den „2. Parteitag, 2. Tagung“, den sogenannten Erfurter Parteitag 2011.
Zwischen den Tagungen des Parteitages ist der Parteivorstand, dessen Mitglieder vom Parteitag gewählt werden, das höchste Gremium. Der Bundesausschuss nimmt eine Kontrollfunktion gegenüber dem Vorstand wahr, berät und schlichtet bei schwerwiegenden programmatischen Differenzen innerhalb des Vorstandes und zwischen verschiedenen Parteigliederungen. Er hat Initiativ- und Interventionsrecht bei Grundsatzentscheidungen.

### Parteivorstand

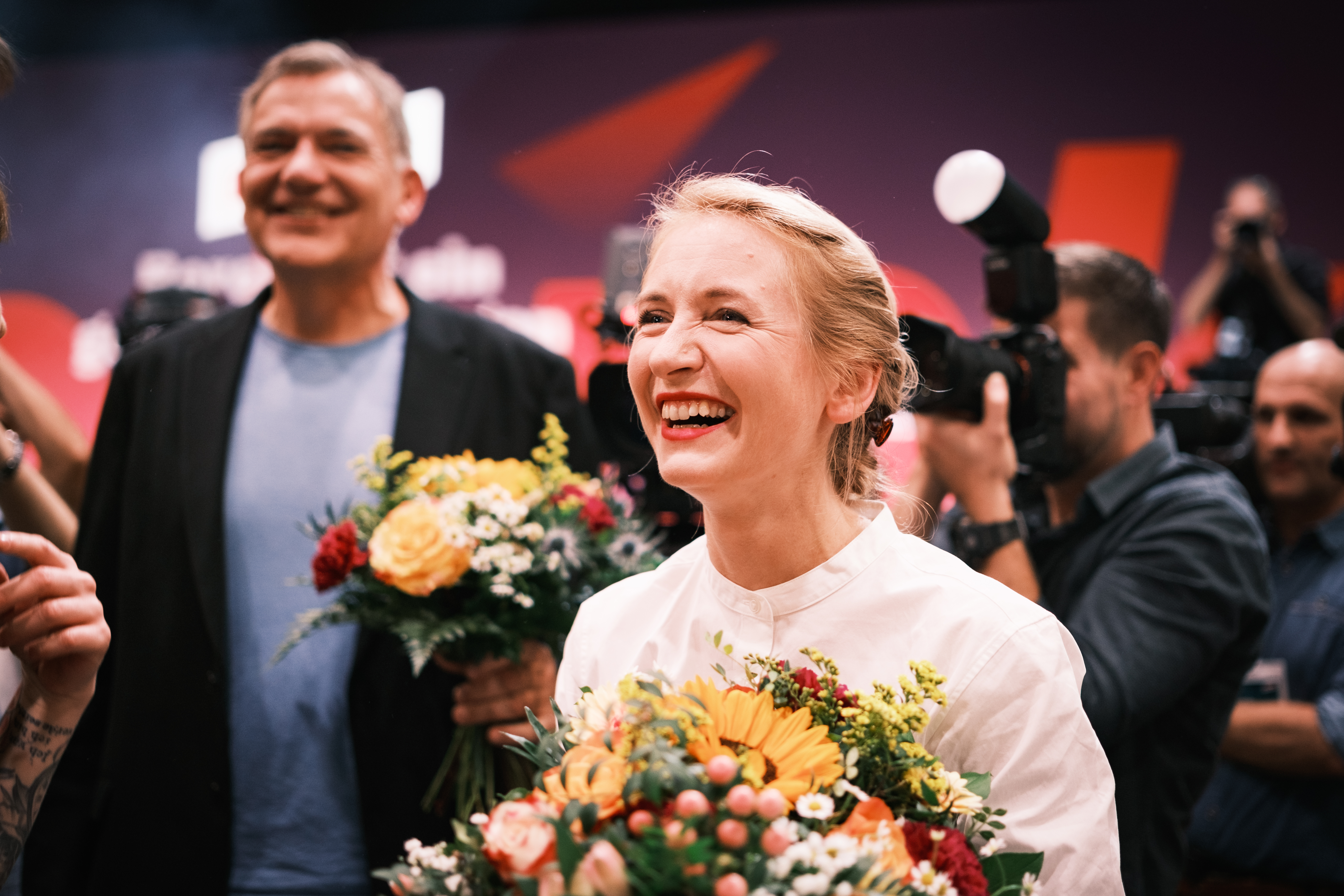
Ines Schwerdtner und Jan van Aken nach der Wahl zu Parteivorsitzenden in Halle (2024)

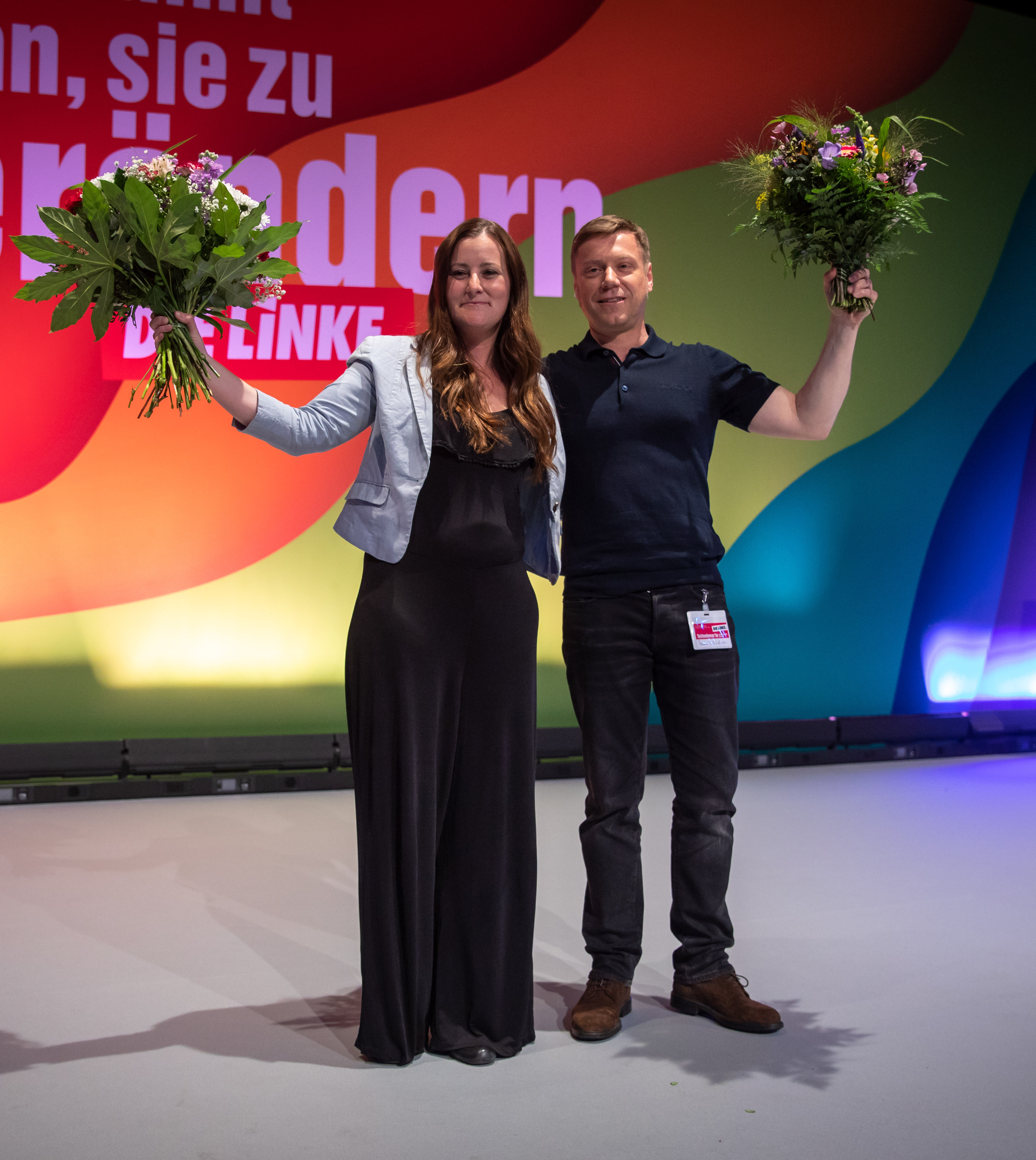
Janine Wissler und Martin Schirdewan auf dem Parteitag in Erfurt (2022)

Auf einem Parteitag in Halle (Saale) wurden am 19. Oktober 2024 Ines Schwerdtner und Jan van Aken als Nachfolger von Janine Wissler und Martin Schirdewan gewählt. Zum Geschäftsführenden Vorstand gehören gewöhnlich zwölf Personen: die beiden Parteivorsitzenden, deren vier Stellvertreter, der Bundesgeschäftsführer, der Bundesschatzmeister und vier weitere Mitglieder.
Die gewählten Mitglieder von 2024 an sind:
| Vorsitzende                  | Ines Schwerdtner, Jan van Aken |
| Stellvertretende Vorsitzende | Ates Gürpinar, Luise Neuhaus-Wartenberg, Sabine Ritter, Maximilian Schirmer |
| Bundesgeschäftsführer        | Janis Ehling |
| Bundesschatzmeister          | Sebastian Koch |
| Weitere Mitglieder           | Lisa Pfitzmann (Linksjugend solid, jugendpolitische Sprecherin), Margarita Kavali (Die Linke.SDS, Sprecherin Studierendenverband), Sabine Berninger, Lorenz Gösta Beutin, Candy Boldt-Händel, Katharina Dahme, Ulrike Eifler, Nina Eumann, Olga Fritzsche, Wulf Gallert, Kathrin Gebel, Margit Glasow, Theo Glauch, Thies Gleiss, Hennis Herbst, Alexander Kauz, Markus Pohle, Naisan Raji |

### Parteirat
Der Parteirat hat Konsultativ-, Kontroll- und Initiativfunktion gegenüber dem Parteivorstand und entstand aus dem ehemaligen Bundesausschuss. Er fördert und unterstützt das Zusammenwachsen der Landesverbände. Das Präsidium des Parteirats setzt sich (Stand Dezember 2024) aus folgenden Mitgliedern auseinander: Gunhild Böth, Mandy Eißing, Cornelia Swillus-Knöchel, Martin Günther, Lars Hilbig und Hermann Schaus. Alle Landesverbände entsenden Mitglieder in den Parteirat. Zudem setzt er sich aus Mitgliedern des Parteivorstandes, der Zusammenschlüsse und der Linksjugend ['solid] zusammen.

### Kommissionen
In der Partei die Linke gibt es zwei verschiedene Arten von Kommissionen: gewählte Kommissionen und berufene Kommissionen. Zu den gewählten Kommissionen zählen die Bundesschiedskommission, der Bundesfinanzrat und die Bundesfinanzrevisionskommission. Zu den berufenen Kommissionen zählen der Ältestenrat, die Internationale Kommission, die Historische Kommission, die Kommission Politische Bildung und Kommission Religionsgemeinschaften, Weltanschauungsgemeinschaften, Staat und Gesellschaft.

#### Bundesschiedskommission
Nach der Satzung der Partei sind zur Klärung Innerparteilicher Konflikte in Bezug auf einzelne Mitglieder oder Mitgliedsverbände Schiedskommissionen zu bilden. Diese Aufgabe übernimmt auf Bundesebene die Bundesschiedskommission.
Vorsitzender dieser Kommission ist Karsten Knobbe, stellvertretende Vorsitzende ist Birgit Stenzel.
Zusammensetzung der Bundesschiedskommission ist (Stand: November 2023):
| Mitglieder | Moritz Assall, Marion Baumann, Kai Bekos, Leonie Hain, Karsten Knobbe, Barbara Laakmann, Martin Malcherek, Cordula Oedingen, Tom Michael Scheidung, Birgit Stenzel |

#### Bundesfinanzrat
Der Bundesfinanzrat berät über die Finanzarbeit der Partei. Er bereitet die Entscheidungen zum Finanzkonzept, zur Finanzplanung, zur Verteilung des Wahlkampffonds und zum innerparteilichen Finanzausgleich.
Der Bundesfinanzrat setzte sich aus dem Bundesschatzmeister beziehungsweise der Bundesschatzmeisterin und den Landesschatzmeistern zusammen.

#### Bundesfinanzrevisionskommission
Nach der Satzung der Partei sind in der Bundespartei und ihren Landes- und Kreisverbänden Finanzrevisionskommission zu bilden. Diese überwachen die Finanzen.
Vorsitzender dieser Kommission ist Sebastian Knopf, stellvertretende Vorsitzende ist Gisela Wedekind.
Zusammensetzung der Bundesfinanzrevisionskommission ist (Stand: November 2023):
| Mitglieder | Sebastian Knopf, Gisela Wedekind, Ursula Stern, Juliane Jahn, Berit Lange-Miemiec, Jens Neumann, Susanne Schaft |

#### Ältestenrat
Am 12. Dezember 2007 wurde innerhalb der Partei Die Linke ein Ältestenrat konstituiert, der als Konsultationsgremium dienen soll. Er soll sich, so Lothar Bisky, mit Fragen zur Entwicklung der Partei, zu Bündnis- und internationalen Fragen, zur Geschichte der Linken und zu möglichen Konsequenzen für die sozialistische Programmatik beschäftigen.
Zusammensetzung des Ältestenrates (Stand: September 2022):
| Mitglieder | Klaus Bartl, Safter Çinar, Friederun Fessen, Rosi Grewenig, Rosemarie Hein, Luc Jochimsen, Walter Kappmeier, Ulrich Maurer, Xaver Merk, Arthur Pech, Heide Scharf, Bärbel Schindler-Saefkow, Renate Schmidt, Christiane Schneider, Anni Seidl, Volker Steinke, Bernhard Strasdeit, Peter Vetter, Ursula Weißer-Roelle |

#### Internationale Kommission
Die Internationale Kommission (IK) ist ein beratendes Gremium des Parteivorstandes und der Parteivorsitzenden. Ihre Mitglieder werden von demselbigen berufen und sie erarbeitet Vorschläge zur internationalen Politik. Des Weiteren koordiniert sie die internationale Arbeit der Partei, bereitet Entscheidungen und Positionsfindungen des Parteivorstandes vor und berichtet darüber regelmäßig dem Parteivorstand. In der IK werden politische Initiativen für die Europäische Linke erarbeitet und diskutiert.
Heinz Bierbaum ist Vorsitzender der Internationalen Kommission.

#### Historische Kommission
Dieses ist ein beratendes Gremium. Die Mitglieder werden vom Parteivorstand berufen und arbeiten ehrenamtlich. Ihm gehören zurzeit 24 Wissenschaftler und Wissenschaftlerinnen an. Diese Kommission tagt dreimal jährlich und ihre Arbeit wird von einem Sprecherrat koordiniert. Sie arbeitet mit der Rosa-Luxemburg-Stiftung und mit anderen Institutionen, Redaktionen und Wissenschaftler und Wissenschaftlerinnen zusammen. Sie ist Mitglied der Internationalen Tagung der HistorikerInnen der Arbeiter- und anderer sozialer Bewegungen.
Zusammensetzung der Historischen Kommission (Stand: Mai 2017):
| Mitglieder | Alexander Amberger, Stefan Bollinger, Holger Czitrich-Stahl, Cornelia Domaschke-Prochnow, Ronald Friedmann, Daniela Fuchs, Anke Geißler-Grünberg, Mario Hesselbarth, Jürgen Hofmann, Bernd Hüttner, Mario Keßler, Klaus Kinner, Thomas Klein, Dirk Külow, Anni Seidl, Reiner Tosstorff, Karlen Vesper, Marga Voigt |

#### Kommission Politische Bildung
Die Bildungskommission hat die Aufgabe, die Vor- und Zuarbeit für folgende Aufgaben zu leisten:
- Erstellen eines Rahmens für ein Gesamtangebot der Bildungsarbeit der Partei
- Entwicklung von Seminarkonzepten und Arbeitsmaterialien
- Aufbau eines SeminarmitarbeiterInnen- und Fachleutepools
- Durchführung von Modellseminaren
- Organisation von Erfahrungsaustauschen der in der Bildung Tätigen
- Koordination und Abstimmung der Bildungsarbeit mit den Ländern
- Unterstützung und Beratung der Länder bei dem Aufbau eigener Bildungsarbeit
- Aufbau und Pflege eines Bildungsnetzwerkes

Diese Kommission setzt sich aus jeweils zwei Mitgliedern, die aus den Landesverbänden kommen und aus vom Bundesvorstand berufenen Experten zusammen.

#### Kommission Religionsgemeinschaften, Weltanschauungsgemeinschaften, Staat und Gesellschaft
Diese Kommission soll die Entscheidungsgrundlage für Positionen der Partei im Bezug auf das Verhältnis von Staat und Religions- sowie Weltanschauungsgemeinschaften und der Rolle von Religion und Weltanschauung in der Gesellschaft formulieren. Dieser Kommission gehören Mitglieder der Partei an, die verschiedensten Glaubens- beziehungsweise Religionsgemeinschaften an.
Zusammensetzung dieser Kommission (Stand: September 2017):
| Sprecher*innenrat | Christine Buchholz, Kerstin Köditz, Tobias Pflüger, Daniela Trochowski, Harald Wolf |
| Mitglieder        | Gökay Akbulut, Ali Al Dailami, Michael Brie, Barbara Cardenas, Jochen Dürr, Friederun Fessen, Ilsegret Fink, Claudia Haydt, Ulrike Juda, Peer Jürgens, Hermann Klenner, Jürgen Klute, Boris Krumnow, Yasmin Nahhass, Petra Pau, Hermann Ruttmann, Viola Schubert-Lenhard, Franz Segbers, Torsten Weil |

### Mitglieder und Landesverbände
Die Linke hat in allen Bundesländern Landesverbände gebildet.
| Landesverband          | Vorsitzende/Sprecher               | Mitglieder                      | Frauenanteil (Stand: 31. Dezember 2020) | Ergebnis der Bundestagswahl 2025 |
| ---------------------- | ---------------------------------- | ------------------------------- | --------------------------------------- | -------------------------------- |
| Baden-Württemberg      | Sahra Mirow Elwis Capece           | 9.743 (Stand: 30. Juni 2025)    | 28,0 %                                  | 06,8 %                           |
| Bayern                 | Sarah Vollath Martin Bauhof        | 8.402 (Stand: 4. Mai 2025)      | 29,0 %                                  | 05,7 %                           |
| Berlin                 | Kerstin Wolter Maximilian Schirmer | 16.000 (Stand: 5. Juli 2025)    | 42,0 %                                  | 19,9 %                           |
| Brandenburg            | Sebastian Walter Katharina Slanina | 5.300 (Stand: 30. März 2025)    | 43,0 %                                  | 010,7 %                          |
| Bremen                 | Anna Fischer Christoph Spehr       | 1.681 (Stand: 7. Mai 2025)      | 34,0 %                                  | 014,8 %                          |
| Hamburg                | Sabine Ritter Thomas Iwan          | 5.000 (Stand: 28. Mai 2025)     | 32,0 %                                  | 014,4 %                          |
| Hessen                 | Desiree Becker Jakob Migenda       | 7.500 (Stand: 10. August 2025)  | 30,0 %                                  | 08,7 %                           |
| Mecklenburg-Vorpommern | Vanessa Müller Peter Ritter        | 3.300 (Stand: 28. Februar 2025) | 44,0 %                                  | 12,0 %                           |
| Niedersachsen          | Franziska Junker Thorben Peters    | 9.000 (Stand: 22. Juni 2025)    | 27,0 %                                  | 08,1 %                           |
| Nordrhein-Westfalen    | Kathrin Vogler Sascha H. Wagner    | 20.000 (Stand: Mitte Juni 2025) | 31,0 %                                  | 08,3 %                           |
| Rheinland-Pfalz        | Rebecca Ruppert Dave Koch          | 3.000 (Stand: 24. Februar 2025) | 30,0 %                                  | 06,5 %                           |
| Saarland               | Barbara Spaniol                    | 1.587 (Stand: 31. Mai 2025)     | 35,0 %                                  | 07,3 %                           |
| Sachsen                | Marco Böhme Anja Eichhorn          | 11.000 (Stand: 14. April 2025)  | 43,0 %                                  | 011,3 %                          |
| Sachsen-Anhalt         | Janina Böttger Hendrik Lange       | 3.750 (Stand: 3. April 2025)    | 42,0 %                                  | 010,8 %                          |
| Schleswig-Holstein     | Susanne Spethmann Luca Grimminger  | 3.000 (Stand: 26. Februar 2025) | 33,0 %                                  | 07,8 %                           |
| Thüringen              | Katja Maurer Ralf Plötner          | 4.500 (Stand: 19. Juli 2025)    | 42,0 %                                  | 15,2 %                           |

Ende Februar 2025 war der größte Landesverband der von Nordrhein-Westfalen, und der zweitgrößte Berlin.
Am 31. Dezember 2006 gehörten PDS und WASG, aus denen Die Linke entstanden ist, zusammen 69.282 Mitglieder an, darunter etwa 11.500 der WASG. Von 2007 bis 2009 stieg die Mitgliederzahl durch Neueintritte in den alten Bundesländern, von 2009 bis 2011 sank die Mitgliederzahl wieder von 78.000 auf 70.000 und ein weiterer Rückgang wurde prognostiziert. Zwischen Juni 2011 und Juni 2012 verließen über 4300 Mitglieder die Partei. 70 % der Mitglieder der Linkspartei.PDS waren beim Zusammenschluss mit der WASG über 60 Jahre, nur 3,3 % unter 30 Jahre alt.
1997 waren 98 % der Mitglieder der PDS bereits Mitglied in der SED oder ihrer Jugendorganisation FDJ gewesen; später sank dieser Prozentsatz durch die Fusion mit der WASG und das altersbedingte Ausscheiden früherer Mitglieder. Aufgrund des größeren Anteils der PDS stammten im Jahr 2009 58 % der Mitglieder aus Ostdeutschland. Die bisherige Verankerung der Partei in Ostdeutschland hat sich jedoch stark relativiert, 2017 waren bereits mehr Mitglieder in West- als in Ostdeutschland gemeldet.
Im Jahr 2016 blieb die Mitgliederzahl nach Jahren des Rückgangs ungefähr konstant. Als Ursache dafür wurde ein 'Trump-Effekt’ im zweiten Halbjahr 2016 beschrieben. Im Jahr 2017 stieg die Zahl der Mitglieder wieder deutlich an, vor allem junge Menschen aus urbanen Regionen traten ein. Zwei Drittel der Neumitglieder waren 35 Jahre alt oder jünger.
Seit 2024 gibt es wieder ein starkes Mitgliederwachstum, nachdem die Mitgliederzahl seit 2021 gesunken war. Im Januar 2025 hatte die Partei wieder mehr als 60.000 Mitglieder. Anfang Februar 2025 wurden zunächst mehr als 71.000 Mitglieder gemeldet, was ungefähr dem Niveau von 2010 entspricht. Nur wenige Tage später wurde die Marke von 75.000 überschritten. Zuletzt gab es 2009 so viele Mitglieder. Am 11. Februar 2025 meldete ein Parteisprecher mit 81.210 Mitgliedern dann sogar einen neuen Rekord seit 2007. Fünf Tage vor der Bundestagswahl brach die Partei mit insgesamt 91.088 registrierten Mitgliedern den Rekord erneut.
Mit fast 38 % der Mitglieder hatte Die Linke zusammen mit Bündnis 90/Die Grünen im Jahr 2012 den höchsten Frauenanteil aller im Bundestag vertretenen Parteien. Im 17. Deutschen Bundestag (2009 bis 2013) lag Die Linke mit einem Frauenanteil von 52,6 % der Abgeordneten hinter Bündnis 90/Die Grünen mit 57,4 %. Im 18. Deutschen Bundestag (2013 bis 2017) war Die Linke mit 35 weiblichen Abgeordneten vertreten, dies entspricht einem Frauenanteil von 54,7 %. Damit stellte die Linkspartei die Fraktion mit dem prozentual höchsten Frauenanteil der Wahlperiode. Im 19. Deutschen Bundestag (2017 bis 2021) lag Die Linke im Frauenanteil mit 54 % und 37 weiblichen Abgeordneten wieder hinter Bündnis 90/Die Grünen mit 58 % und 39 weiblichen Abgeordneten und hatte damit die Bundestagsfraktion mit dem zweithöchsten Frauenanteil.
Gemäß regelmäßiger Studien der Freien Universität Berlin (FUB) über die soziale Zusammensetzung deutscher Parteien beherbergt Die Linke etwa 19 % Arbeiter, 32 % Angestellte, 34 % Beamte und Angestellte im öffentlichen Dienst sowie über 16 % Selbstständige (Stand: 2017). Über 46 % der Parteimitglieder besitzen einen akademischen Grad, 68 % sind nicht in Gewerkschaften organisiert. Laut der Forschungsgruppe Weltanschauungen in Deutschland sind in der Partei „Personen mit höherer Bildung sowie Beamte/Angestellte im öffentlichen Dienst stärker vertreten als in der Gesamtbevölkerung.“ Bei der Bundestagswahl 2021 erhielt Die Linke 5 Prozent der Stimmen aller Arbeitnehmer, Angestellten und Selbstständigen sowie 11 Prozent der Stimmen aller Arbeitslosen.

### Strömungen und Flügel
Innerhalb der Partei Die Linke haben sich bei unterschiedlichem Organisationsgrad verschiedene Vereinigungen zusammengefunden. Einige von ihnen gelten als eher orthodox-links, andere sind eher reformorientiert.

#### Kommunistische Plattform
Die Kommunistische Plattform (KPF) tritt dafür ein, dass kommunistische Positionen in der Partei verankert bleiben und will die Bewahrung und Weiterentwicklung marxistischer Positionen innerhalb der Linkspartei. Ein „strategisches Ziel“ der KPF ist die „Errichtung einer neuen sozialistischen Gesellschaft, welche die positiven Erfahrungen des realen Sozialismus nutzt und aus den begangenen Fehlern Lehren zieht“.
Der Bundesverfassungsschutz nennt die „in marxistisch-leninistischer Tradition stehende“ KPF mit ihren aktuell über 1100 Mitgliedern den „mitgliederstärksten offen extremistischen Zusammenschluss“ innerhalb der Partei.
Mitglied der Plattform ist Matthias Bärwolff. Die Mitgliedschaft der ehemaligen Fraktionsvorsitzenden im Bundestag Sahra Wagenknecht ruhte seit Februar 2010, im Oktober 2023 trat Wagenknecht aus der Partei aus.

#### Antikapitalistische Linke
Die Antikapitalistische Linke (AKL) vertritt die Position, Regierungsbeteiligungen von programmatischen Mindestbedingungen abhängig zu machen, wie keine Privatisierungen, keine Kriegseinsätze oder kein Sozialabbau.
Sie gehört dem Linksaußenflügel an und tritt für die Stärkung des antikapitalistischen Profils der Partei ein. Die AKL fordert den „Bruch mit den kapitalistischen Eigentumsstrukturen“ und betont die Notwendigkeit einer Zusammenarbeit mit der Außerparlamentarischen Opposition. So versteht sie sich selbst als Brückenglied zwischen der Partei Die Linke und den außerparlamentarischen Bewegungen. Die Mitgliedschaft steht Parteilosen ebenso offen wie Mitgliedern der Partei. Prominente Vertreter dieses Flügels sind der frühere stellvertretende Parteivorsitzende Tobias Pflüger sowie die früheren Bundestagsabgeordneten Ulla Jelpke und Sylvia Gabelmann. Auch die Berlinerin Lucy Redler gehört der AKL an. Der Bundesverfassungsschutz stuft die Antikapitalistische Linke als „offen extremistischen“ Zusammenschluss innerhalb der Partei ein. Laut Verfassungsschutzbericht des Jahres 2018 hat die AKL 1011 Mitglieder – mit steigender Tendenz.

#### Sozialistische Linke
Die Sozialistische Linke (SL) vertritt linkskeynesianische und reformkommunistische Positionen. Die gewerkschaftlich orientierte Strömung strebt eine moderne sozialistische Mitgliederpartei nach dem Vorbild der SP der Niederlande oder des italienischen PRC an. Die Gründungsmitglieder der Sozialistischen Linken kamen überwiegend aus dem Umfeld der WASG bzw. den Gewerkschaften. Innerhalb der SL ist marx21 organisiert, da es nicht die Voraussetzungen zur Anerkennung erfüllt. Bekannte Vertreter dieser Strömung sind Michael Schlecht, Thomas Händel, Jürgen Klute, und Christine Buchholz. Janine Wissler gehörte ehemals dieser Strömung an, beendete aber ihre Mitgliedschaft im Rahmen ihrer Bewerbung für den Parteivorsitz 2021.
Der Bundesverfassungsschutz beobachtet die SL und begründet dies u. a. mit dem Engagement trotzkistischer Kräfte aus dem Netzwerk marx21. Laut Verfassungsschutzbericht des Jahres 2018 hat die SL 836 Mitglieder.
Auf dem Parteitag der Linken in Erfurt 2022 war die SL nicht mehr personell vertreten, sondern nur noch über Anträge. Aus der SL ging unter anderem die Bewegungslinke hervor.

#### Bewegungslinke
Die Bewegungslinke wurde 2018 unter anderem von Nicole Gohlke und Raul Zelik gegründet. Die Mitglieder wollen durch eine „verbindende Klassenpolitik“ traditionelle Arbeitnehmerinteressen mit identitätspolitischen Maßnahmen verbinden. Bei den Vorstandswahlen 2020 erlangte dieser Zusammenschluss größeren Einfluss, da 20 von der Bewegungslinken unterstützte Kandidaten in den Vorstand mit insgesamt 44 Mitgliedern gewählt wurden. 2020 hatte die Bewegungslinke 700 Mitglieder, viele davon jüngeren Alters und in sozialen Bewegungen aktiv. Auf dem Parteitag in Erfurt 2022 stellte die Bewegungslinke etwa ein Drittel der Delegierten. Der Zusammenschluss galt als Gegenentwurf zu Sahra Wagenknechts Initiative „Aufstehen“, steht für radikalen Protest und gilt als progressiv-emanzipatorisch. Einer Regierungsbeteiligung steht er kritisch gegenüber. Der Ansatz der Bewegungslinken wird jedoch innerparteilich dafür kritisiert, es nicht zu schaffen, die unteren sozialen Klassen tatsächlich zu vereinen, da kein „gemeinsames Gefühl der Unterdrückung“ aufgezeigt werde und stattdessen eine „exklusive Auswahl an gewünschten Verbündeten“ stattfinde.

#### Emanzipatorische Linke
Die Emanzipatorische Linke (Ema.Li) entstand in der PDS und konstituierte sich formal am 23. Mai 2009 als Strömung innerhalb der Partei. Sie nimmt heute eine Mittlerstellung zwischen orthodoxen und reformorientierten Kräften ein. Anders als in den übrigen Strömungen sind Doppelmitgliedschaften ausdrücklich erlaubt.
Die Emanzipatorische Linke vertritt sozialliberale, radikaldemokratische und emanzipatorische Standpunkte. Freiheit und Sozialismus seien demnach kein Widerspruch, sondern bedingten sich gegenseitig. Im Vergleich zu den anderen Strömungen wird in der Emanzipatorischen Linken besonders stark über die Bedingungen einer veränderten Arbeitswelt diskutiert, beispielsweise mit Ansätzen wie dem bedingungslosen Grundeinkommen. Der Ema.Li steht ein sechsköpfiger Koordinierungskreis vor. Prominente Vertreter der Strömung sind Katja Kipping, Christoph Spehr, Anne Helm und Caren Lay.

#### Forum Demokratischer Sozialismus
Das Forum Demokratischer Sozialismus (fds) spiegelt vor allem Meinungsbilder wider, die in der PDS verbreitet waren. Die Strömung möchte die Partei weiterhin in Regierungen sehen und über Reformen in die Gesellschaft wirken. Zudem sollen Errungenschaften der PDS auch in der neuen Linken bewahrt werden, dazu zählen die Frauenquote und eine starke Ausrichtung auf die Bewahrung und den Ausbau von Bürgerrechten. Bundessprecherin des Forums ist Luise Neuhaus-Wartenberg.

#### Netzwerk Reformlinke
Das Netzwerk Reformlinke vertritt reformorientierte Ansätze und strebt Regierungskoalitionen zu deren Umsetzung an. Beispiele, in denen sich die Reformlinken durchsetzen konnten, waren die Regierungsbeteiligungen in Mecklenburg-Vorpommern und Berlin. Intern sind sie besonders umstritten bei ehemaligen WASG-Mitgliedern. Die Politik der Reformlinken wurde als ein Grund für den Antritt der WASG Berlin zur Abgeordnetenhauswahl 2006 mit einer konkurrierenden Liste angeführt. Prominente Vertreter sind Petra Pau, Wulf Gallert, Jan Korte, Stefan Liebich und Halina Wawzyniak. Die Aktivität des Netzwerkes hat sich zugunsten des Forum Demokratischer Sozialismus stark eingeschränkt. Das Netzwerk Reformlinke ist kein anerkannter Zusammenschluss innerhalb der Partei und versteht sich selbst nicht als Strömung.

#### Ökologische Plattform
Die Ökologische Plattform setzt sich für eine weitere Stärkung ökologischer Standpunkte ein. Die umwelt- und agrarpolitischen Positionen der Partei entsprechen weitestgehend ihren Vorschlägen.
Sie sucht den Austausch mit anderen Umweltgruppen und steht ausdrücklich auch Nichtparteimitgliedern offen.
Die Ökologische Plattform vertritt kapitalismus- und wachstumskritische Positionen und ist der Überzeugung, dass „ein beträchtliches Maß an Ressourcen- und Energieverschwendung keineswegs der Verbesserung unserer Lebensqualität gilt, sondern schlicht dem Leerlauf der kapitalistischen Wachstumsmaschine geschuldet ist.“
Die Ökologische Plattform gibt vierteljährlich die Publikation tarantel heraus. Außerdem erscheinen seit 2005 regelmäßig Themenhefte unter dem Label Beiträge zur Umweltpolitik.

#### Marxistisches Forum
Das Marxistische Forum (MF) orientiert sich am klassischen Marxismus. Das MF verfolgt laut Eigenaussage das Ziel, einen Beitrag zur theoretischen Profilierung der Politik der Partei Die Linke zu leisten. Es sieht seine Aufgabe darin, „weiterhin auf einer vertieften marxistischen Analyse dieser Gesellschaft zu bestehen und die Partei zu kritisieren, ohne uns in Einzelheiten einzumischen“.
Gegründet wurde das MF am 6. Juni 1995 in der damaligen PDS.
Das Marxistische Forum zeichnet ein eher positives Bild des „real existierenden Sozialismus“ und lobt den „strukturellen Antifaschismus in der DDR“.
Sprecher des MF sind bzw. waren Uwe Hiksch, Klaus Höpcke und Kurt Pätzold.
Laut Verfassungsschutzbericht des Jahres 2018 hat das MF etwa 400 Mitglieder.

#### Geraer Dialog / Sozialistischer Dialog
Der Geraer Dialog / Sozialistischer Dialog (GD/SD) gründete sich am 1. Februar 2003 als Reaktion darauf, dass reformorientierte Kräfte innerhalb der PDS zunehmend an Einfluss gewannen. Der GD/SD befürchtete eine Abkehr von marxistischen Positionen und die Hinwendung zur sozialen Marktwirtschaft.
Der Geraer Dialog/Sozialistischer Dialog bezeichnet sich selbst als einen „nicht unwesentlichen Teil der marxistisch-kommunistisch-sozialistischen Strömungen und Plattformen“ innerhalb der Partei. Er hat jedoch zunehmend an Einfluss verloren und ist mittlerweile einer der kleineren innerparteilichen Zusammenschlüsse. Der GD/SL wird vom Bundesverfassungsschutz als einer der „offen extremistischen“ Zusammenschlüsse beobachtet.

### Bundesweite Zusammenschlüsse
Darüber hinaus nehmen innerhalb der Linken die bundesweiten Zusammenschlüsse eine starke Rolle ein. Häufig bestehen sie bereits seit den 1990er Jahren und tragen daher oft den damals in der PDS gebräuchlichen Titel Bundesarbeitsgemeinschaft. Innerparteiliche Zusammenschlüsse können gemäß Bundessatzung durch die Mitglieder frei gebildet werden, sind jedoch keine Gliederungen der Partei. Sie beeinflussen den parteiinternen Meinungsbildungsprozess und erhalten im Rahmen des Finanzplans finanzielle Mittel für ihre Arbeit. Zu Parteitagen können sie, abhängig von ihrer Größe und den Forderungen anderer bundesweiter Zusammenschlüsse, eigene Delegierte entsenden. Sie setzen sich entweder speziell mit einem politischen Themenfeld auseinander (z. B. Cuba Sí, AG Betrieb & Gewerkschaft, BAG Grundeinkommen, BAG Tierschutz, BAG Klimagerechtigkeit, BAG Antifaschismus und BAG Bildungspolitik) oder dienen organisieren Experten innerhalb der Partei (wie BAG Rote Reporter/innen, in der sich nahestehende Journalisten und Öffentlichkeitsarbeiter sammeln), BAG Städtebau- und Wohnungspolitik oder die BAG Selbstbestimmte Behindertenpolitik. Einige Rechte, die sich die Arbeitsgemeinschaften 1989/90 innerparteilich erkämpft hatten, sind durch die neue Satzung jedoch erheblich beschnitten worden. So existieren neuerdings mehrfache Hürden, um als AG anerkannt zu werden und Mandate zu erhalten.

### Parteinahe Organisationen
Zu den „parteinahen Organisationen“ gehören der Jugendverband Linksjugend [’solid], der Studierendenverband Die Linke.SDS, der Stiftungsverbund aus Rosa-Luxemburg-Stiftung und 16 landesweiten angeschlossenen Vereinen mit teilweise eigenem Namen, die ehemals WASG-nahe Bildungsgemeinschaft SALZ, kommunalpolitische Bildungsvereine in mehreren Bundesländern – die meist den Namen Kommunalpolitisches Forum tragen, der parteinahe Unternehmerverband OWUS, die weiter bestehende WASG-Vorgängerorganisation WAsG e. V. sowie das Jugendbildungswerk e. V.
Der im Parteiumfeld gegründete Freie Träger Roter Baum e. V. ist organisatorisch nicht mit der Partei verbunden, analog zu den Falken bei der SPD steht er den Werten des Demokratischen Sozialismus nahe und ist über enge personelle Verflechtungen angebunden.

### Mandatsträger
Auf dem Parteitag der Linkspartei im Chemnitz von 9. bis 10. Mai 2025 wurde der Leitantrag beschlossen, der unter anderem beinhaltete, dass Mandatsträger auf Bundesebene ihr Mandat nach 3 Wahlperioden niederlegen sollten. Zudem wurde der Vorschlag unterbreitet, es auf 2 Wahlperioden zu verkürzen. Dieser fand allerdings keine Mehrheit. Zudem werden die Abgeordneten dazu aufgefordert, ein Teil ihrer Diät an Sozialfonds der Linken zu spenden und Transparenz über ihre Einnahmen und Spenden herzustellen.

### Finanzen

#### Vermögen
Das Vermögen der Partei besteht aus dem der ehemaligen WASG bzw. PDS sowie den Zuwächsen seit der Verschmelzung. Es umfasste dem Rechenschaftsbericht von 2007 zufolge etwa 23 Millionen Euro. Das Grundvermögen wird dabei mit rund fünf Millionen Euro bewertet. Die Unternehmensbeteiligungen der Partei haben einen Gesamtwert von unter zwei Millionen Euro. Nach diversen Verfahren zum PDS-Vermögen zählen zum Parteivermögen folgende Unternehmen:
- Hotel am Wald (Elgersburg) GmbH

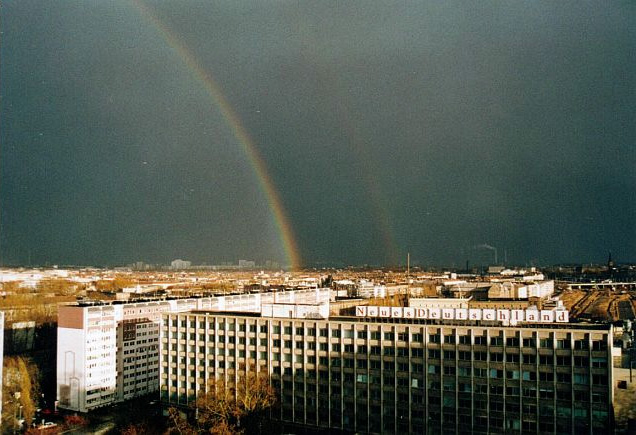
Redaktionsgebäude der Tageszeitung Neues Deutschland in Berlin-Friedrichshain.

- Vulkan GmbH (Unternehmensbeteiligungen und Grundstücke, unter anderem das Karl-Liebknecht-Haus in Berlin)
- FEVAC GmbH (Unternehmensbeteiligungen)
- BärenDruck Mediaservice (anteilig; Druckerei/Werbeservice)
- Neues Deutschland (anteilig; Tageszeitung; hält 51 % der MVVG Medien-, Versand- und Vertriebsgesellschaft mbH und Minderheitsanteile an neun weiteren Presse-Vertriebsgesellschaften. Sie besitzt 90 % der Tochterfirma Grundstücksgesellschaft Franz-Mehring-Platz 1 GmbH)

Auf nicht rechtmäßig zustande gekommenes Vermögen aus der DDR-Zeit erhebt die Partei keine Ansprüche, da bereits die PDS notariell darauf verzichtet hatte. Soweit SED-Vermögen heute noch aufgefunden wird, steht es der Bundesrepublik zu.

#### Einnahmen und Ausgaben
| Einnahmen im Jahr 2022                                                                                                | EUR           | Anteil  |
| --- | ------------- | ------- |
| Staatliche Mittel | 10.701.668,21 | 36,19 % |
| Mitgliedsbeiträge | 10.434.337,26 | 35,29 % |
| Mandatsträgerbeiträge und ähnliche regelmäßige Beiträge                                                               | 05.082.467,03 | 17,19 % |
| Spenden von natürlichen Personen                                                                                      | 02.108.832,22 | 07,13 % |
| Veranstaltungen, Vertrieb von Druckschriften und Veröffentlichungen und sonstiger mit Einnahmen verbundener Tätigkeit | 00.111.442,84 | 00,39 % |
| Spenden von juristischen Personen                                                                                     | 00.009.275,00 | 00,03 % |
| Einnahmen aus sonstigem Vermögen                                                                                      | 00.045.110,91 | 00,15 % |
| Sonstige Einnahmen | 01.075.092,94 | 03,64 % |
| Einnahmen aus Unternehmenstätigkeit und Beteiligungen                                                                 | 00.000.000,00 | 00,00 % |
| Summe | 29.568.226,41 | 100 %   |

Etwa 35 % ihrer Einnahmen erzielt Die Linke aus Beiträgen ihrer Mitglieder, Mandatsträgerbeiträge machen etwa 17 % der Einnahmen bei der Partei aus. Aus Spenden fließen der Partei etwa 7 % ihrer Einnahmen zu, wobei nur ein unwesentlicher Bruchteil von Unternehmen und anderen nicht-natürlichen Personen stammt. Laut eigener Aussage nimmt sie keine Parteispenden von Unternehmen an, um ihre Unabhängigkeit und Unbestechlichkeit zu gewährleisten. Etwa 36 % der Einnahmen der Partei fließen aus der staatlichen Parteienfinanzierung. Die restlichen 3 % stammen von sonstigen Einnahmen, wie aus Einnahmen von Veranstaltungen oder durch den Vertrieb von Druckschriften. Etwa ein Drittel der Ausgaben der Linkspartei sind Personalkosten.

#### Staatliche Finanzierung von Nebenorganisationen
Die Linke hat nach geltender Rechtslage Anspruch auf staatliche Beihilfen für ihre kommunalpolitischen Foren, ihre Bundes- und Landesstiftungen sowie ihren Jugendverband auf Bundesebene und in mehreren Bundesländern. Der Antrag des Jugendverbandes auf Aufnahme in den Ring politischer Jugend wurde letztmals im Dezember 2007 aufgrund des Vetos der Jungen Union abgelehnt, die Zweifel an der Verfassungstreue des Verbandes geltend machte. In der Folge erhält der Jugendverband keine staatlichen Zuwendungen. Dagegen hat der Jugendverband vor dem Verwaltungsgericht geklagt. Nach einem im Juli 2013 geschlossenen Vergleich zwischen Linksjugend [’solid] und dem Bundesministerium für Familie wird der Jugendverband ab 2014 bei der Mittelvergabe genauso behandelt wie die anderen Parteijugendorganisationen.

## Politische Einordnung

### Beobachtung durch den Verfassungsschutz und Extremismus-Diskussion
Bereits 2006, im Vorfeld der Parteifusion mit der „nicht extremistischen WASG“, sah das Bundesamt für Verfassungsschutz Anhaltspunkte für verfassungsfeindliche Bestrebungen der damaligen PDS. Eine Fortsetzung der Beobachtung wurde im Mai 2008 durch Bundesinnenminister Wolfgang Schäuble angeordnet. Das Bundesamt für Verfassungsschutz kam 2009 zu der Überzeugung, die Partei setze „einerseits in ihrem Auftreten in der Öffentlichkeit darauf, als reformorientierte, neue linke Kraft wahrgenommen zu werden. Andererseits liegen weiterhin zahlreiche Indikatoren für linksextremistische Bestrebungen innerhalb der Partei vor.“ Insbesondere wurde auf die „uneinheitliche Haltung gegenüber der linksextremistischen Gewalt und die vollumfängliche Akzeptanz von offen extremistischen Zusammenschlüssen in ihren Reihen“ verwiesen. Das Bundesinnenministerium benannte im Einzelnen die Arbeitsgemeinschaft Cuba Sí, die Kommunistische Plattform, das Marxistische Forum, die Sozialistische Linke sowie den Geraer Dialog als „offen extremistische Zusammenschlüsse der Partei“.
Auch die Innenminister mehrerer Bundesländer ließen Die Linke durch ihre Verfassungsschutzbehörden beobachten. Unter den westdeutschen Bundesländern teilte das Saarländische Innenministerium im Januar 2008 als erstes Ministerium mit, die Beobachtung der Gesamtpartei einzustellen. Insgesamt waren sich die Behörden jedoch hinsichtlich der Beobachtung der Partei weiterhin uneinig. In den ostdeutschen Ländern sahen die Landesämter von einer generellen Beobachtung ab, lediglich die Kommunistische Plattform wurde in drei Ländern Ostdeutschlands beobachtet.
Durch einen Bericht des Nachrichtenmagazins Der Spiegel wurde Anfang 2012 bekannt, dass das Bundesamt für Verfassungsschutz zu 27 Bundestagsabgeordneten und damit über mehr als ein Drittel der Abgeordneten der Linksfraktion Personenakten führte. Darunter befanden sich der damalige Fraktionsvorsitzende Gregor Gysi, dessen Stellvertreterin Sahra Wagenknecht, die Mitglieder des Fraktionsvorstands Dietmar Bartsch und Jan Korte, die parlamentarische Geschäftsführerin Dagmar Enkelmann, die Bundesvorsitzende Gesine Lötzsch und ihre Stellvertreterin Halina Wawzyniak sowie die Bundestagsvizepräsidentin Petra Pau. Das Sammeln von Informationen über Abgeordnete wurde daraufhin von Politikern von SPD, Grünen und FDP kritisiert.
Das Bundesverfassungsgericht entschied am 9. Oktober 2013, dass die Beobachtung des Abgeordneten Bodo Ramelow verfassungswidrig war. Zuvor hatte das Bundesverwaltungsgericht in einem Urteil vom 21. Juli 2010 die Beobachtung von Ramelow mittels offen zugänglicher Quellen noch als rechtskonform bewertet.
Im März 2014 teilte der damalige Bundesinnenminister Thomas de Maizière mit, dass Bundestagsabgeordnete der Linkspartei nicht mehr vom Verfassungsschutz beobachtet werden. „Die Beobachtung von Mitgliedern der Bundestagsfraktion Die Linke durch das Bundesamt“ sei „aus Gründen der Beobachtungspriorisierung und mit Blick auf ihren besonderen Status als Mandatsträger eingestellt worden.“ Dieser Verzicht umfasse auch diejenigen Abgeordneten, die „herausragende Funktionen in den beobachteten offen extremistischen Zusammenschlüssen bekleiden“. Die einschlägigen Zusammenschlüsse innerhalb der Partei würden allerdings weiter beobachtet.
Das Bundesamt für Verfassungsschutz beobachtet auch die Gesamtpartei mittlerweile nicht mehr, sondern beschränkt sich auf „offen extremistische Strukturen“ in der Partei wie Cuba Sí oder die Kommunistische Plattform. „Insgesamt gehören diesen Zusammenschlüssen mehr als 3.000 Personen an, die versuchen, im Sinne der extremistischen Programmatik Einfluss auf die politische Meinungsbildung in der Partei Die Linke zu nehmen“.
Auch Politikwissenschaftler beschäftigten sich mit der Frage, inwieweit Teile der Partei Die Linke als linksextremistisch anzusehen seien. Richard Stöss geht davon aus, dass Extremisten weniger als 10 Prozent der Mitglieder der Gesamtpartei ausmachen, untereinander um Ressourcen konkurrieren und absehbar keinen dominierenden Einfluss auf die Führung und Ausrichtung der Gesamtpartei hätten, was eine Beobachtung der Partei durch das Bundesamt für Verfassungsschutz zweifelhaft erscheinen lasse. Auch für Christoph Egle ist Die Linke als Ganzes keine „typische Anti-System-Partei“, weil von ihr real „keine systemgefährdende Wirkung“ ausgehe. Eckhard Jesse resümiert dagegen, die Partei Die Linke stehe zwar der Rechtsordnung des Grundgesetzes insgesamt deutlich näher als etwa die NPD, sie sei wegen ihrer innerparteilichen extremistischen Gruppierungen aber Vertreterin eines „weichen Linksextremismus“.
Teile der Linkspartei werden von den Bundesämtern für Verfassungsschutz der Länder Bayern und Baden-Württemberg beobachtet. Diese bestimmten Gruppierungen innerhalb der Partei sind die Jugend- und Studierendenverbände Linksjugend [solid'] und die Linke.SDS, sowie die Antikapitalistische Linke (AKL) in Bayern und Baden-Württemberg, sowie zusätzlich die Kommunistische Plattform (KPF) und marx21 im Letzeren.

### Linkspopulismus
Cas Mudde (2008) bezeichnete die Partei als linkspopulistisch. Tilman Mayer (2008) stufte die Linke als links- bzw. sozialpopulistisch ein. Auch für Florian Hartleb (2011) agiere die Linke sozialpopulistisch. Nach Frank Decker (2015) konnte die Partei in der Amtszeit von Lafontaine (bis 2009) als linkspopulistisch bezeichnet werden. Thorsten Holzhauser (2021) bezeichnet die Gruppe um Sahra Wagenknecht als populistischen Flügel der Partei. Der populistische Charakter der Gesamtpartei dagegen sei nach dem Rückzug Oskar Lafontaines deutlich zurückgegangen.
Kurz vor der Bundestagswahl 2025 wurde Die Linke als linkspopulistischen Grenzfall eingestuft, da sich die Politikwissenschaft nicht einig darüber sei, ob sie als populistisch eingestuft werden sollte.

## Geschichte
Die Linke entstand aus der Verschmelzung der PDS, die bis 1989 unter dem Namen Sozialistische Einheitspartei Deutschlands (SED) als kommunistische Staatspartei der Deutschen Demokratischen Republik fungierte, und der WASG, die 2004 regierungskritische SPD-Mitglieder und Gewerkschafter zunächst als Verein gründeten.

### Geschichte des PDS-Teils

Übergangslogo der PDS vor der Fusionierung

#### PDS (2005–2007)
Die PDS war aus der Sozialistischen Einheitspartei Deutschlands hervorgegangen, die ihrerseits 1946 im Zuge der Zwangsvereinigung von SPD und KPD in der Sowjetischen Besatzungszone und Berlin gegründet worden war. Von 1949 bis 1989 war die SED die regierende Staatspartei der DDR. Während der Wendezeit 1989/90 benannte sich die Partei zunächst in SED-PDS, am 4. Februar 1990 – nach Parteiaustritten von über zwei Dritteln der Mitglieder, weitgehendem Austausch des Spitzenpersonals und programmatischem Wandel – dann in Partei des Demokratischen Sozialismus (PDS) um. Am 17. Juli 2005 erfolgte die Umbenennung in Linkspartei.PDS.
Vorsitzender der PDS wurde zunächst Gregor Gysi. Bei der ersten freien Volkskammerwahl in der DDR am 18. März 1990 erreichte sie 16,4 %. Bei der ersten gesamtdeutschen Bundestagswahl 1990 kam sie auf 2,4 %. Da Osten und Westen getrennte Wahlgebiete gebildet hatten und mit 11 % im Osten die Fünf-Prozent-Hürde überwunden wurde, war die PDS zunächst mit 17 Abgeordneten vertreten. Einen Ost-Berliner Wahlkreis hatte sie direkt gewonnen. Bei den Landtagswahlen in den neuen Bundesländern Thüringen, Sachsen, Sachsen-Anhalt, Brandenburg und Mecklenburg-Vorpommern sowie in Berlin war sie mit jeweils zwischen rund 10 und 15 % ebenfalls erfolgreich. 1993 löste Lothar Bisky Gysi als Vorsitzenden ab. Bei der Bundestagswahl 1994 konnte die Partei ihr Ergebnis auf 4,4 % steigern. Da sie in Ost-Berlin vier Direktmandate errang, zog sie erneut mit diesmal 30 Abgeordneten in den Bundestag ein. In den ostdeutschen Bundesländern entwickelte sich die PDS zunehmend zur Volkspartei und erzielte ab Mitte der 1990er Jahre meist Wahlergebnisse von über 20 %. Um die Jahrtausendwende wurde sie dort teilweise zweitstärkste Partei.
Bei der Bundestagswahl 1998 überwand die Partei mit 5,1 % erstmals die Fünf-Prozent-Hürde und konnte Fraktionsstatus im Bundestag beanspruchen. Bisky trat 2000 vom Bundesvorsitz zurück; Nachfolgerin wurde Gabi Zimmer. Im Osten mittlerweile Volkspartei geworden, war der Zuspruch der PDS im Westen nach wie vor gering; über Achtungserfolge kam sie dort nicht hinaus, wenngleich sie vereinzelt frühere SPD-Wähler für sich gewinnen konnte. Nachdem sie bei der Bundestagswahl 2002 mit 4,0 % an der Hürde gescheitert war und zwei zur PDS tendierende Wahlbezirke in Ost-Berlin mit Bezirken in West-Berlin zusammengelegt worden waren, war sie ausschließlich mit zwei direkt gewählten Abgeordneten vertreten. 2003 trat Gabi Zimmer im Zuge einer schweren innerparteilichen Krise – ausgelöst durch den verfehlten Einzug von 2002 – zurück und Bisky wurde erneut Vorsitzender. Im Superwahljahr 2004 trat eine Konsolidierung ein. Im Zuge der Proteste gegen die Agenda 2010 und insbesondere die Hartz-Reformen erreichte die PDS ihre besten Wahlergebnisse seit dem Ende der DDR.

#### Geschichte der SED in der Erinnerungskultur der Linken

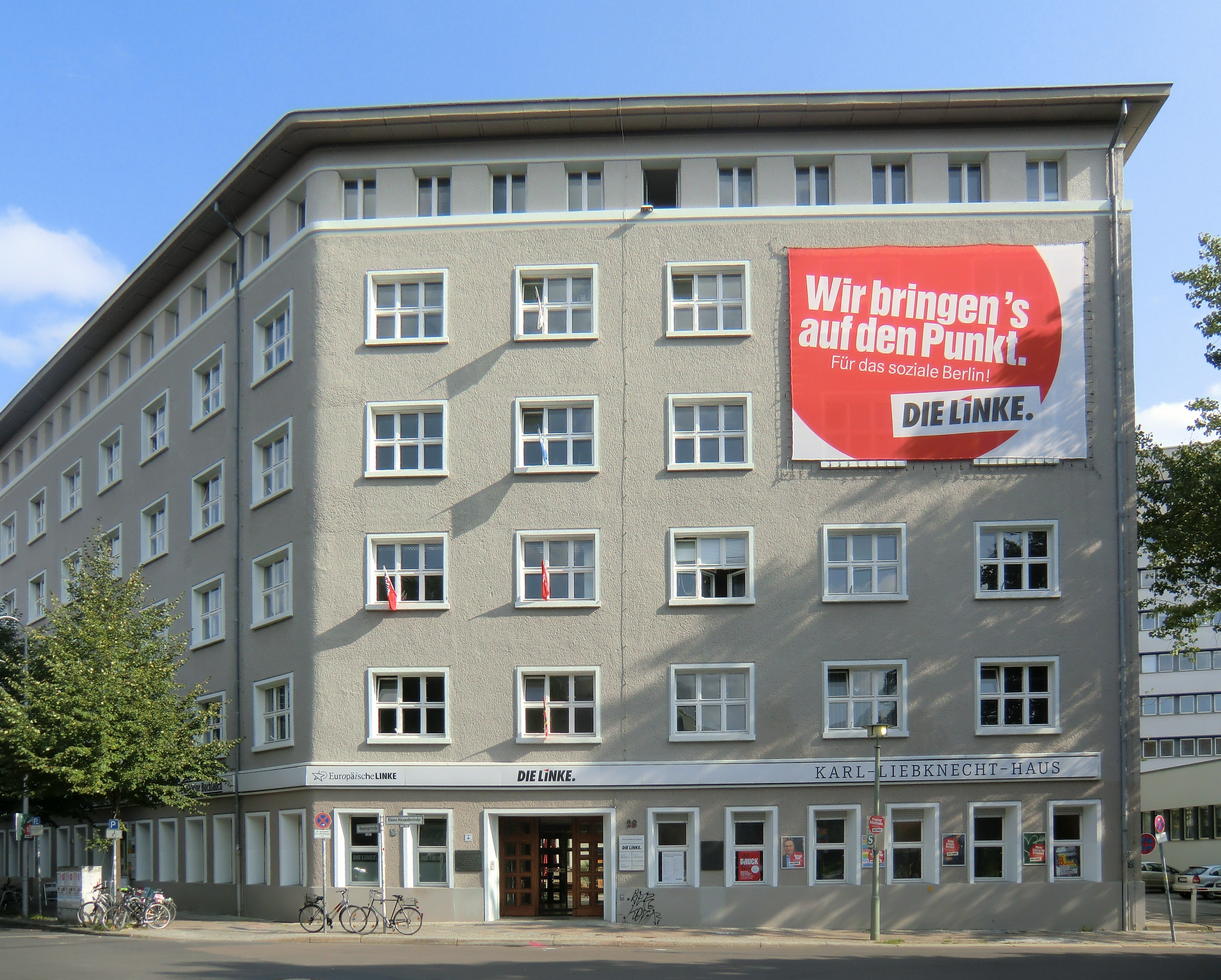
Karl-Liebknecht-Haus
Das Haus befand sich zunächst im Besitz der KPD (Sitz des Zentralkomitees), später im Besitz der SED. Heute ist es die Parteizentrale der Partei Die Linke

Die Geschichte und die Vergangenheit dieser zwei Parteien und ihrer Vorgängerorganisationen bis zu ihrer Verschmelzung ist Bestandteil der Geschichte der Partei Die Linke. Die politischen Wurzeln reichen über SED, PDS bzw. SPD hinaus bis zur KPD, VKPD, USPD, Spartakusbund, SDAP, ADAV und der deutschen Arbeiterbewegung.
Rechtlich gesehen sind SED, PDS, Linkspartei und Die Linke dieselbe juristische Person. Wegen der deutlichen politischen, programmatischen und personellen Unterschiede wird zuweilen der Begriff „Nachfolgepartei“ verwendet. Die Linke sieht sich selbst als „Rechtsnachfolgerin der SED“ und setzt sich mit der Geschichte und den daraus resultierenden Anfragen und Vorwürfen auseinander. Ähnlich der PDS wurde auch in der Partei Die Linke eine Historische Kommission eingerichtet. Neben der allgemeinen Geschichte der Arbeiterbewegung, der Gewerkschaften, der Sozialdemokratie und des Kommunismus nimmt die Beschäftigung mit der DDR- und SED-Geschichte einen Schwerpunkt ein. Mitglieder sind unter anderem der Historiker und DDR-Oppositionelle Thomas Klein, der Historiker Mario Keßler, beide vom Zentrum für Zeithistorische Forschung in Potsdam, der Wirtschaftshistoriker Jörg Roesler und der Bundestagsabgeordnete und Historiker Jan Korte.
Von Teilen der Öffentlichkeit wird der Linken vorgeworfen, ehemalige Mitarbeiter des Ministeriums für Staatssicherheit (MfS) in höheren Ämtern zu dulden. So saßen und sitzen für die PDS und Die Linke ehemalige MfS-Mitarbeiter in den Parlamenten von der Kommunal- bis zur Bundesebene.
Vorwürfe der MfS-Tätigkeit bestehen gegen hochrangige Mitglieder der Partei, wie beispielsweise gegen den ehemaligen Parteivorsitzenden Bisky oder den Fraktionsvorsitzenden im Bundestag Gysi, die jedoch nicht juristisch nachgewiesen werden konnten.
Mit dem Linken-Abgeordneten Lutz Heilmann saß zudem erstmals ein hauptamtlicher Mitarbeiter des Ministeriums für Staatssicherheit im Bundestag. 2009 wurde in Brandenburg erst nach der Landtagswahl durch Medienberichte die MfS-Tätigkeit von drei Landtagsabgeordneten der Linken bekannt. Die Zahl der ehemaligen MfS-Mitarbeiter in der Fraktion erhöhte sich damit auf sieben, die MfS-Tätigkeit von vier weiteren Linke-Abgeordneten war bereits vor der Wahl bekannt. Dies führte zu Diskussionen über die Fortführung der rot-roten Landesregierung.
Schon Anfang der 1990er Jahre wurde in der PDS über den Umgang mit ehemaligen Mitarbeitern des MfS debattiert. Nach der Offenlegung der Stasitätigkeit des früheren Berliner Parteivorsitzenden Wolfram Adolphi nahm ein Berliner Landesparteitag einen Antrag mit dem Titel „Zur konsequenten, offenen und öffentlichen Auseinandersetzung mit der Problematik Staatssicherheit“ an. Dieser sah vor, dass Parteimitglieder, die mit dem MfS zusammengearbeitet haben, diese Tätigkeit vor Übernahme eines Parteiamts oder eines Mandats in Volksvertretungen offenzulegen hatten. Im Falle, dass ein Mitglied dem nicht nachkam, war der Ausschluss aus der Fraktion vorgesehen. Die Bundespartei übernahm später den Berliner Beschluss. Nach Problemen mit der Umsetzung und Diskussionen in der Partei, lockerte schon der nächste Parteitag die Regelung. Seither folgt auf eine nicht bekannt gemachte MfS-Tätigkeit nicht mehr automatisch ein Ausschluss aus dem Wahlgremium. Stattdessen entscheidet ein Parteigremium, beispielsweise ein Parteitag oder Vorstand, über weitere Schritte. So überstand beispielsweise Lutz Heilmann nach seiner bekannt gewordenen Tätigkeit für das MfS eine Vertrauensabstimmung in seinem Landesverband knapp und wurde nicht aus der Bundestagsfraktion ausgeschlossen. In Brandenburg wurden die ehemaligen Mitarbeiter des MfS, die dies nicht vor der Wahl bekannt gegeben hatten, zum Mandatsverzicht aufgefordert. Die betroffenen Abgeordneten kamen dieser Forderung nach oder wurden andernfalls aus der Fraktion ausgeschlossen.
Die Gründung der Deutschen Demokratischen Republik wird als legitimer Versuch angesehen, „nach dem alliierten Sieg über Nazi-Deutschland ein Wiedererstarken sozialer Antriebskräfte des Nationalsozialismus zu verhindern“ und einen „sozialistischen Staat auf deutschem Boden aufzubauen“, wobei der Versuch als gescheitert beschrieben wird. Begründet wird das Scheitern mit inneren Gründen wie dem Demokratiemangel, der Missachtung von Bürgerrechten und einem mangelhaften Wirtschaftssystem sowie mit äußeren Gründen wie der Blockkonfrontation und dem Kalten Krieg.
Am Umgang mit der DDR-Geschichte wie mit der Geschichte der eigenen Partei entzünden sich bisweilen innerparteiliche Konflikte wie auch Konflikte mit Dritten. So ist innerparteilich die Bezeichnung der DDR als Unrechtsstaat stark umstritten und wird von der Parteiführung abgelehnt. Der thüringische Landesverband akzeptierte dagegen die Bezeichnung in den Koalitionsverhandlungen mit SPD und Grünen.

### Geschichte des WASG-Teils
Aus Protest gegen die 2003 von der SPD unter Bundeskanzler Gerhard Schröder beschlossene Agenda 2010 formierten sich Anfang 2004 zunächst unabhängig voneinander in Norddeutschland die Wahlalternative 2006 unter dem Wirtschaftswissenschaftler Axel Troost sowie in Süddeutschland die Initiative Arbeit und soziale Gerechtigkeit um den Gewerkschaftsfunktionär Klaus Ernst, der bis dahin Mitglied der SPD gewesen war. Im Juli desselben Jahres schlossen sich beide Organisationen zur Wahlalternative Arbeit und soziale Gerechtigkeit (WASG) zusammen.
Im Januar 2005 ging aus dem Verein die Partei Arbeit & soziale Gerechtigkeit – Die Wahlalternative (ASG) hervor. Da das Kürzel ASG bereits vergeben war, musste die neu gegründete Partei ihre Kurzbezeichnung in WASG umändern. Im Mai trat sie zur Landtagswahl in Nordrhein-Westfalen an. Dort erreichte sie unerwartet mit 2,2 % einen Achtungserfolg.
Wenige Tage später trat Oskar Lafontaine aus der SPD aus, nachdem es bereits seit seinem Rücktritt als Bundesfinanzminister im März 1999 zu einer zunehmenden Entfremdung zwischen ihm und der Partei gekommen war. Lafontaine, der bereits zuvor seine Sympathien für die WASG kundgetan hatte, brachte zur vorgezogenen Bundestagswahl ein Bündnis aus PDS und WASG in Erwägung, das zwei Monate später schließlich zustande kam.

### Fusionsprozess (2005–2007)

Übergangslogo der WASG vor der Fusionierung

Anschließend bis 2023 verwendetes Logo

Vor der Fusion war die PDS eher in Ostdeutschland verankert. Der Prozess zur Bildung einer gesamtdeutschen linken Partei begann im Jahre 2004, als regierungskritische SPD-Mitglieder und Gewerkschafter zunächst den eher westdeutsch geprägten Verein Wahlalternative Arbeit und soziale Gerechtigkeit gründeten, der im Januar 2005 in die Partei WASG umgewandelt wurde.
Im Juni einigten sich PDS und WASG, bei der Bundestagswahl 2005 nicht zu konkurrieren. Zu Spitzenkandidaten wurden die späteren Fraktionsvorsitzenden Gysi und Lafontaine gewählt.
Im Juli nahm die PDS eine Umbenennung in Linkspartei.PDS vor. Bei der Wahl am 18. September 2005 erreichte das Linksbündnis 8,7 % der Stimmen und wurde somit im Bundestag die viertstärkste Kraft. Die Gewählten gründeten im Bundestag eine gemeinsame Fraktion.
Am 16. Juni 2007 fand schließlich der Verschmelzungsparteitag der Partei Die Linke in Berlin statt. Bei der dortigen Abstimmung über die Gründung der Partei stimmte ein Delegierter dagegen, zwei enthielten sich.
2006 trat die WASG bei den Landtagswahlen in Baden-Württemberg, Rheinland-Pfalz, Berlin und Mecklenburg-Vorpommern an, scheiterte jedoch überall an der Fünf-Prozent-Hürde. Im März 2007 wurden auf einem Doppelparteitag der Linkspartei.PDS und der WASG in Dortmund endgültig die Weichen für eine Fusion gestellt. 96,9 % der Delegierten der Linkspartei sowie 87,7 % der WASG stimmten für die Fusion. Bei einer darauf folgenden Urabstimmung stimmten 96,9 % der Mitglieder der Linkspartei und 83,9 % der WASG-Mitglieder für die Fusion. Am 16. Juni 2007 verschmolz die bis dahin eigenständige WASG mit der Linkspartei.PDS, wobei es parteiintern teilweise Widerstand gegen das Prozedere gab.

### Wahlerfolge (2007–2010)

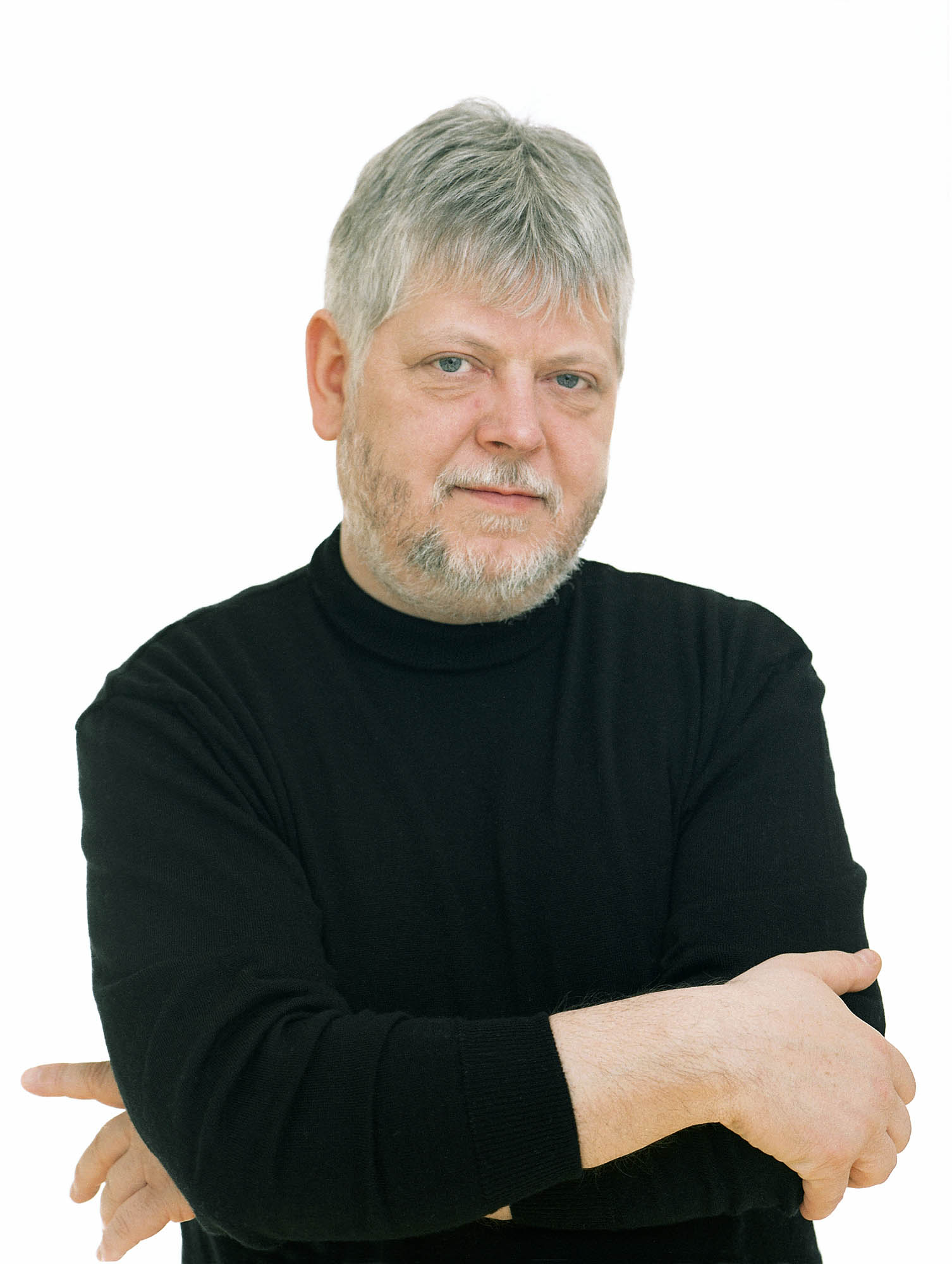
Helmuth Markov, stellvertretender Ministerpräsident in Brandenburg (2009 bis 2014)

Die Partei verzeichnete zunächst eine Reihe von Wahlerfolgen. Einen Monat vor der Fusion erzielte das Linksbündnis in Bremen 8,4 % und zog als viertstärkste Partei in die dortige Bürgerschaft ein. Von 2008 bis 2010 überwand sie – einzige Ausnahme bildete die bayerische Landtagswahl von 2008 – bei jeder überregionalen Wahl die Fünf-Prozent-Hürde. In Hessen erklärte sie sich 2008 nach der Landtagswahl bereit, eine rot-grüne Minderheitsregierung unter Andrea Ypsilanti (SPD) zu tolerieren, da durch ihren Einzug weder Rot-Grün noch Schwarz-Gelb eine Mehrheit erreicht hatten. Da Ypsilanti im Wahlkampf jede Zusammenarbeit mit der Linken ausgeschlossen hatte, wurde ihre Kehrtwende im März des Jahres in den Medien als „Wortbruch“ scharf kritisiert. Im November scheiterte dieses Vorhaben endgültig, da vier SPD-Abgeordnete aus Gewissensgründen ihre Unterstützung für dieses Projekt verweigerten. Bei der Neuwahl 2009 spielte die Linke trotz erneuten Einzugs keine Rolle bei der Regierungsbildung, da CDU und FDP eine breite Mehrheit erzielten.
Eher durchwachsen fiel das Ergebnis bei der Europawahl 2009 mit 7,5 % aus, was parteiintern kurzzeitig für Konfusion sorgte. In Thüringen erzielte die Partei unter Führung ihres Spitzenkandidaten Bodo Ramelow mit 27,4 % ihr bis dahin bestes Ergebnis bei einer Landtagswahl, womit sie vergleichsweise knapp hinter der CDU (31,2 %) landete. Zunächst wurden zusammen mit SPD und B’90/Grüne Gespräche über eine rot-rot-grüne Koalition geführt, innerhalb derer die Linke die stärkste Partei gewesen wäre. Jedoch entschied sich die Thüringer SPD für eine Koalition mit der CDU. Bei der Landtagswahl im Saarland, bei der Lafontaine Spitzenkandidat war, erzielte die Partei 21,3 % und wurde nur knapp hinter der SPD drittstärkste Partei. Nachdem zunächst im Saarland alles auf ein rot-rot-grünes Bündnis hingedeutet hatte, bevorzugten die Grünen, die bei dieser Wahl das Zünglein an der Waage wurden, eine Jamaika-Koalition mit CDU und FDP. Bei der Bundestagswahl im selben Jahr steigerte Die Linke sich auf 11,9 % und 76 Sitze. Bei der gleichzeitig mit der Bundestagswahl stattfindenden Landtagswahl in Brandenburg konnte die Partei mit ihrer Spitzenkandidatin Kerstin Kaiser mit 27,2 % ihr bis dahin zweitbestes Landtagswahlergebnis erringen. Zudem ging die brandenburgische SPD nach der Wahl eine Regierungskoalition mit der Linken ein. Weiterhin erreichte die Partei in Schleswig-Holstein erstmals den Landtagseinzug.
Zum Jahreswechsel 2009/2010 erklärte Lafontaine aufgrund einer Krebserkrankung, sich aus der Bundespolitik zurückzuziehen. Aus diesem Grund legte er Anfang 2010 sein Bundestagsmandat nieder und trat in der Jahresmitte vom Parteivorsitz zurück. Neue Vorsitzende wurden Klaus Ernst und Gesine Lötzsch. Durch ihren Einzug in Nordrhein-Westfalen verfehlten SPD und Grüne knapp die Mehrheit im dortigen Landtag, weshalb letztere eine lose Zusammenarbeit im Landtag mit der Linken vereinbarten, nachdem zuvor Koalitionsverhandlungen gescheitert waren.

### Turbulenzen (2010–2014)
Durch den Wechsel in der Parteiführung kamen innerhalb der Partei zunehmend Turbulenzen auf. Lötzsch geriet ins Kreuzfeuer der Kritik, als sie Anfang 2011 in der Tageszeitung junge Welt einen Artikel über „Wege zum Kommunismus“ verfasste. Bei den Landtagswahlen 2011 fielen die Ergebnisse wechselhaft aus. Während in Hamburg und in Sachsen-Anhalt die Wahlergebnisse stabilisiert werden konnten und in letzterem die Position als zweitstärkste Partei gefestigt wurde, verfehlte sie in Baden-Württemberg und Rheinland-Pfalz mit jeweils rund 3 % den Einzug in die entsprechenden Landtage. In Bremen gelang ihr trotz deutlicher Stimmenverluste ebenfalls die parlamentarische Verteidigung, obwohl es im dortigen Landesverband in den Jahren zuvor zu Querelen gekommen war, in deren Folge zwei Abgeordnete die Fraktion verlassen hatten.
Im August desselben Jahres kam im Landesverband Mecklenburg-Vorpommern Unruhe auf, da mehrere Mitglieder den Mauerbau, der sich zum fünfzigsten Mal jährte, verteidigten. Wenig später sorgten Lötzsch und Ernst für Schlagzeilen, als sie einen Brief mit Glückwünschen an den früheren kubanischen Staatschef Fidel Castro anlässlich dessen 85. Geburtstags verfassten. Beide Vorgänge wurden vor dem Hintergrund der im Folgemonat stattfindenden Landtagswahlen in Mecklenburg-Vorpommern und in Berlin parteiintern sehr kontrovers diskutiert.
Bei den Wahlen zum Berliner Abgeordnetenhaus im September 2011 verlor die rot-rote Landesregierung ihre dortige Mehrheit und die Linke wurde als Juniorpartner durch die CDU abgelöst.
Auf dem Parteitag im Oktober 2011 beschloss die Linke erstmals ein Grundsatzprogramm.
Am 6. Mai 2012 verlor die Linke bei der Landtagswahl in Schleswig-Holstein 3,8 % zur vorhergehenden Wahl und kam auf 2,2 % der Stimmen. Damit wurde die Partei zum ersten Mal aus einem Landtag hinausgewählt. Eine Woche später verlor Die Linke im bevölkerungsreichsten Bundesland Nordrhein-Westfalen ihre Landtagspräsenz, als sie von 5,6 % auf nur noch 2,5 % der Stimmen absackte.
Nach den Misserfolgen bei westdeutschen Landtagswahlen und internen Flügelkämpfen traten Ernst und Lötzsch beim Bundesparteitag im Mai 2012 nicht mehr an (Lötzsch hatte ihr Amt bereits zuvor aus familiären Gründen niedergelegt). Der neue Bundesvorstand rund um das Führungsduo Kipping/Riexinger bemühte sich, die innerparteilichen Verwerfungen zu glätten, was zumindest teilweise gelang. Bei der Landtagswahl in Niedersachsen am 20. Januar 2013 erhielt sie nur 3,1 Prozent (nach 7,1 % bei der Wahl 2008); bei der Bundestagswahl am 22. September 2013 erhielt sie 8,6 % der Zweitstimmen (minus 3,3 Prozentpunkte) und 64 von 631 Bundestagsmandaten, eines mehr als die Grünen. Bei der Landtagswahl in Hessen am gleichen Tag erhielt sie 5,2 Prozent.
Nach der Bundestagswahl 2013 gab es – anders als 2009 – rechnerisch wieder eine knappe Mehrheit für ein rot-rot-grünes Bündnis. Dies entfachte eine Diskussion über eine mögliche Regierungsbeteiligung innerhalb und außerhalb der Linkspartei. Allerdings gab es programmatische Hürden, etwa in der Außenpolitik, in der Europapolitik und bei der Überwindung von Hartz IV. Viele SPD-Politiker hatten ein solches Linksbündnis vor der Wahl ausgeschlossen. Es kam schließlich zu einer Großen Koalition. Die Linke wurde Oppositionsführer.

### Konsolidierung und erster linker Ministerpräsident (2014–2020)
Kurz vor der Europawahl 2014 wurden auf einem Parteitag die beiden Vorsitzenden wiedergewählt. Die hessische Landtagsfraktionsvorsitzende Janine Wissler von marx21 und Tobias Pflüger von der AKL wurden zudem neu als stellvertretende Parteivorsitzende gewählt; neuer Bundesschatzmeister wurde Thomas Nord. Vor und nach dem Parteitag kam es zu innerparteilichen Diskussionen über die Besetzung der Ämter.

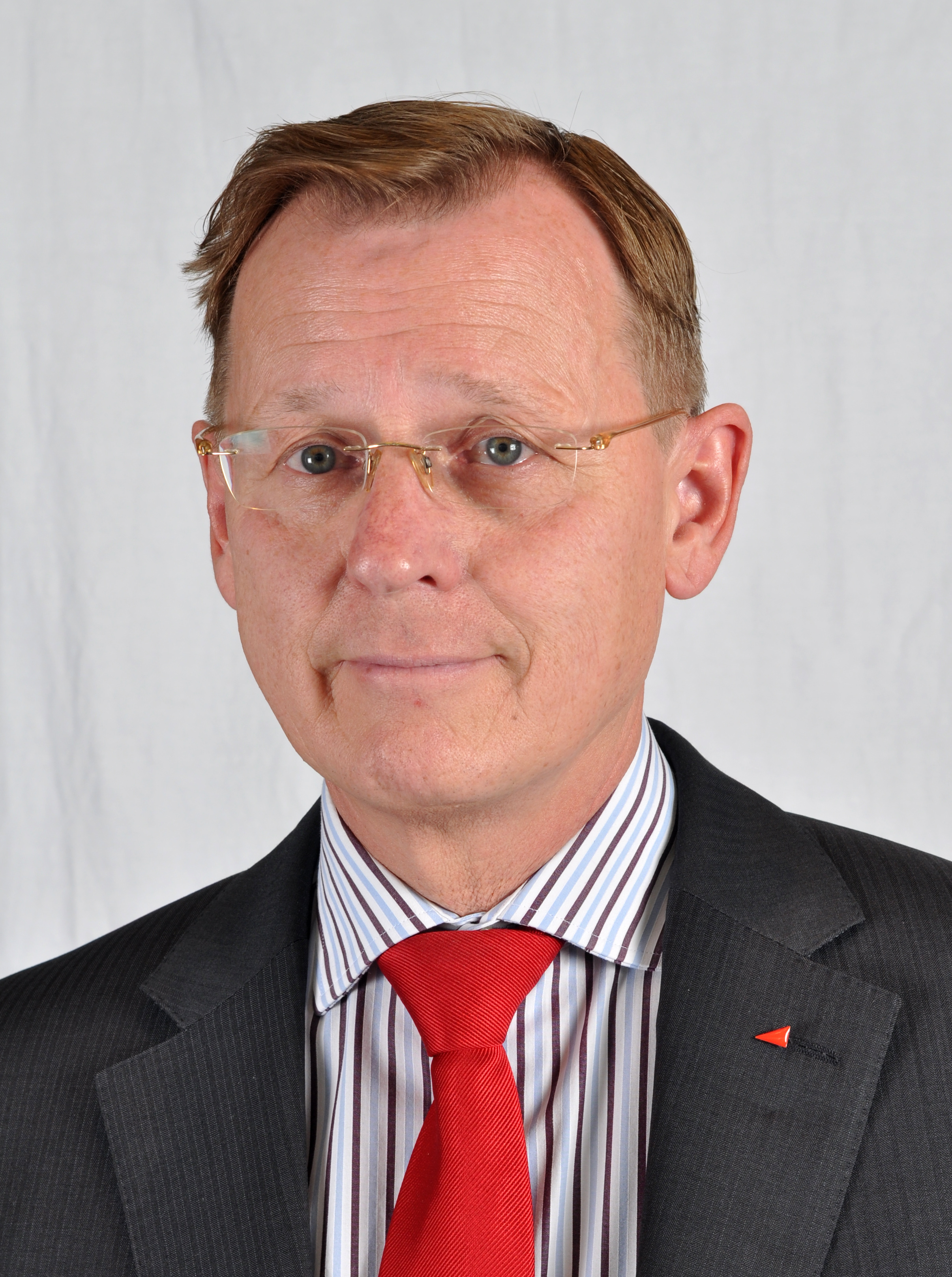
Bodo Ramelow, von 2014 bis 2024 mit kurzer Unterbrechung Ministerpräsident des Freistaates Thüringen

Die Europawahlen vom 25. Mai 2014 brachten der Linken 7,4 % der Stimmen ein (minus 0,1 Prozentpunkte zu 2009); damit stand die Linke an vierter Stelle hinter der Union (CDU/CSU), der SPD und Bündnis 90/Die Grünen. Bei der Landtagswahl in Sachsen im Sommer 2014 blieb man zweitstärkste Kraft. Die Landtagswahl in Brandenburg 2014 bestätigte trotz Verlusten für die Linke die rot-rote Landesregierung im Amt. Nach den Thüringer Landtagswahlen 2014 konnte die Linke mit einer rot-rot-grünen Koalition unter Bodo Ramelow erstmals einen Ministerpräsidenten in einem deutschen Bundesland stellen.
Bei den Bürgerschaftswahlen 2015 in Hamburg und in Bremen konnte die Linke jeweils dazugewinnen. Bei zwei Landtagswahlen im März 2016 (Baden-Württemberg, Rheinland-Pfalz) scheiterte sie (wie schon bei den dortigen Wahlen 2011) deutlich an der Fünf-Prozent-Hürde.
In Sachsen-Anhalt strebte Wulf Gallert, unter Führung einer rot-rot-grünen Koalition, das Amt des Ministerpräsidenten an; Die Linke erhielt aber nur 16,3 % (nach 23,7 % 2011).
Zur Bundestagswahl 2017 traten Wagenknecht und Bartsch, die auch den Fraktionsvorsitz innehatten, als Spitzenkandidaten an. Uneinigkeit gab es bei den Spitzenkandidaten über die Frage nach einer Koalition mit SPD und den Grünen. Wagenknecht betonte: „gute Opposition [ist] immer noch besser als schlechte Regierungspolitik.“ Auch war die Partei gespalten über die Haltung zur Migration und die Bedeutung des Nationalstaates. Die Linke erhielt schließlich 9,2 Prozent der Zweitstimmen und gewann leicht hinzu, landete aber noch hinter AfD und FDP.

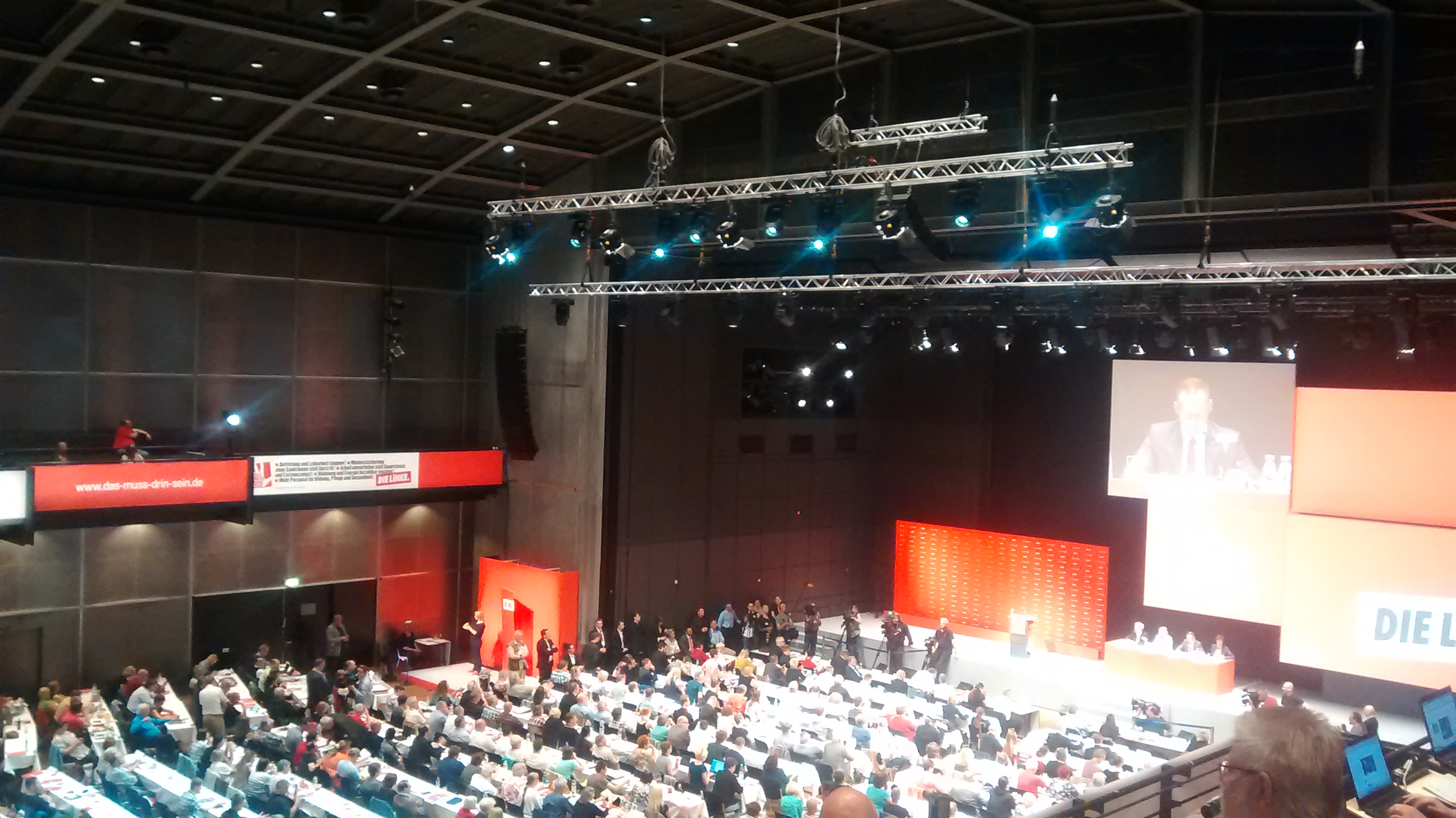
Bundesparteitag 2015 in Bielefeld.

Die Landtagswahl 2019 in Thüringen ergab keine Mehrheit für eine erneute rot-rot-grüne Koalition. Bodo Ramelow erklärte, zur Not auch eine Minderheitsregierung bilden zu wollen. Am 5. Februar 2020 wählten die Abgeordneten des Thüringer Landtags im dritten Wahlgang mit 45 zu 44 Stimmen statt Bodo Ramelow den FDP-Landesvorsitzenden Thomas Kemmerich (u. a. mit Stimmen der AfD) zum neuen Ministerpräsidenten, was die Regierungskrise in Thüringen 2020 auslöste. Am 8. Februar trat Kemmerich zurück und ebnete den Weg, einen neuen Regierungschef zu wählen, ohne dass sich der Landtag auflösen musste. Am 4. März 2020 wurde Ramelow erneut zum Ministerpräsidenten Thüringens gewählt. Er amtierte bis zum 12. Dezember 2024, als er von Mario Voigt (CDU) abgelöst wurde.

### Flügelkämpfe, Wählerverluste und Parteiaustritte (2021–2024)
Am 27. Februar 2021 wurden Susanne Hennig-Wellsow und Janine Wissler auf einem Online-Parteitag als neue Parteivorsitzende gewählt, nachdem Kipping und Riexinger nach fast neun Jahren im Amt nicht mehr angetreten waren.
Zur Bundestagswahl 2021 trat die Linke mit den Spitzenkandidaten Wissler und Bartsch an. Im Juni wurde das Wahlprogramm beschlossen, das die Schwerpunkte auf soziale Gerechtigkeit und Maßnahmen gegen die „wachsende soziale Kluft“ setzt und Forderungen nach einem höheren Rentenniveau, einer Abkehr von Hartz IV und einer Vermögensabgabe betont. Es gab im Wahlkampfjahr erneut Flügel- und Machtkämpfe zwischen dem populistisch ausgerichteten Lager um Sahra Wagenknecht und dem progressiv-emanzipatorischen Lager um die Bewegungslinke. Wagenknechts Buch Die Selbstgerechten, in dem sie die Vernachlässigung traditioneller Interessen der Arbeiterschaft und Erwerbslosen anprangerte, führte zu starken Gegenreaktionen innerhalb der Partei. In ihrem Landesverband in NRW wurde von parteiinternen Kritikern ein Ausschlussverfahren gegen sie beantragt; dieses wurde einstimmig abgelehnt.
Die Linke verlor bei der Bundestagswahl 2021 insgesamt 3,6 Prozentpunkte der Erst- sowie 4,3 Prozentpunkte der Zweitstimmen und damit fast die Hälfte ihrer vormals 69 Bundestagsmandate. Mit einem Gesamtwahlergebnis von 4,9 % hätte sie den Einzug in den 20. Deutschen Bundestag wegen der Fünf-Prozent-Hürde in Deutschland eigentlich verpasst. Gregor Gysi (der ausschließlich direkt für seinen Wahlkreis Treptow-Köpenick und nicht über die Berliner Landesliste kandidierte), Gesine Lötzsch und Sören Pellmann errangen die mindestens notwendigen drei Direktmandate, damit die Partei trotzdem weiterhin in Fraktionsstärke im Bundestag vertreten sein kann (§ 6 Abs. 3 Satz 1 Bundeswahlgesetz). Die Mandate bewahrten die Partei auch vor der Einstufung als Bundestagsgruppe und verhalfen den übrigen über Zweitstimmen für ihre Landeslisten gewählten Abgeordneten erneut zum Einzug.
Nach der Bundestagswahl traten bis Ende 2021 etwa 1 % der 60.000 Mitglieder aus der Partei aus. Es gab auch viele Neueintritte; der Saldo war negativ.
Im Frühjahr 2022 wurde über Vorwürfe von Machtmissbrauch und sexuellen Übergriffen innerhalb des hessischen Landesverbands in den Medien berichtet (siehe Die Linke Hessen#Vorwürfe sexueller Übergriffe). In der Folge trat Parteichefin Hennig-Wellsow zurück. Die Mitvorsitzende Janine Wissler blieb zunächst im Amt. Am 24. April 2022 wurde beschlossen, den gesamten Parteivorstand auf einem Parteitag Ende Juni (regulär wäre die Neuwahl im Februar 2023 vorgesehen) neu zu wählen.
Aus dem Bundesparteitag in Erfurt im Juni 2022 ging das Lager von Sahra Wagenknecht geschwächt hervor, weil diese sich nicht mit Personalien und Anträgen durchsetzen konnte. Die Kontroversen um Wagenknechts Aussagen zum Ukraine-Krieg führten innerhalb der Linkspartei zu weiteren Distanzierungen, zu einem Protestbrief sowie zu Parteiaustritten. Es kam zu Spekulationen über eine mögliche Abspaltung des Wagenknecht-Lagers. Ihr Mann, Oskar Lafontaine, war zuvor im März 2022 nach Machtkämpfen im saarländischen Landesverband aus der Linkspartei ausgetreten.
Bei den Landtagswahlen des Jahres 2022 im Saarland, Schleswig-Holstein, Niedersachsen und Nordrhein-Westfalen scheiterte die Partei jeweils klar an der Fünfprozenthürde. Bis Anfang des Jahres 2023 sank die Mitgliederzahl auf 54.000. Bei der Landtagswahl in Hessen 2023 verpasste die Linke den Wiedereinzug in den Hessischen Landtag und verschwand damit aus dem letzten Parlament eines westdeutschen Flächenlands, in dem sie noch vertreten gewesen war.
Im Oktober 2023, mit der Vorstellung des Vereins BSW – Für Vernunft und Gerechtigkeit, traten zehn der 38 Bundestagsabgeordneten der Linken, darunter die Co-Vorsitzende der Fraktion Die Linke im Bundestag, Amira Mohamed Ali, als auch Sahra Wagenknecht aus der Linkspartei aus. Sie blieben aber Mitglieder der Fraktion, auch ein Ausschluss wurde als unwahrscheinlich bezeichnet, da die Linke sonst ihren Fraktionsstatus verlieren würde. Da das BSW noch nicht als Partei organisiert war, wäre der Verbleib in der Fraktion nach der Geschäftsordnung des Bundestages zunächst unproblematisch gewesen. Dennoch beschloss die Fraktion am 14. November 2023 ihre Auflösung zum 6. Dezember 2023. Nachdem die Abgeordneten zwischenzeitlich fraktionslos gewesen waren, bildet Die Linke seit ihrer Anerkennung als solche am 2. Februar 2024 nur noch eine Gruppe von 28 Abgeordneten im Bundestag. Am 19. Februar 2024 wurden Heidi Reichinnek und Sören Pellmann zu den Vorsitzenden der Gruppe gewählt. Sie setzten sich dabei in einer Abstimmung mit 14 zu 13 Stimmen gegen das als näher an der Parteispitze verortete Duo aus Clara Bünger und Ates Gürpinar an. Parlamentarischer Geschäftsführer wurde Christian Görke.
Bei den Landtagswahlen in Sachsen, Thüringen und Brandenburg im September 2024 musste die Linke drastische Verluste einfahren. In Thüringen verlor die Partei mit Ministerpräsident Bodo Ramelow gut 18 Prozentpunkte, erreichte 13 % der Stimmen und wurde nur noch viertstärkste Kraft. In Sachsen verlor die Partei knapp sechs Prozentpunkte und lag mit 4,5 % unter der Sperrklausel von fünf Prozent, konnte ihren Wiedereinzug in den Landtag aber mit zwei durch Juliane Nagel und Nam Duy Nguyen errungenen Direktmandaten in Leipzig sichern. In Brandenburg verpasste die Linke mit einem Stimmenverlust von 7,7 Prozentpunkten den Wiedereinzug in den Landtag, und damit erstmals in ihrer Geschichte den Wiedereinzug in ein ostdeutsches Landesparlament.

### Neuaufstellung der Partei (seit 2024)
Auf dem Parteitag von Halle wurden Ines Schwerdtner und Jan van Aken am 19. Oktober 2024 als Bundesvorsitzende gewählt. Sie setzten für die Partei das Ziel, im Jahr 2025 wieder in den Bundestag einzuziehen. Der Ex-Bundesvorsitzende Martin Schirdewan forderte eine Modernisierung der Linkspartei. Nach dem Parteitag traten einige prominente Mitglieder der Berliner Linken aus der Partei aus, darunter die frühere Sozialsenatorin Elke Breitenbach, der frühere Kultursenator Klaus Lederer und der frühere Bausenator Sebastian Scheel. Man wolle allerdings weiterhin mit der Linksfraktion im Berliner Abgeordnetenhaus zusammenarbeiten. Ebenfalls nach dem Parteitag in Halle trat die Landtagsabgeordnete Henriette Quade, ein prominentes Mitglied der Linke in Sachsen-Anhalt, aus der Partei aus. Sie begründete dies damit, dass der kompromisslose Kampf gegen Antisemitismus in der Partei nicht umsetzbar sei.
Seit dem Bruch mit Sahra Wagenknecht und der Abspaltung des Bündnis Sahra Wagenknecht (BSW) Ende 2023 und Anfang 2024 sowie dem Ende der Ampelkoalition im November 2024 verzeichnet die Partei steigende Mitgliederzahlen. Von Oktober 2023 bis November 2024 sind 13.350 Mitglieder in die Partei eingetreten und nur 7.458 Mitglieder ausgetreten. „Offenbar war die Trennung von der BSW-Truppe für viele der richtige Zeitpunkt, in die Linke einzutreten“, sagte der neue Parteivorsitzende Jan van Aken der Wochenzeitung Die Zeit.
Als Spitzenkandidaten bei der Bundestagswahl 2025 traten die Co-Vorsitzende der Linken-Gruppe im Bundestag, Heidi Reichinnek, und der Co-Parteivorsitzende Jan van Aken an. Die Partei gab daneben das Ziel aus, sich gleichermaßen um den erneuten Gewinn dreier Direktmandate zum Einzug über die Grundmandatsklausel als auch um das Überspringen der Fünf-Prozent-Hürde zu kümmern. In diesem Rahmen wurde die Mission Silberlocke (ursprünglich Aktion Silberlocke) von Gregor Gysi, Bodo Ramelow und Dietmar Bartsch ins Leben gerufen, die in ihren jeweiligen Wahlkreisen jeweils eines dieser Mandate gewinnen wollten.
Ende Januar 2025 erlebte die Partei einen starken Neuzugang von Mitgliedern. So traten rund 11.000 neue Mitglieder innerhalb von zwei Wochen ein. Am 11. Februar wurde eine Mitgliederzahl von 81.210 gemeldet, die den Höchststand von 2009 übertrifft und damit der Höchststand seit der Gründung durch Fusion von PDS und WASG im Jahr 2007 ist.
Bei der Bundestagswahl 2025 zog die Linke mit 8,8 Prozent der Stimmen und 64 Sitzen erneut als Fraktion in den Bundestag ein. Unter anderem konnten sechs Direktmandate errungen werden, darunter mit Berlin-Neukölln zum ersten Mal ein Wahlkreis außerhalb des ehemaligen Gebiets der DDR und Ostberlins. In Berlin wurde die Partei mit 19,9 Prozent der Gesamtstimmen stärkste Kraft. Einem Artikel der TAZ zufolge ist der Wahlerfolg der Linken auch darauf zurückzuführen, dass die Grünen und die SPD „nicht das Bollwerk gegen den Rechtsschwenk waren, dass beide einen Diskurs, der Migration vor allem als Problem sieht, zum Teil mit befeuert haben“, und dadurch sei es zu einer „fundamentale[n] Links-Verschiebung – zumindest innerhalb des Mitte-links-Spektrums“ gekommen. Die Basis des Sieges vor allem in Berlin sei der Haustürwahlkampf gewesen. Zudem habe der Erfolg der Linken vor allem bei jüngeren Menschen auch an der Präsenz der Partei in den sozialen Medien gelegen. Mitträgerin dessen war Heidi Reichinnek, deren „Brandmauer-Rede“ in Folge der Debatte um das Zustrombegrenzungsgesetz Millionen von Aufrufen im Internet generierte.
Kurz nach der Wahl zum deutschen Bundestag, am 25. Februar 2025, wurde bekanntgeben, dass Die Linke zum ersten Mal über 100.000 Mitglieder hat. Nach Angaben der Partei sind seit dem Jahresanfang 2025 ungefähr 43.250 Personen beigetreten.

## Bundesparteitage
| Nr.                          | Datum                 | Ort                                      |
| ---------------------------- | --------------------- | ---------------------------------------- |
| Gründungsparteitag           | 16. Juni 2007         | Berlin                                   |
| 1. Parteitag                 | 24./25. Mai 2008      | Cottbus                                  |
| Europaparteitag              | 28. Februar 2009      | Essen                                    |
| Bundestagswahlparteitag      | 20./21. Juni 2009     | Berlin                                   |
| 1. Tagung des 2. Parteitages | 15./16. Mai 2010      | Rostock                                  |
| 2. Tagung des 2. Parteitages | 21.–23. Oktober 2011  | Erfurt                                   |
| 1. Tagung des 3. Parteitages | 2./3. Juni 2012       | Göttingen                                |
| 2. Tagung des 3. Parteitages | 14.–16. Juni 2013     | Dresden                                  |
| 1. Tagung des 4. Parteitages | 15./16. Februar 2014  | Hamburg                                  |
| 2. Tagung des 4. Parteitages | 9.–11. Mai 2014       | Berlin                                   |
| 3. Tagung des 4. Parteitages | 6./7. Juni 2015       | Bielefeld                                |
| 1. Tagung des 5. Parteitages | 28./29. Mai 2016      | Magdeburg                                |
| 2. Tagung des 5. Parteitages | 9.–11. Juni 2017      | Hannover (Bundestagswahlparteitag)       |
| 1. Tagung des 6. Parteitages | 8.–10. Juni 2018      | Leipzig                                  |
| 2. Tagung des 6. Parteitages | 22.–24. Februar 2019  | Bonn                                     |
| 1. Tagung des 7. Parteitages | 26.–27. Februar 2021  | Online-Parteitag                         |
| 2. Tagung des 7. Parteitages | 19.–20. Juni 2021     | Online-Parteitag (Wahlprogrammparteitag) |
| 1. Tagung des 8. Parteitages | 24.–26. Juni 2022     | Erfurt                                   |
| 2. Tagung des 8. Parteitages | 17.–18. November 2023 | Augsburg                                 |
| 1. Tagung des 9. Parteitages | 18.–20. Oktober 2024  | Halle                                    |
| 2. Tagung des 9. Parteitages | 18. Januar 2025       | Berlin (Bundestagswahlparteitag)         |
| 3. Tagung des 9. Parteitages | 9.–10. Mai 2025       | Chemnitz                                 |

## Parteivorsitzende

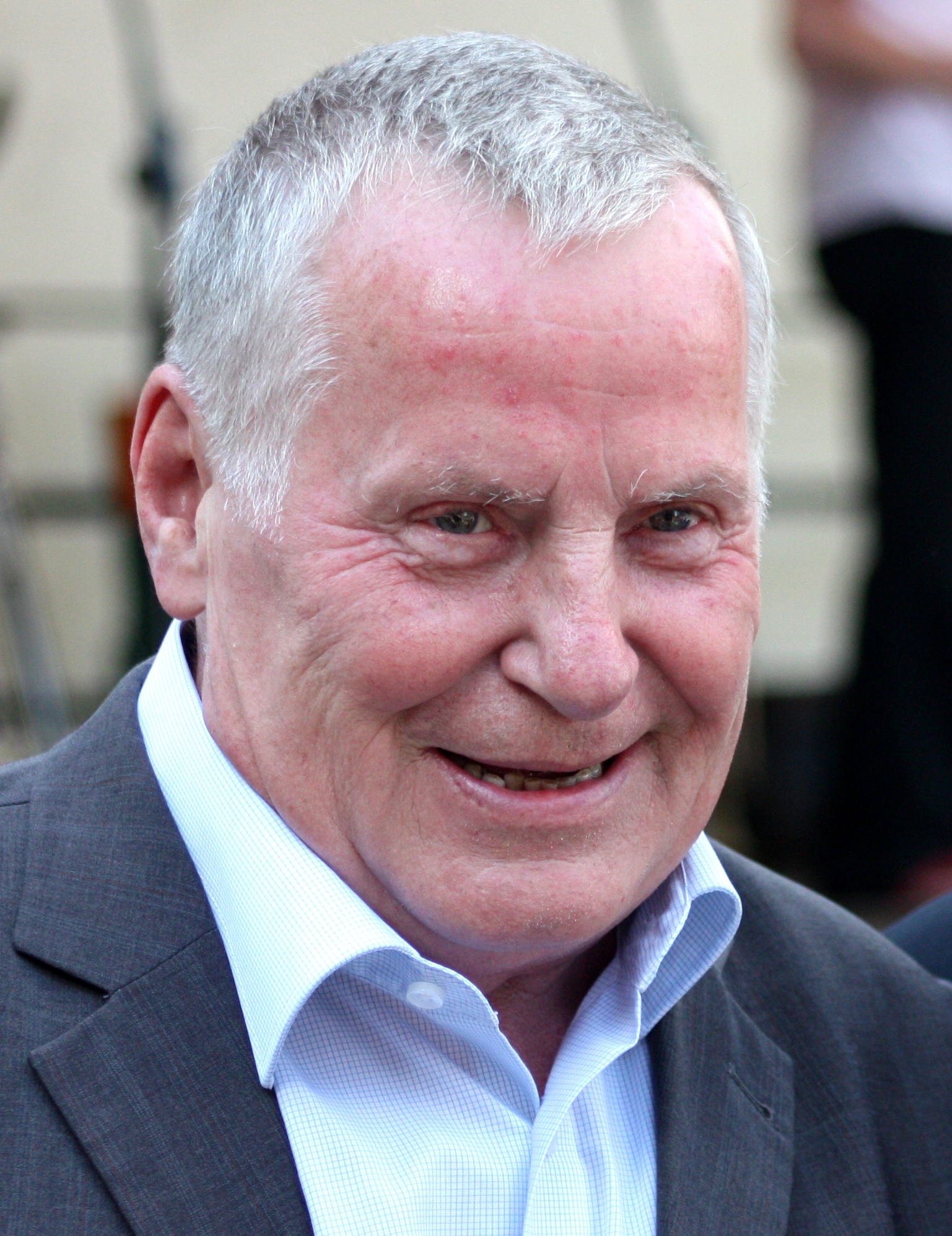
Lothar Bisky 2007 bis 2010
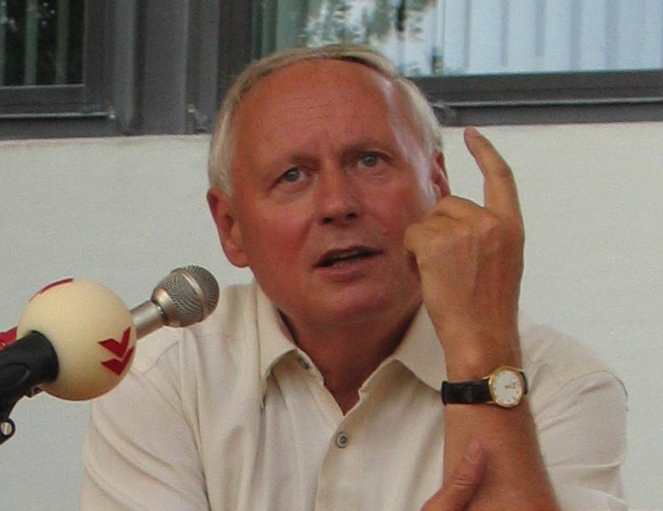
Oskar Lafontaine 2007 bis 2010
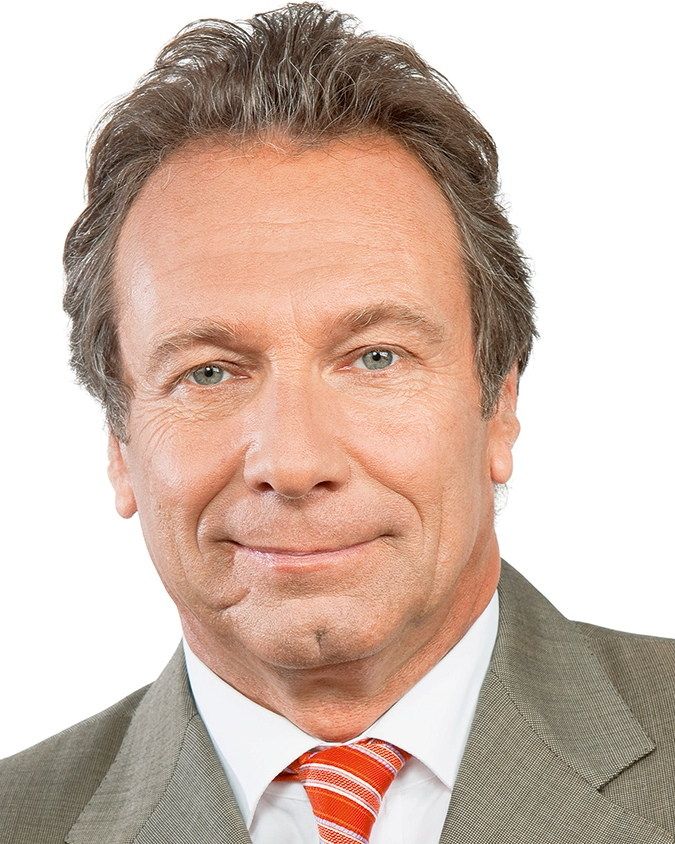
Klaus Ernst 2010 bis 2012
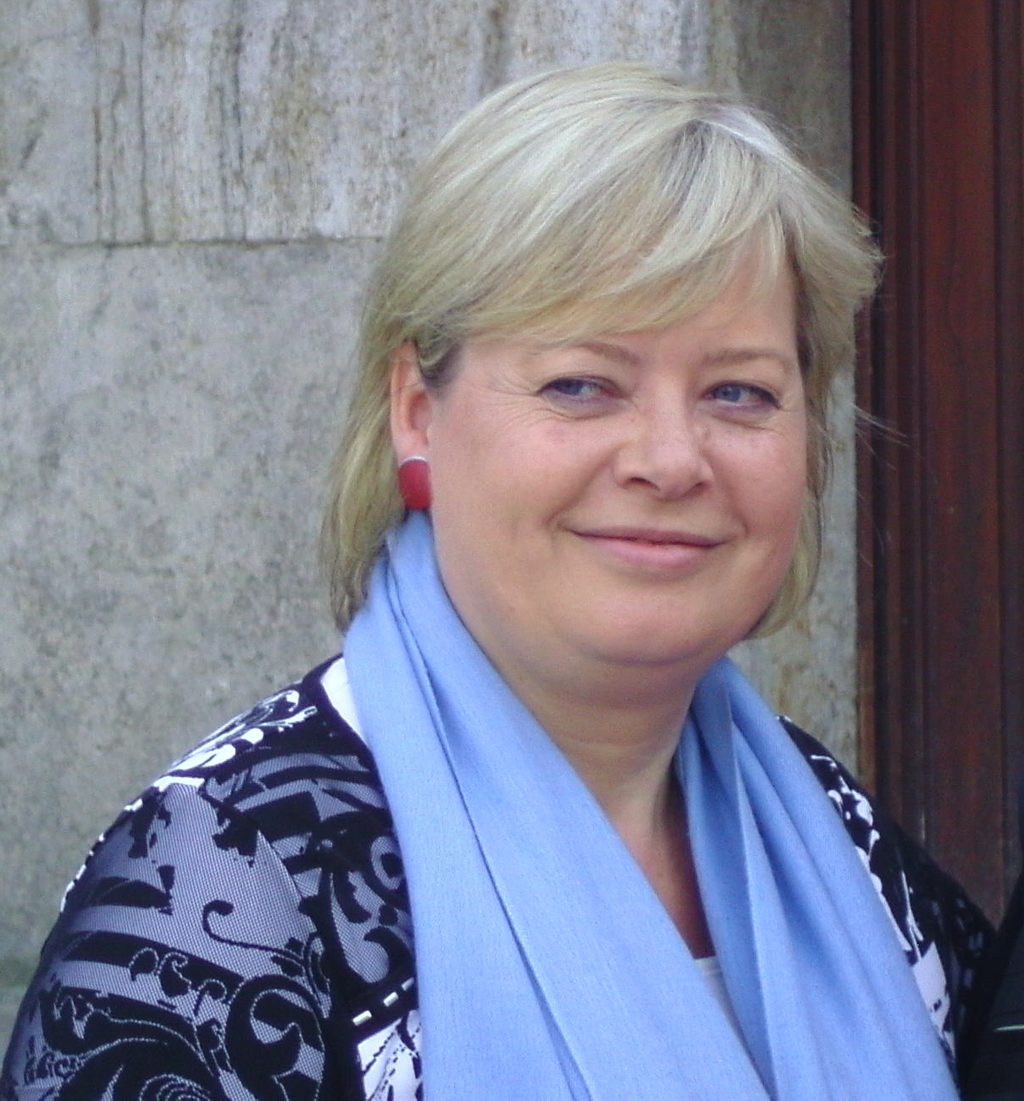
Gesine Lötzsch 2010 bis 2012
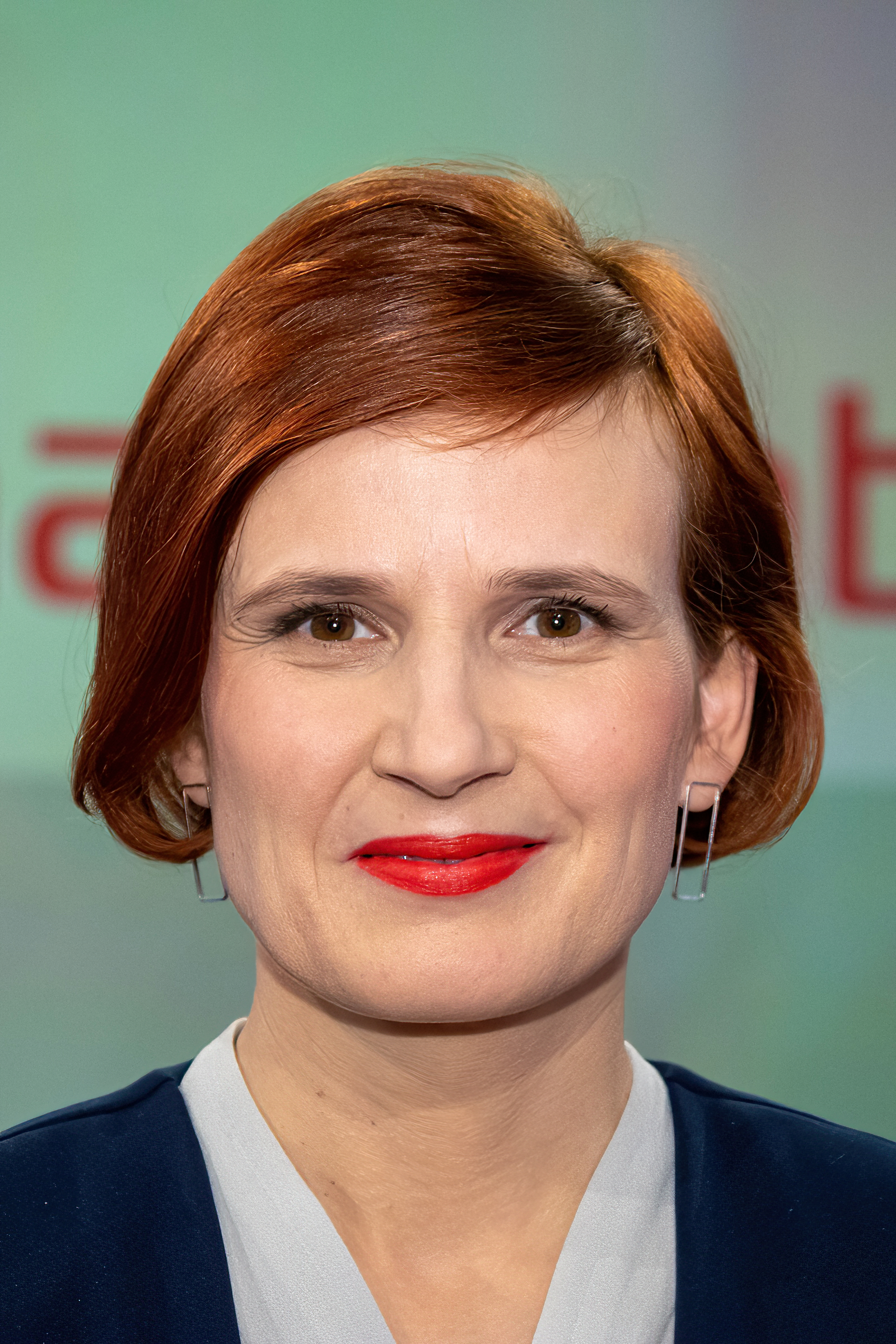
Katja Kipping 2012 bis 2021
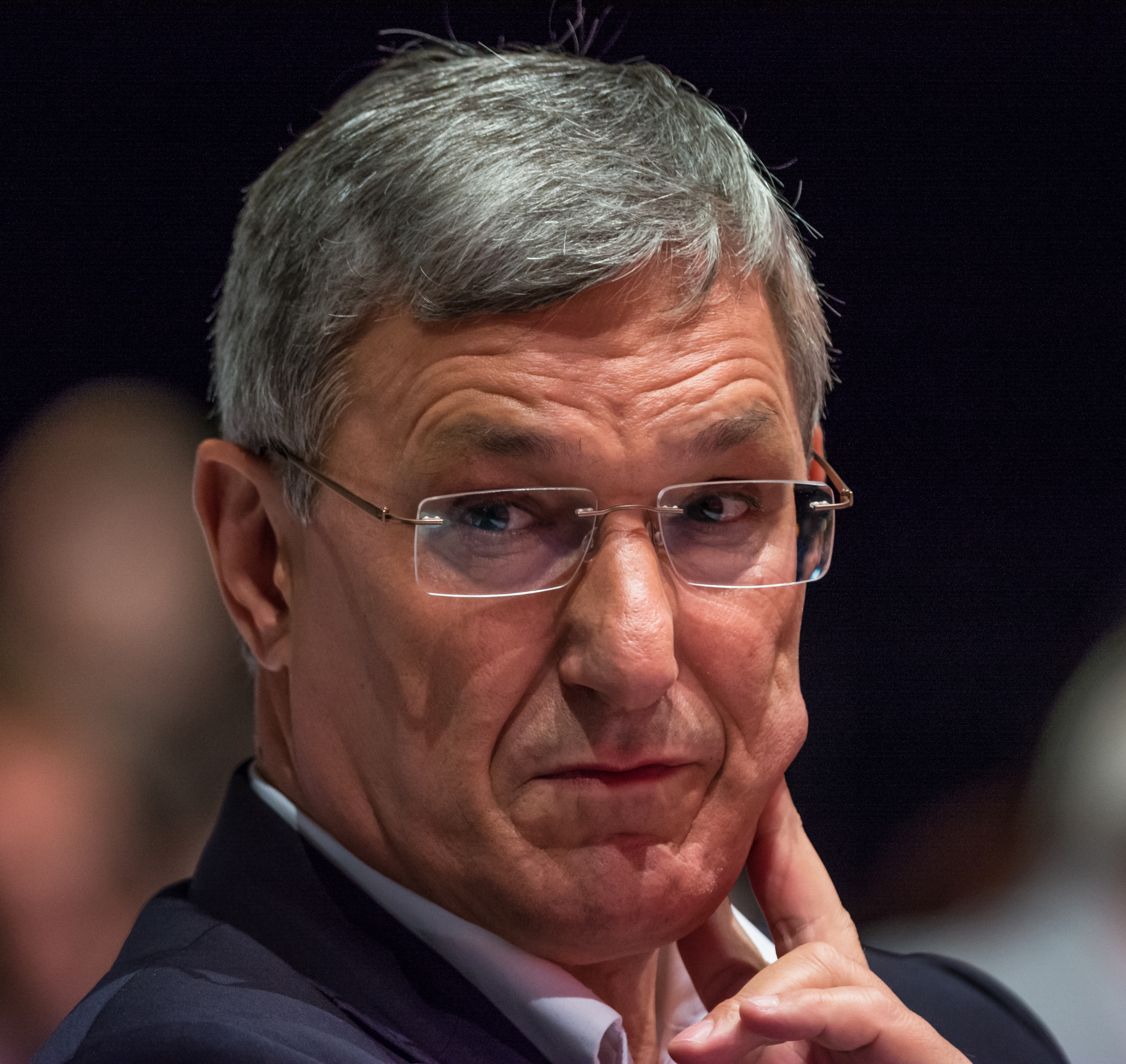
Bernd Riexinger 2012 bis 2021
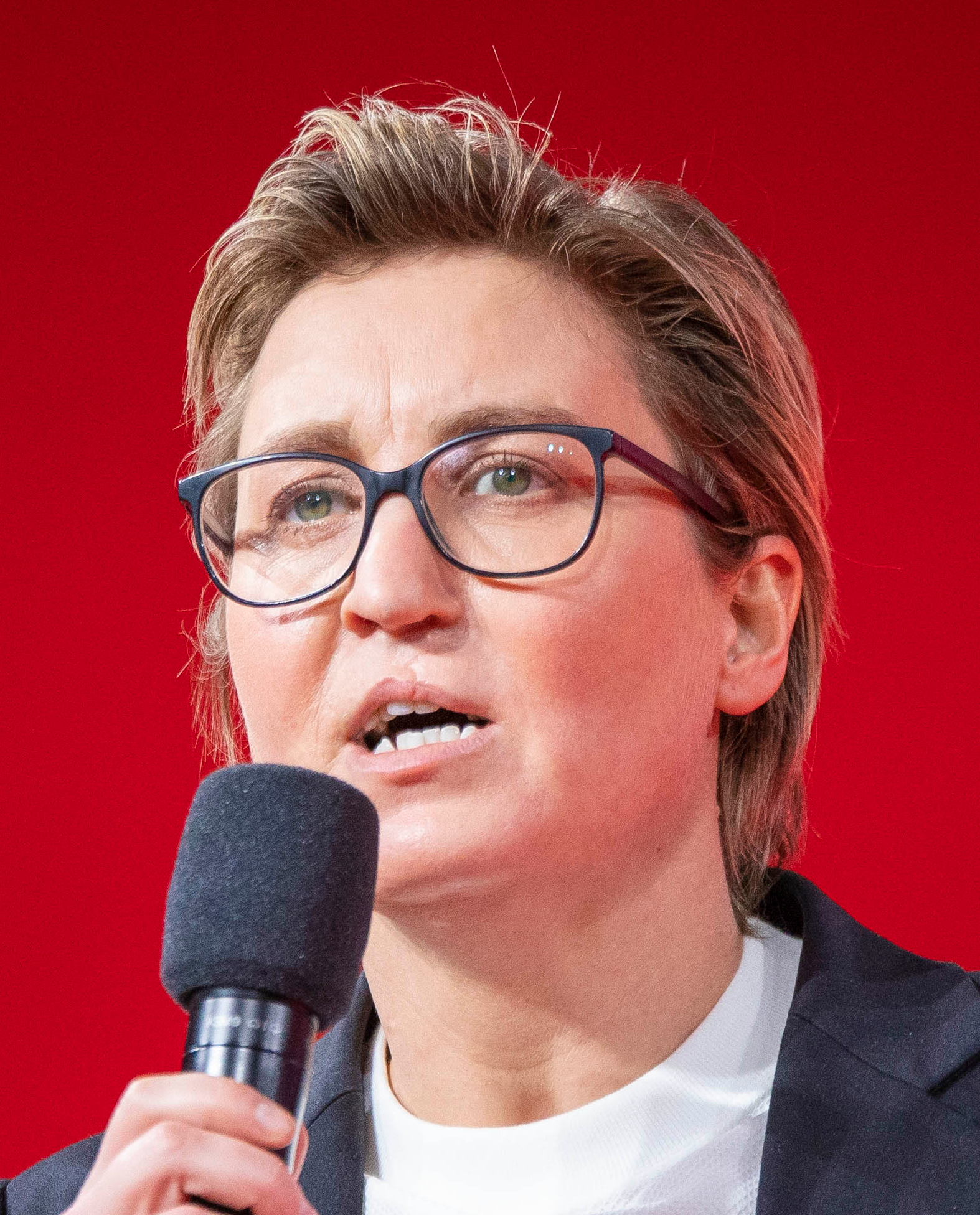
Susanne Hennig-Wellsow 2021 bis 2022
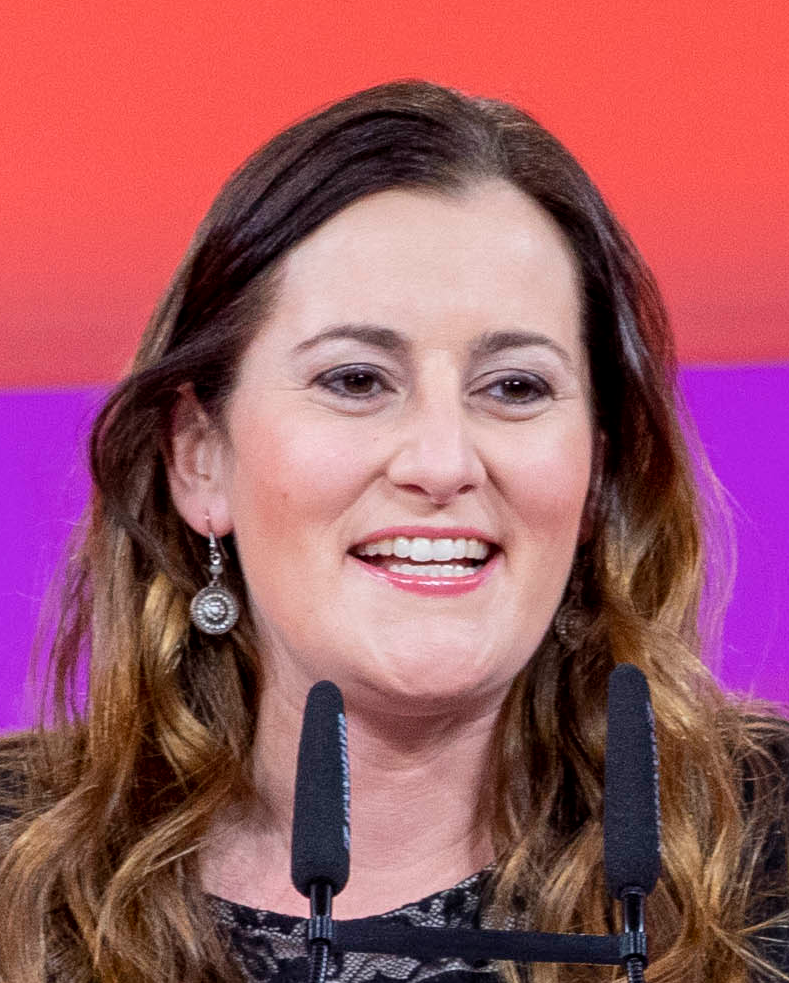
Janine Wissler 2021 bis 2024
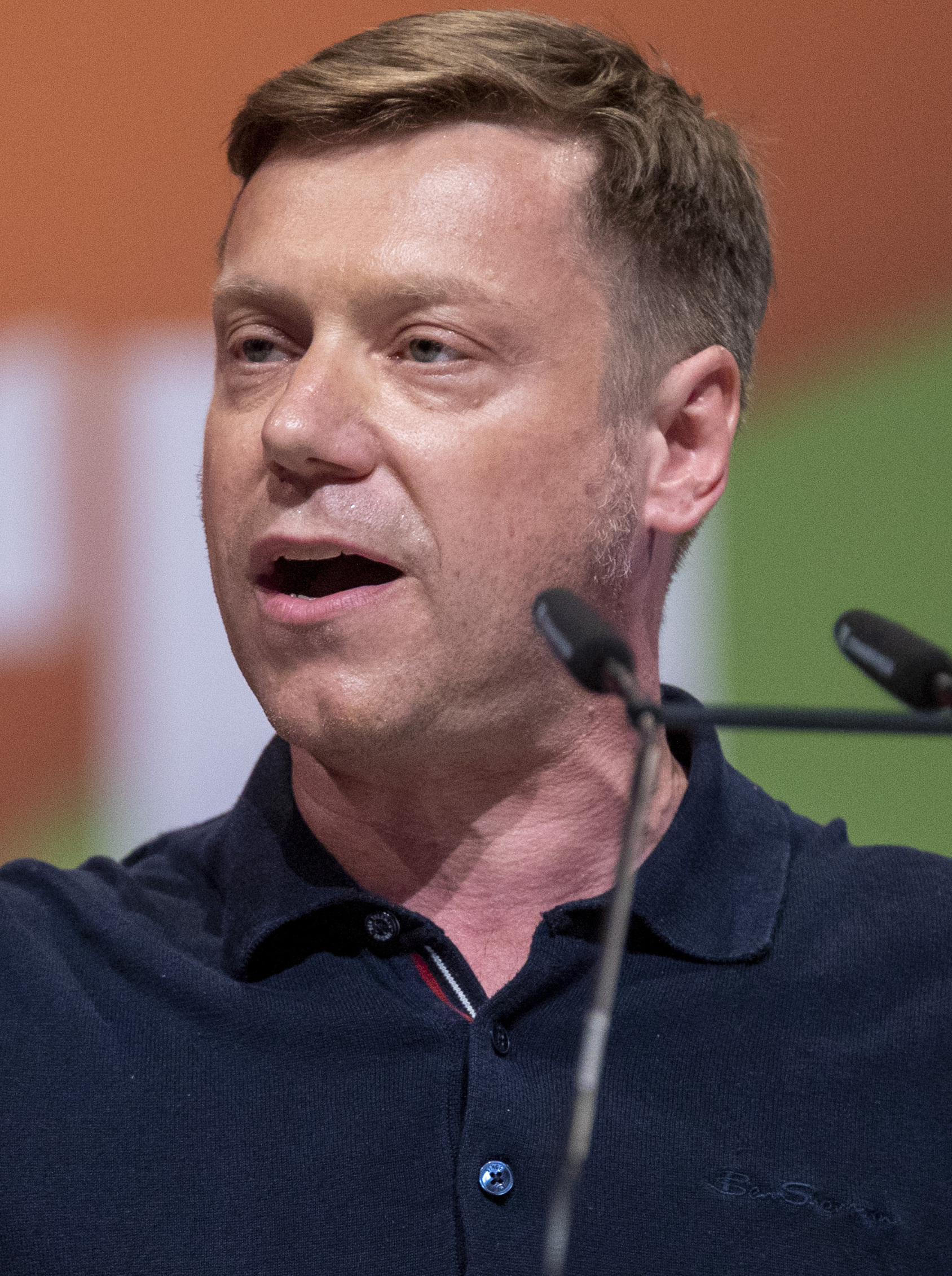
Martin Schirdewan 2022 bis 2024
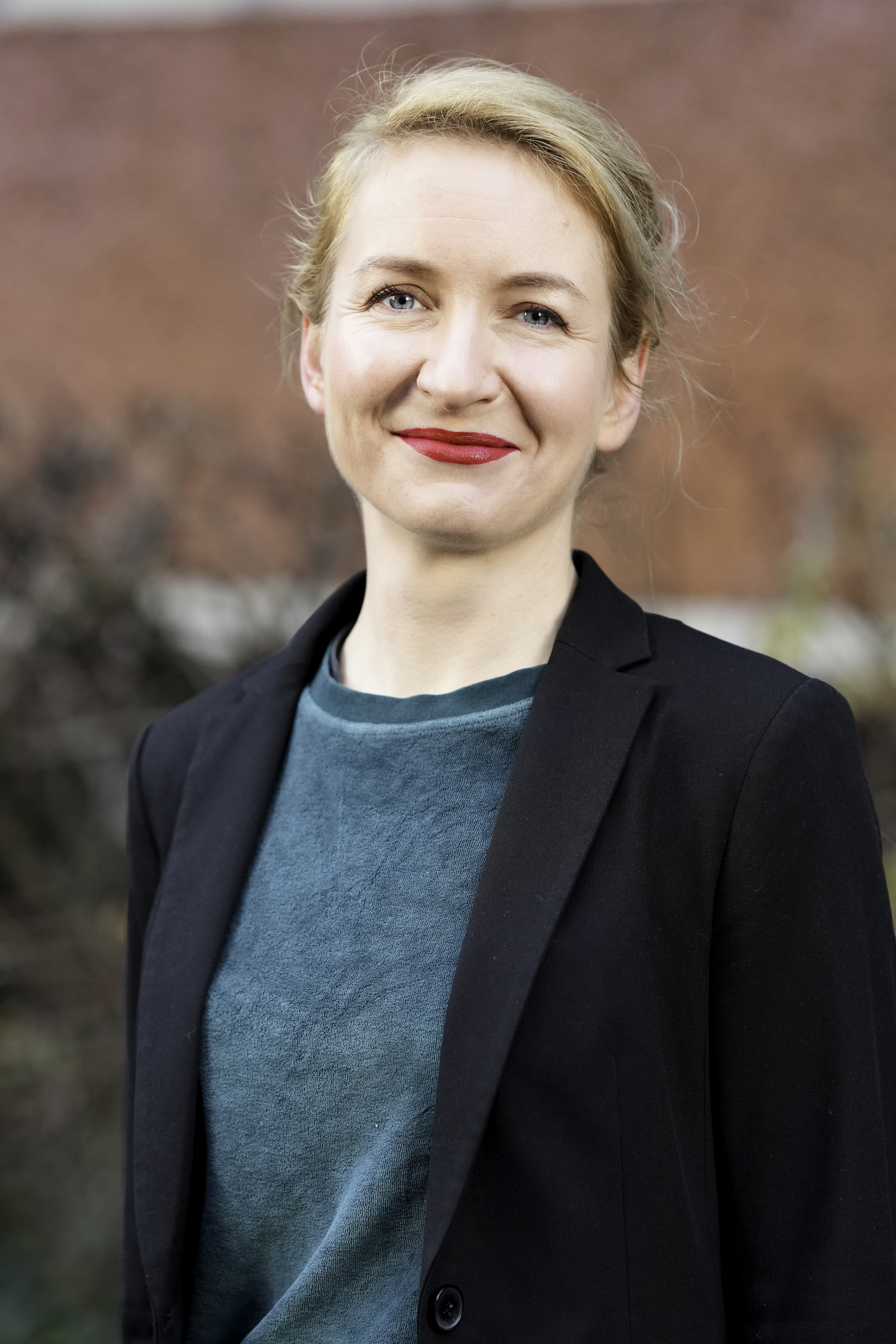
Ines Schwerdtner seit 2024
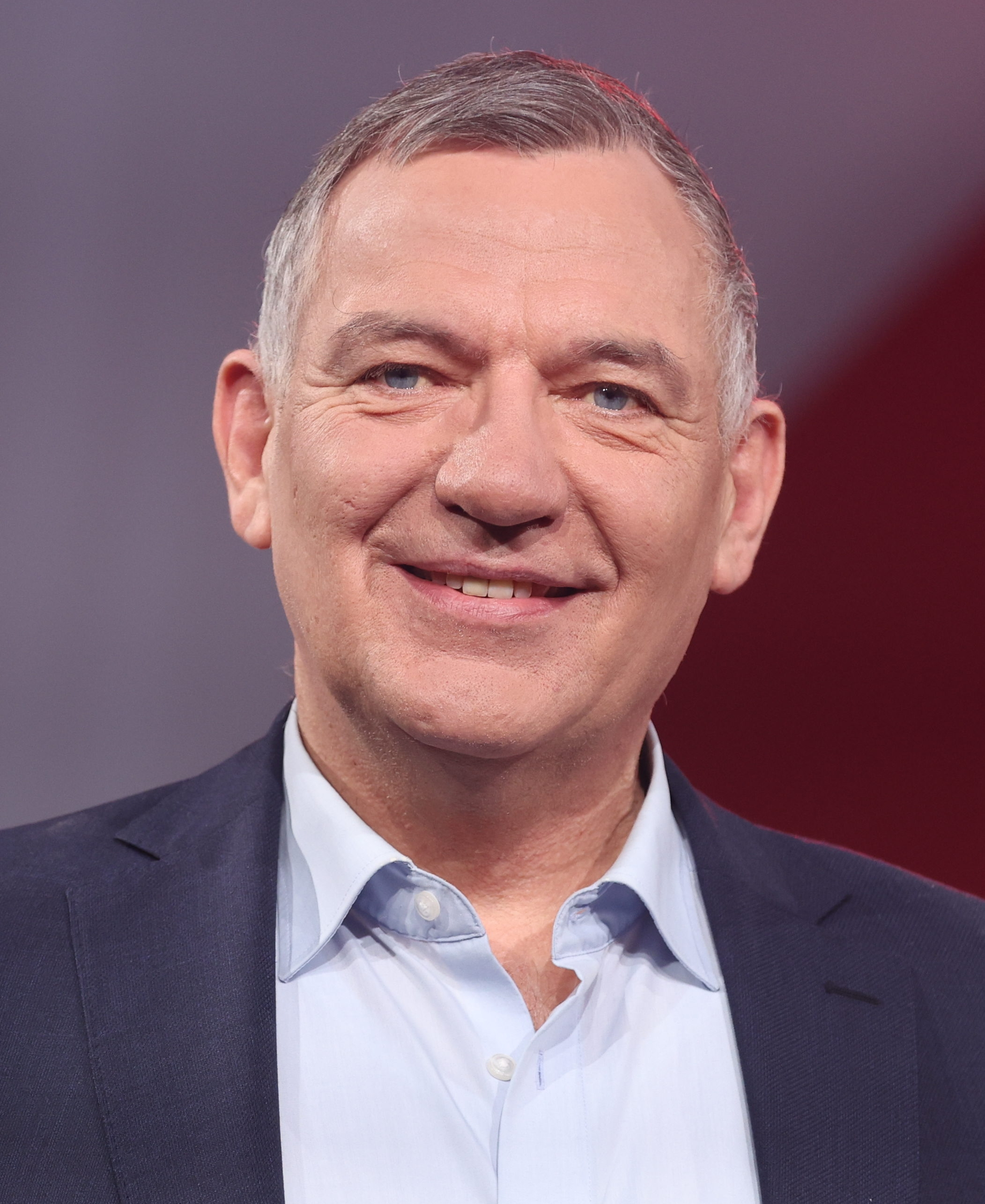
Jan van Aken seit 2024

## Wahlen

### Bundestag
Bei der Bundestagswahl 2009 erzielte die Partei 11,9 Prozent der Zweitstimmen. Daneben konnte sie 16 Direktmandate aus fünf Ländern (Berlin, Brandenburg, Mecklenburg-Vorpommern, Sachsen-Anhalt und Thüringen) gewinnen und im Vergleich mit der Bundestagswahl 2005 deutlich gestärkt in den Bundestag einziehen. In den Ländern Sachsen-Anhalt und Brandenburg wurde Die Linke bei der Bundestagswahl 2009 stärkste Partei vor SPD und CDU und war mit 76 Abgeordneten im Deutschen Bundestag vertreten, darunter 40 Frauen und 36 Männer.
Bei der Bundestagswahl 2013 erhielt Die Linke 8,6 Prozent der Zweitstimmen (3,3 Prozentpunkte weniger als 2009) und wurde damit zum ersten Mal zur drittstärksten Partei im Deutschen Bundestag, knapp vor Bündnis 90/Die Grünen. Mit vier Direktmandaten (alle in Berlin) und insgesamt 64 Sitzen im Bundestag war die Partei dennoch schwächer vertreten als zuvor.
Bei der Bundestagswahl 2017 erzielte die Linke 9,2 Prozent der Zweitstimmen (0,6 Prozentpunkte mehr als 2013) und lag damit knapp vor Bündnis 90/Die Grünen. Somit zog sie mit insgesamt 69 Sitzen, darunter fünf Direktmandate (vier in Berlin und eines in Leipzig), in den Bundestag ein.
Bei der Bundestagswahl 2021 erlitt die Linke starke Verluste und erreichte mit 4,9 Prozent der Zweitstimmen (4,3 Prozentpunkte weniger als 2017) zwar nicht die Sperrklausel von fünf Prozent, zog aber aufgrund von drei verteidigten Direktmandaten (zwei in Berlin und eines in Leipzig) mit 39 Abgeordneten in den Bundestag ein. Dies reichte für die Bildung einer Fraktion, da hierfür 5 % der Abgeordneten des Bundestages nötig sind – die Linke stellte 5,2 % der Abgeordneten. Nach dem Parteiaustritt von Sahra Wagenknecht und anderen löste sich die Bundestagsfraktion zum 6. Dezember 2023 auf, da sie nur noch 28 Mandate hatte und damit den Fraktionsstatus nicht aufrechterhalten konnte.
Bei der vorgezogenen Bundestagswahl 2025 erreichte die Linke 8,8 Prozent der Zweitstimmen (3,9 Prozentpunkte mehr als 2021). Nachdem Die Linke zuletzt als Gruppe im Bundestag organisiert war, konnte sie nun wieder eine Fraktion bilden. Am 25. Februar 2025 konstituierte sich dementsprechend  diese mit 64 Abgeordneten.

Zweitstimmenanteil der Partei Die Linke bei den letzten Bundestagswahlen nach Wahlkreisen
2013
2017
2021
2025
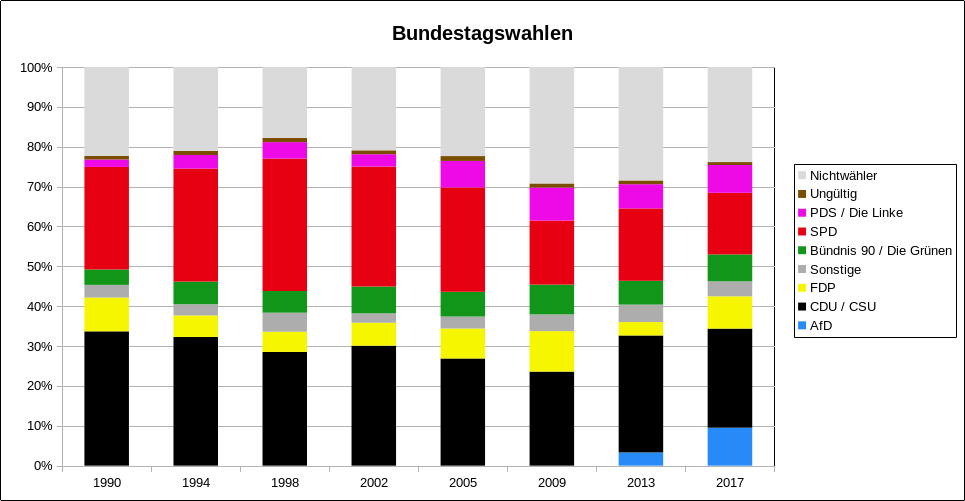
Anteile der Parteien bei den Bundestagswahlen von 1990 bis 2017, bezogen auf alle Wahlberechtigten. PDS/Die Linke pink markiert

### Landesparlamente

Länder, in denen Die Linke im Landesparlament ist
als Oppositionspartei im Landesparlament vertreten
als kleiner Koalitionspartner an der Landesregierung beteiligt

Die Linke ist derzeit in sieben Landesparlamenten vertreten. Während der Partei in Ostdeutschland (inklusive Berlin) bis zu den sächsischen und brandenburgischen Landtagswahlen im Jahr 2024 stets das Überschreiten der Fünfprozenthürde und somit der Einzug in alle dortigen Landesparlamente erfolgreich gelang, ist die Unterstützung in Westdeutschland deutlich geringer. Erst bei der Bürgerschaftswahl in Bremen 2007 gelang der Partei (noch als PDS) zum ersten Mal der Einzug in ein westdeutsches Landesparlament. Im Saarland zog Die Linke 2009 erstmals mit einem zweistelligen Ergebnis in ein Parlament eines alten Bundeslandes ein und konnte mit 21,3 Prozent sogar die 20-Prozent-Marke überschreiten. Drei Jahre später fiel die Partei im Saarland auf 16,1 Prozent zurück. 2022 verpasste sie den Einzug in den saarländischen Landtag.
In den Ländern Baden-Württemberg, Rheinland-Pfalz und Bayern ist sie stets an der Fünf-Prozent-Hürde gescheitert. Im Jahr 2012 schied sie nach je einer Wahlperiode Mitgliedschaft wieder aus den Landtagen von Schleswig-Holstein und Nordrhein-Westfalen aus. Im Januar 2013 verfehlte sie den Wiedereinzug in den Landtag von Niedersachsen. In Hessen verfehlte sie den Wiedereinzug in den Landtag bei der Landtagswahl 2023. Hamburg und Bremen sind derzeit die einzigen alten Bundesländer, in denen Die Linke im Landesparlament vertreten ist.

### Regierungskoalitionen auf Länderebene
| Regierungsbeteiligungen von PDS, WASG und DIE LINKE | Regierungsbeteiligungen von PDS, WASG und DIE LINKE | Regierungsbeteiligungen von PDS, WASG und DIE LINKE              |
| Dauer                                               | Land                                                | Koalitionspartner                                                |
| --------------------------------------------------- | --------------------------------------------------- | ---------------------------------------------------------------- |
| 1998–2006                                           | Mecklenburg-Vorpommern                              | SPD (Kabinett Ringstorff I und II)                               |
| 2002–2011                                           | Berlin                                              | SPD (Senat Wowereit II und III)                                  |
| 2009–2019                                           | Brandenburg                                         | SPD (Kabinett Platzeck III, Kabinett Woidke I und II)            |
| 2014–2020                                           | Thüringen                                           | SPD und Bündnis 90/Die Grünen (Kabinett Ramelow I)               |
| 2016–2023                                           | Berlin                                              | SPD und Bündnis 90/Die Grünen (Senat Müller II und Senat Giffey) |
| 2020–2024                                           | Thüringen                                           | SPD und Bündnis 90/Die Grünen (Kabinett Ramelow II)              |
| seit 2019                                           | Bremen                                              | SPD und Bündnis 90/Die Grünen (Senat Bovenschulte I und II)      |
| seit 2021                                           | Mecklenburg-Vorpommern                              | SPD (Kabinett Schwesig II)                                       |

### Landkreise und Städte
Die Linke stellt mit Kornelia Wehlan seit 2013 die Landrätin des Landkreises Teltow-Fläming in Brandenburg.
In Frankfurt (Oder) wurde René Wilke am 18. März 2018 zum Oberbürgermeister gewählt; er trat im Juni 2024 aus der Partei aus. Die größte von einem Mitglied der Partei geführte Stadt ist seit Februar 2023 die Hanse- und Universitätsstadt Rostock unter Oberbürgermeisterin Eva-Maria Kröger.

### Gesamtübersicht Wahlergebnisse
Die Linke erzielte überwiegend in den neuen Bundesländern und im Saarland hohe Ergebnisse (über 15 %). Sie ist in den Stadtstaaten stärker als in den übrigen alten Bundesländern. Seit der Vereinigung von PDS und WASG zur Partei Die Linke trat diese bei 34 Landtagswahlen an und konnte in 25 davon in den Landtag einziehen.
| Wahl                                        | Stimmenanteil | Mandate  | Anmerkung |
| Bürgerschaftswahl in Bremen 2007            | 8,4 %         | 7/83     | erstmals als Partei Die Linke angetreten und der erstmalige Einzug in ein westdeutsches Landesparlament                                                                                |
| Landtagswahl in Hessen 2008                 | 5,1 %         | 6/110    | erstmaliger Einzug in den Landtag |
| Landtagswahl in Niedersachsen 2008          | 7,1 %         | 11/152   | erstmaliger Einzug in den Landtag |
| Bürgerschaftswahl in Hamburg 2008           | 6,4 %         | 8/121    | erstmaliger Einzug in die Bürgerschaft |
| Landtagswahl in Bayern 2008                 | 4,4 %         | 0/187    | nicht im Landtag vertreten (Fünf-Prozent-Hürde) |
| Landtagswahl in Hessen 2009                 | 5,4 %         | 6/110    | erstmals Wiedereinzug in einen Landtag eines West-Bundeslandes |
| Europawahl 2009                             | 7,5 %         | 8/99     | zuvor als Linkspartei.PDS |
| Wahl des deutschen Bundespräsidenten 2009   |               | 90/1224  | ein Mitglied war erkrankt; 91 Mitglieder der Bundesversammlung stimmten für den Kandidaten der Linken Peter Sodann                                                                     |
| Landtagswahl im Saarland 2009               | 21,3 %        | 11/51    | erstmaliger Einzug in den Landtag |
| Landtagswahl in Sachsen 2009                | 20,6 %        | 29/132   | zuvor als Linkspartei.PDS im Landtag |
| Landtagswahl in Thüringen 2009              | 27,4 %        | 27/88    | zuvor als Linkspartei.PDS im Landtag |
| Landtagswahl in Brandenburg 2009            | 27,2 %        | 26/88    | zuvor als Linkspartei.PDS im Landtag, nach der Wahl Regierungspartei (siehe Kabinett Platzeck III)                                                                                     |
| Landtagswahl in Schleswig-Holstein 2009     | 6,0 %         | 6/95     | erstmaliger Einzug in den Landtag |
| Bundestagswahl 2009                         | 11,9 %        | 76/622   | viertstärkste Fraktion im Bundestag, in den Ländern Sachsen-Anhalt mit 32,4 % und in Brandenburg mit 28,5 % stimmenstärkste Partei, schlechtestes Ergebnis in Bayern mit 6,5 % erzielt |
| Landtagswahl in Nordrhein-Westfalen 2010    | 5,6 %         | 11/181   | erstmaliger Einzug in den Landtag |
| Wahl des deutschen Bundespräsidenten 2010   |               | 124/1244 | 126 (1. Wahlgang) bzw. 123 (2. Wahlgang) Mitglieder der Bundesversammlung stimmten für die Kandidatin der Linken Luc Jochimsen                                                         |
| Bürgerschaftswahl in Hamburg 2011           | 6,4 %         | 8/121    | Wiedereinzug in die Bürgerschaft |
| Landtagswahl in Sachsen-Anhalt 2011         | 23,7 %        | 29/105   | zuvor als Linkspartei.PDS im Landtag |
| Landtagswahl in Baden-Württemberg 2011      | 2,8 %         | 0/138    | nicht im Landtag vertreten (Fünf-Prozent-Hürde); zuvor als WASG angetreten; erstmals als Partei Die Linke angetreten                                                                   |
| Landtagswahl in Rheinland-Pfalz 2011        | 3,0 %         | 0/101    | nicht im Landtag vertreten (Fünf-Prozent-Hürde); zuvor als WASG angetreten; erstmals als Partei Die Linke angetreten                                                                   |
| Bürgerschaftswahl in Bremen 2011            | 5,6 %         | 5/83     | Wiedereinzug in die Bürgerschaft |
| Landtagswahl in Mecklenburg-Vorpommern 2011 | 18,4 %        | 14/71    | Wiedereinzug in den Landtag |
| Wahl zum Abgeordnetenhaus von Berlin 2011   | 11,7 %        | 20/152   | Wiedereinzug in das Abgeordnetenhaus; ausgeschieden aus der Landesregierung |
| Wahl des deutschen Bundespräsidenten 2012   |               | 124/1240 | 126 Mitglieder der Bundesversammlung stimmten für die Kandidatin der Linken Beate Klarsfeld                                                                                            |
| Landtagswahl im Saarland 2012               | 16,1 %        | 9/51     | Wiedereinzug in den Landtag |
| Landtagswahl in Schleswig-Holstein 2012     | 2,2 %         | 0/69     | nicht mehr im Landtag vertreten (Fünf-Prozent-Hürde); erstmaliges Ausscheiden aus einem westdeutschen Landtag                                                                          |
| Landtagswahl in Nordrhein-Westfalen 2012    | 2,5 %         | 0/237    | nicht mehr im Landtag vertreten (Fünf-Prozent-Hürde) |
| Landtagswahl in Niedersachsen 2013          | 3,1 %         | 0/137    | nicht mehr im Landtag vertreten (Fünf-Prozent-Hürde) |
| Landtagswahl in Bayern 2013                 | 2,1 %         | 0/180    | nicht im Landtag vertreten (Fünf-Prozent-Hürde) |
| Bundestagswahl 2013                         | 8,6 %         | 64/631   | drittstärkste Fraktion, bestes Ergebnis mit 25,4 % in Sachsen-Anhalt, schlechtestes mit 3,8 % in Bayern                                                                                |
| Landtagswahl in Hessen 2013                 | 5,2 %         | 6/110    | Wiedereinzug in den Landtag |
| Europawahl in Deutschland 2014              | 7,4 %         | 7/96     | Wiedereinzug in das Europaparlament |
| Landtagswahl in Sachsen 2014                | 18,9 %        | 27/126   | Wiedereinzug in den Landtag |
| Landtagswahl in Thüringen 2014              | 28,2 %        | 28/91    | bisher bestes Ergebnis bei einer Landtagswahl, erste von der Linken geführte Landesregierung                                                                                           |
| Landtagswahl in Brandenburg 2014            | 18,6 %        | 17/88    | Wiedereinzug in den Landtag, Fortsetzung der Koalition mit der SPD |
| Bürgerschaftswahl in Hamburg 2015           | 8,5 %         | 11/121   | Wiedereinzug in die Bürgerschaft |
| Bürgerschaftswahl in Bremen 2015            | 9,5 %         | 8/83     | Wiedereinzug in die Bürgerschaft |
| Landtagswahl in Baden-Württemberg 2016      | 2,9 %         | 0/143    | nicht im Landtag vertreten (Fünf-Prozent-Hürde) |
| Landtagswahl in Rheinland-Pfalz 2016        | 2,8 %         | 0/101    | nicht im Landtag vertreten (Fünf-Prozent-Hürde) |
| Landtagswahl in Sachsen-Anhalt 2016         | 16,3 %        | 17/87    | Wiedereinzug in den Landtag |
| Landtagswahl in Mecklenburg-Vorpommern 2016 | 13,2 %        | 11/71    | Wiedereinzug in den Landtag, niedrigstes Wahlergebnis seit der Wiedervereinigung (zu Beginn als PDS)                                                                                   |
| Wahl zum Abgeordnetenhaus von Berlin 2016   | 15,6 %        | 27/160   | Wiedereinzug in das Abgeordnetenhaus |
| Wahl des deutschen Bundespräsidenten 2017   |               | 95/1260  | 128 Mitglieder der Bundesversammlung stimmten für den Kandidaten der Linken Christoph Butterwegge                                                                                      |
| Landtagswahl im Saarland 2017               | 12,8 %        | 7/51     | schlechtestes Ergebnis seit Parteigründung |
| Landtagswahl in Schleswig-Holstein 2017     | 3,8 %         | 0/73     | nicht im Landtag vertreten (Fünf-Prozent-Hürde) |
| Landtagswahl in Nordrhein-Westfalen 2017    | 4,9 %         | 0/199    | nicht im Landtag vertreten (Fünf-Prozent-Hürde) |
| Bundestagswahl 2017                         | 9,2 %         | 69/709   | fünftstärkste Fraktion; bestes Ergebnis mit 18,8 % in Berlin, schlechtestes mit 6,1 % in Bayern                                                                                        |
| Landtagswahl in Niedersachsen 2017          | 4,6 %         | 0/137    | nicht im Landtag vertreten (Fünf-Prozent-Hürde) |
| Landtagswahl in Bayern 2018                 | 3,2 %         | 0/205    | nicht im Landtag vertreten (Fünf-Prozent-Hürde) |
| Landtagswahl in Hessen 2018                 | 6,3 %         | 9/137    | Wiedereinzug in den Landtag |
| Europawahl in Deutschland 2019              | 5,5 %         | 5/96     | Wiedereinzug in das Europaparlament |
| Bürgerschaftswahl in Bremen 2019            | 11,3 %        | 10/84    | Wiedereinzug in die Bürgerschaft |
| Landtagswahl in Brandenburg 2019            | 10,7 %        | 10/88    | Wiedereinzug in den Landtag |
| Landtagswahl in Sachsen 2019                | 10,4 %        | 14/119   | Wiedereinzug in den Landtag |
| Landtagswahl in Thüringen 2019              | 31,0 %        | 29/90    | Stärkste Fraktion, bestes Ergebnis überhaupt bei einer Landtagswahl |
| Bürgerschaftswahl in Hamburg 2020           | 9,1 %         | 13/123   | Wiedereinzug in die Bürgerschaft |
| Landtagswahl in Baden-Württemberg 2021      | 3,6 %         | 0/154    | nicht im Landtag vertreten (Fünf-Prozent-Hürde) |
| Landtagswahl in Rheinland-Pfalz 2021        | 2,5 %         | 0/101    | nicht im Landtag vertreten (Fünf-Prozent-Hürde) |
| Landtagswahl in Sachsen-Anhalt 2021         | 11,0 %        | 12/97    | Wiedereinzug in den Landtag |
| Bundestagswahl 2021                         | 4,9 %         | 39/735   | Wiedereinzug in den Bundestag gemäß Zweitstimmenanteil aufgrund drei errungener Direktmandate (Grundmandatsklausel)                                                                    |
| Landtagswahl in Mecklenburg-Vorpommern 2021 | 9,9 %         | 9/79     | Wiedereinzug in den Landtag |
| Wahl zum Abgeordnetenhaus von Berlin 2021   | 14,0 %        | 24/147   | Wiedereinzug in das Abgeordnetenhaus |
| Wahl des deutschen Bundespräsidenten 2022   |               | 71/1472  | 96 Mitglieder der Bundesversammlung stimmten für den Kandidaten der Linken Gerhard Trabert                                                                                             |
| Landtagswahl im Saarland 2022               | 2,6 %         | 0/51     | nicht mehr im Landtag vertreten (Fünf-Prozent-Hürde) |
| Landtagswahl in Schleswig-Holstein 2022     | 1,7 %         | 0/69     | nicht im Landtag vertreten (Fünf-Prozent-Hürde) |
| Landtagswahl in Nordrhein-Westfalen 2022    | 2,1 %         | 0/195    | nicht im Landtag vertreten (Fünf-Prozent-Hürde) |
| Landtagswahl in Niedersachsen 2022          | 2,7 %         | 0/146    | nicht im Landtag vertreten (Fünf-Prozent-Hürde) |
| Wahl zum Abgeordnetenhaus von Berlin 2023   | 12,2 %        | 22/159   | Wiedereinzug in das Abgeordnetenhaus |
| Bürgerschaftswahl in Bremen 2023            | 10,9 %        | 10/87    | Wiedereinzug in die Bürgerschaft |
| Landtagswahl in Bayern 2023                 | 1,5 %         | 0/203    | nicht im Landtag vertreten (Fünf-Prozent-Hürde) |
| Landtagswahl in Hessen 2023                 | 3,1 %         | 0/133    | nicht mehr im Landtag vertreten (Fünf-Prozent-Hürde) |
| Europawahl in Deutschland 2024              | 2,7 %         | 3/96     | Wiedereinzug in das Europaparlament |
| Landtagswahl in Sachsen 2024                | 4,5 %         | 6/120    | Wiedereinzug in den Landtag entsprechend Listenstimmenanteil aufgrund zwei errungener Direktmandate (Grundmandatsklausel)                                                              |
| Landtagswahl in Thüringen 2024              | 13,1 %        | 12/88    | Wiedereinzug in den Landtag |
| Landtagswahl in Brandenburg 2024            | 3,0 %         | 0/88     | nicht mehr im Landtag vertreten (Fünf-Prozent-Hürde), erstes Mal in einem neuen Bundesland nicht im Landtag vertreten                                                                  |
| Bundestagswahl 2025                         | 8,8 %         | 64/630   | fünftstärkste Fraktion; bestes Ergebnis mit 19,9 % in Berlin als stimmenstärkste Partei, schlechtestes mit 5,7 % in Bayern                                                             |
| Bürgerschaftswahl in Hamburg 2025           | 11,2 %        | 15/121   | Wiedereinzug in die Bürgerschaft |

|      | BW    | BY    | BE     | BB     | HB     | HH     | HE    | MV     | NI    | NW    | RP    | SL     | SN     | ST     | SH    | TH     |
| ---- | ----- | ----- | ------ | ------ | ------ | ------ | ----- | ------ | ----- | ----- | ----- | ------ | ------ | ------ | ----- | ------ |
| 2007 |       |       |        |        | 8,4 %  |        |       |        |       |       |       |        |        |        |       |        |
| 2008 |       | 4,4 % |        |        |        | 6,4 %  | 5,1 % |        | 7,1 % |       |       |        |        |        |       |        |
| 2009 |       |       |        | 27,2 % |        |        | 5,4 % |        |       |       |       | 21,3 % | 20,6 % |        | 6,0 % | 27,4 % |
| 2010 |       |       |        |        |        |        |       |        |       | 5,6 % |       |        |        |        |       |        |
| 2011 | 2,8 % |       | 11,7 % |        | 5,6 %  | 6,4 %  |       | 18,4 % |       |       | 3,0 % |        |        | 23,7 % |       |        |
| 2012 |       |       |        |        |        |        |       |        |       | 2,5 % |       | 16,1 % |        |        | 2,2 % |        |
| 2013 |       | 2,1 % |        |        |        |        | 5,2 % |        | 3,1 % |       |       |        |        |        |       |        |
| 2014 |       |       |        | 18,6 % |        |        |       |        |       |       |       |        | 18,9 % |        |       | 28,2 % |
| 2015 |       |       |        |        | 9,5 %  | 8,5 %  |       |        |       |       |       |        |        |        |       |        |
| 2016 | 2,9 % |       | 15,6 % |        |        |        |       | 13,2 % |       |       | 2,8 % |        |        | 16,3 % |       |        |
| 2017 |       |       |        |        |        |        |       |        | 4,6 % | 4,9 % |       | 12,8 % |        |        | 3,8 % |        |
| 2018 |       | 3,2 % |        |        |        |        | 6,3 % |        |       |       |       |        |        |        |       |        |
| 2019 |       |       |        | 10,7 % | 11,3 % |        |       |        |       |       |       |        | 10,4 % |        |       | 31,0 % |
| 2020 |       |       |        |        |        | 9,1 %  |       |        |       |       |       |        |        |        |       |        |
| 2021 | 3,6 % |       | 14,0 % |        |        |        |       | 9,9 %  |       |       | 2,5 % |        |        | 11,0 % |       |        |
| 2022 |       |       |        |        |        |        |       |        | 2,7 % | 2,1 % |       | 2,6 %  |        |        | 1,7 % |        |
| 2023 |       | 1,5 % | 12,2 % |        | 10,9 % |        | 3,1 % |        |       |       |       |        |        |        |       |        |
| 2024 |       |       |        | 3,0 %  |        |        |       |        |       |       |       |        | 4,5 %  |        |       | 13,1 % |
| 2025 |       |       |        |        |        | 11,2 % |       |        |       |       |       |        |        |        |       |        |

|  | Einzug in den Landtag                                                              |
|  | Höchstes Ergebnis im jeweiligen Bundesland, ohne in den Landtag eingezogen zu sein |

### Kandidaturen von Mitgliedern anderer Parteien auf Listen der Partei
Im Rahmen einer Bündnispolitik kandidierten bereits geraume Zeit vor der Verschmelzung von WASG und PDS Mitglieder anderer Parteien auf den Listen der PDS. Bei der Bundestagswahl 2005 zogen so Kandidaten der WASG auf Landeslisten der Linkspartei.PDS in den Bundestag ein. Über die Listen der PDS und der Partei Die Linke zogen DKP-Mitglieder in rund 20 kommunale Parlamente und einen Landtag ein. Das DKP-Mitglied Christel Wegner, das auf diese Weise am 27. Januar 2008 in den niedersächsischen Landtag gewählt worden war, wurde jedoch bereits am 18. Februar 2008 aufgrund umstrittener Äußerungen zur Staatssicherheit aus der Linksfraktion ausgeschlossen.
Auch im Hinblick auf diesen Vorfall wurden auf dem 1. Parteitag in Cottbus neue Kriterien für Kandidaturen verabschiedet. Danach können parteiungebundene Persönlichkeiten weiterhin auf den Listen der Partei als Kandidaten aufgestellt werden, wenn sie den „Programmatischen Eckpunkten“ und den Wahlprogrammen der Partei verpflichtet sind und den dort formulierten Grundsätzen nahestehen. Die Kandidatur von Mitgliedern anderer Parteien ist jedoch für Landtags-, Bundestags- sowie Europawahlen ausgeschlossen, zumal inzwischen bei Bundestagswahlen ohnehin die Aufstellung von Mitgliedern einer Fremdpartei gesetzlich untersagt ist.